# 바르샤바
바르샤바(폴란드어: Warszawa 바르샤바[*], 영어: Warsaw 워소[*], 문화어: 와르샤와), 공식적으로 수도 바르샤바(Miasto stołeczne Warszawa)는 폴란드의 수도이자 최대 도시로 폴란드 중동부의 비스와강 연안에 위치한다. 인구는 186만 명이며 대도시권을 포함하면 310만 명으로 유럽 연합 6위이다. 18개 구로 이루어져 있으며 면적은 517km²이고 대도시권을 포함하면 6,100km²이다. 세계도시이자 문화, 정치, 경제, 교통의 중심지이며 정부 소재지이다.
바르샤바의 기원은 마조프셰의 작은 어촌으로 거슬러 올라간다. 16세기 후반 지그문트 3세는 수도와 궁정을 크라쿠프에서 바르샤바로 옮겼고 바르샤바는 1795년까지 폴란드-리투아니아 공화국의 사실상 수도였다. 이후 나폴레옹은 이곳에 바르샤바 공국을 세웠다. 19세기와 산업혁명으로 인하여 인구가 폭증했고 그 결과 유럽에서 가장 크고 인구 밀도가 높은 도시 중 하나가 되었다. 바르샤바는 당시 우아한 건축물과 거리로 알려져 있었으나 1939년 제2차 세계대전이 시작되면서 포위와 폭격을 당했다. 1943년 게토 봉기, 1944년 바르샤바 봉기, 그리고 나치의 체계적인 파괴로 인하여 역사적 시가지 대부분은 파괴되었고 인구 다양성은 사라졌다.
바르샤바에는 2개의 국제 공항이 있다. 쇼팽 공항과 모들린 공항인데 후자는 저비용 항공사를 위하여 건설되었기 때문에 비교적 작다. 주요 대중 교통으로는 지하철, 버스, 통근 열차, 트램 등이 있다. 바르샤바는 R&D, BPO, IT 아웃소싱의 주요 중심지이다. 바르샤바 증권거래소는 중앙유럽과 동유럽에서 가장 중요한 최대 거래소이다. 유럽 국경 연안 경비 기관(Frontex)와 유럽 안보 협력 기구의 주요 기관 중 하나인 ODIHR의 본부가 있다. 바르샤바는 유럽에서 마천루가 가장 많은 도시 중 하나이며 바르소 타워(Varso Place)는 유럽 연합에서 가장 높은 건물이다.
바르샤바에는 바르샤바 대학교, 바르샤바 공과대학교, SGH 바르샤바 경제대학교, 쇼팽 음악대학교, 코즈민스키 대학교 등의 유명 대학이 있다. 또한 폴란드 과학 아카데미, 국립 필하모니 관현악단, 국립박물관, 자헹타 미술관, 세계 최대의 바르샤바 대극장도 위치하여 있다. 거의 모든 유럽의 건축 양식과 시대가 녹아있는 복원된 구시가는 1980년 세계유산에 등재되었다. 이외의 주요 건축물로는 왕궁, 지그문트 기둥, 빌라누프궁, 와지엔키궁, 성 요한 대성당, 리네크 스타레고 미아스타, 왕의 길을 따라 위치한 많은 교회와 저택들이 있다. 바르샤바 동물원은 폴란드에서 가장 크고 방문자가 가장 많은 동물원 중 하나이다. 바르샤바에는 활기찬 예술과 클럽, 맛있는 식당, 광대한 녹지, 도시 면적의 약 1/4에 해당하는 공원이 있다. 바르샤바는 스포츠에서도 일류 축구 팀인 레기아 바르샤바, 바르샤바 마라톤, 국립 축구장 스타디온 나로도비(Stadion Narodovi)의 고장으로 알려져 있다.
바르샤바는 마조프셰 지방에 위치하며 비스와강의 중류는 시내를 관통한다. 제2차 세계대전 후 전화로 황폐해진 구시가를 '벽돌의 금 간 곳까지' 복원하여 지난날의 거리를 회복했다. 1980년 유네스코에 바르샤바 역사 지구로 세계유산에 등재되었다.
제조업, 철강업, 전력 산업, 자동차 산업 등의 공업도시이다.
매년 8월 1일 오후 5시 사이렌 소리를 신호로 바르샤바 시내에서는 사람들이 즉석에서 직립 부동으로 1분간 묵념을 올린다. 이 1분 간은 바르샤바 전역의 기능이 부분적으로 멈춘다. 이는 1944년 8월 1일 오후 5시에 시작된 바르샤바 봉기의 희생자들을 추도하기 위해서이다. 묵념과 그 시각은 바르샤바(Warszawa)의 첫글자를 따서 '시각 W'라고 불린다.

## 유래

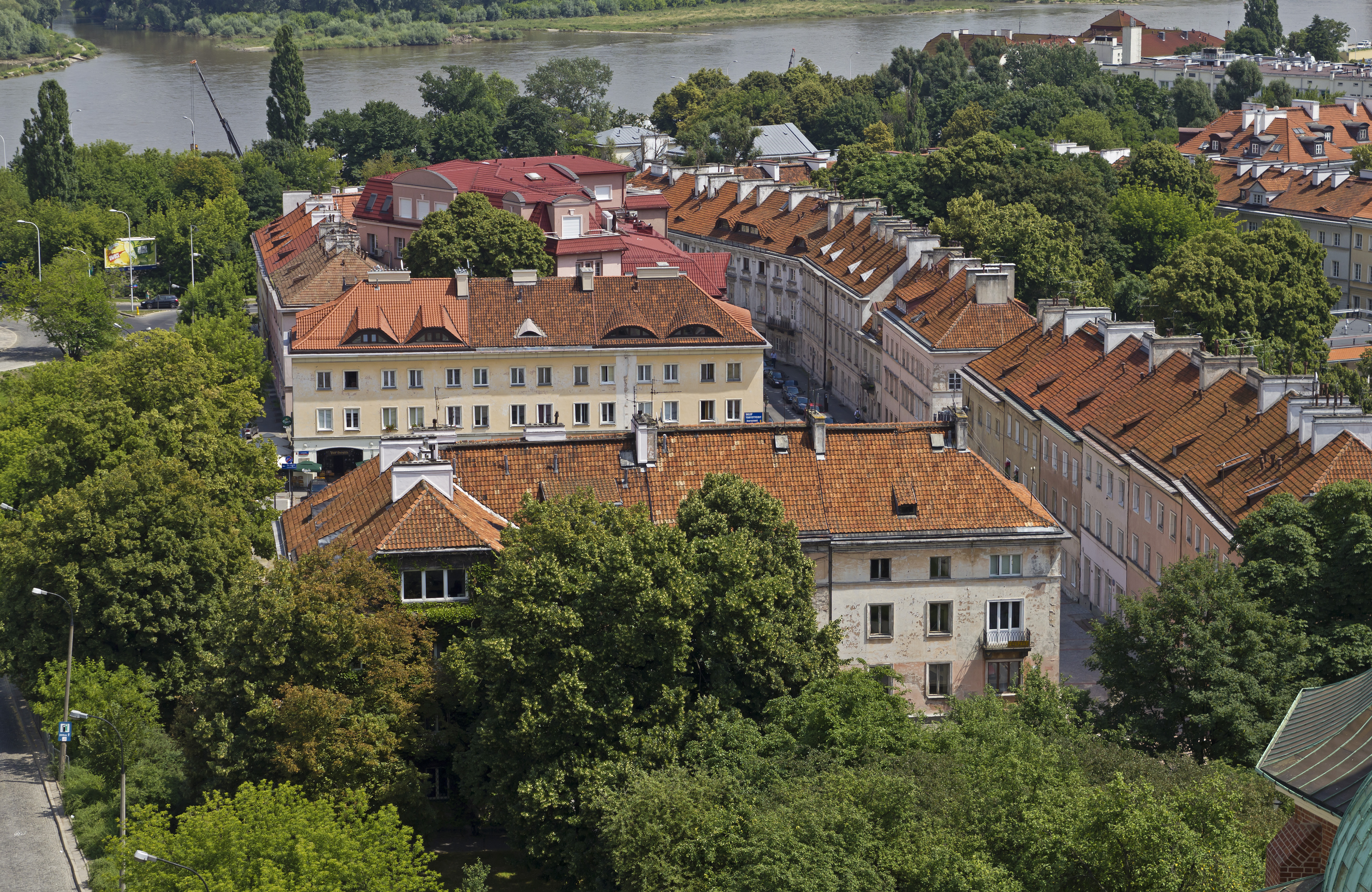
마리엔슈타트 구역(왕궁 옆의 비스와강을 이용한 교역에 종사하던 유대인 상인이 많이 살았다).
제2차 세계대전으로 파괴되었으나 전후에 바르샤바 시민들이 자원봉사로 복원하였다.

바르샤바의 이전 표기로는 바르셰바(Warszewa), 바르쇼바(Warszowa), 보르셰바(Worszewa) 또는 베르셰바(Werszewa) 중 하나일 것으로 추정된다. 정확한 기원은 확실하지도 않고 완전히 알아내지도 못했다. 원래 바르샤바는 비스와강의 둑에 있는 작은 어촌의 이름이었다. 어떤 학설에 따르면 바르샤바는 "바르시에 속한다"는 의미이다. 바르시는 어원적으로 브로츠와프(Wrocław)와 관련된 고대 폴란드어 남성 이름 바르치솨프(Warcisław)를 줄인 것이다. 하지만 -awa로 끝나는 대도시 이름은 드물다. 일반적으로 개인의 이름에서 파생된 폴란드 도시 이름은 -ów/owo/ew/ewo로 끝난다.
민간 어원에서는 바르스(Wars)와 사바(Sawa)에서 왔다고 본다. 전설에는 몇 가지 버전이 있는데 그 중 하나에 따르면 사바는 어부인 바르스가 사랑에 빠진 인어로 비스와강에 살았다. 공식적인 명칭은 수도 바르샤바(miasto stołeczne Warszawa)이다.
폴란드어로 바르샤바 사람은 남자일 경우 바르샤비악(warszawiak) 또는 바르샤비아닌(warszawianin), 여자일 경우 바르샤비안카(warszawianka), 여럿일 경우 바르샤비아치(warszawiacy) 또는 바르샤비아니에(warszawianie)라고 한다.
다른 언어로는 영어: Warsaw, 프랑스어: Varsovie, 독일어: Warschau, 이탈리아어: Varsavia, 라틴어: Varsovia, 리투아니아어: Varšuva, 러시아어: Варшава, 세르비아어: Варшава, 스페인어: Varsovia, 이디시어: וואַרשע이다. 이외의 언어로는 wikt:Warsaw에서 확인할 수 있다.

## 역사
바르샤바에 대한 가장 오래된 기록은 13세기인 1285년에 나타난다. 당시 바르샤바는 마조프셰 공작령에 속한 어업 중심의 어촌이었다. 마조프셰 공작 가문의 가계가 끊어지면서 마조프셰 지방은 폴란드 왕국에 편입되었다. 1596년 지그문트 3세는 야심 가득한 정책 중 하나로 크라쿠프에서 바르샤바로 수도를 옮겼다. 정식으로 수도가 된 것은 1611년이다. 이후 '북방의 파리'이자 폴란드의 정치, 경제, 문화의 중심지로 발전한다.

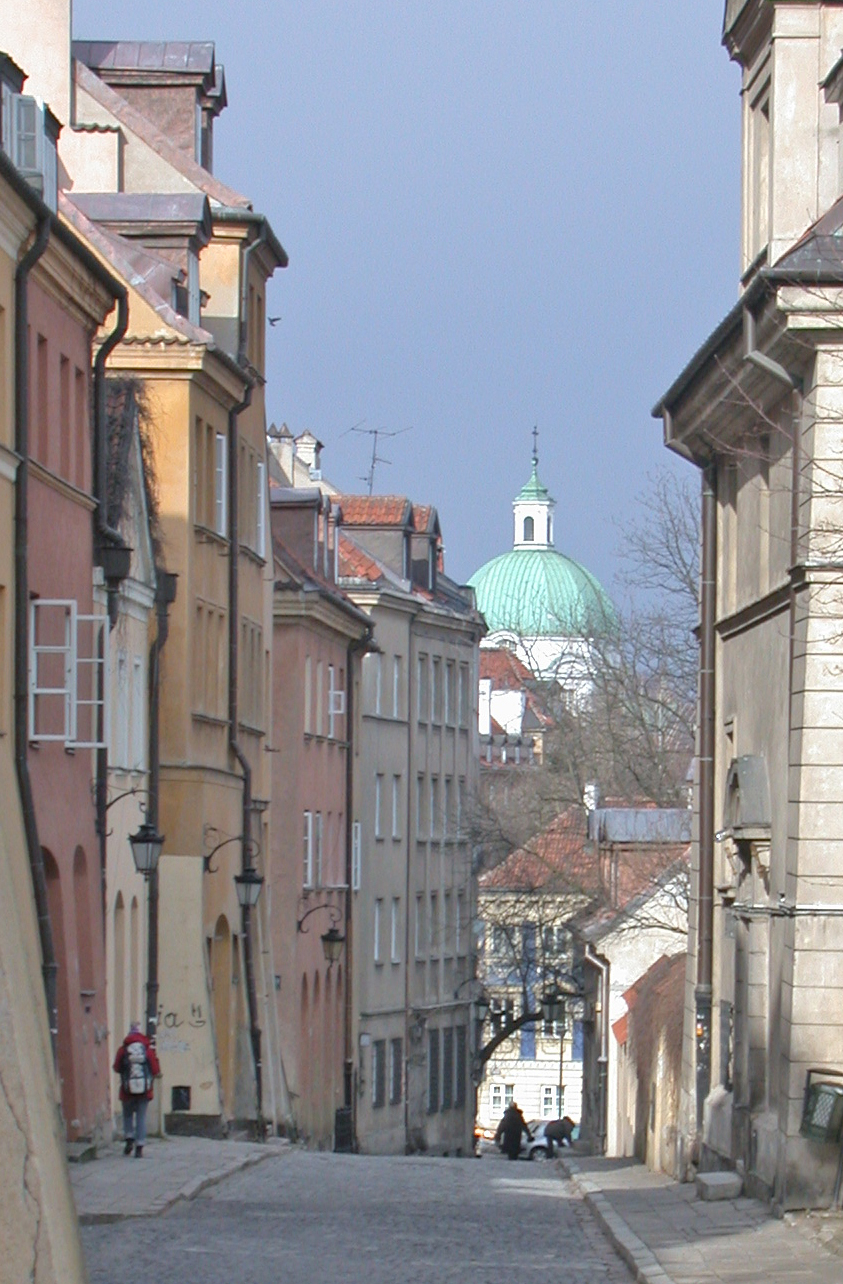
구시가의 자작나무 길에서 본 신시가의 성 가시미로 교회 방면

1795년 제3차 폴란드 분할로 프로이센에 속하게 되었다. 1807년 프로이센을 정복한 프랑스의 나폴레옹은 틸지트 조약으로 바르샤바 공국을 세웠다. 그러나 이후 실각당하고 빈 회의에서 바르샤바 공국의 대부분이 러시아 황제 알렉산드르 1세를 국왕으로 하는 폴란드 입헌 왕국이 된다.
독립을 상실한 이후 바르샤바는 여러 번 폴란드(폴란드-리투아니아 공화국) 부흥 운동의 중심지가 된다. 1830년에는 프랑스 7월 혁명의 영향을 받아 11월 봉기(바르샤바 봉기)가 일어났다. 그러나 이듬해 무참히 진압된다. 1815년에 세워진 폴란드 입헌 왕국은 자유주의적인 헌법이 규정하였으나 대부분은 형식적인 내용에 불과했다. 1860년대 전반에도 민족 운동이 많이 발생(1월 봉기)했다. 한때 바르샤바에 폴란드 임시 정부도 세워졌지만 러시아에 의해 해산당했다. 당시 러시아 황제 알렉산드르 2세는 개방적이었지만, 이 사건 이후로 러시아 동화 정책을 펴게 된다.
폴란드를 점령하고 있던 독일, 오스트리아는 제1차 세계대전에서 패전했다. 또 제1차 세계대전 중 사회주의 혁명이 일어난 러시아는 소비에트 정권이 들어섰다. 패전국에 대한 제재와 공산주의에 대한 강한 경계를 바탕으로 한 파리 강화 회의는 폴란드 독립을 결정했다. 폴란드-리투아니아 공화국을 계승하는 나라로서 폴란드가 독립을 되찾은 이후, 바르샤바는 다시 폴란드의 수도가 된다.
1939년 나치 독일은 폴란드 침공을 개시했다. 곧 바르샤바는 독일군의 전격전 위주의 기계화부대에 공격과 공습을 받는다. 9월 16일 독일군 특사는 바르샤바 방위군 사령관에게 항복 권고를 했으나 거절당한다. 독일 공군은 시내에 피난을 호소하는 전단을 뿌린 후, 17일 새벽부터 총공격을 시작했다. 같은 날 소련의 폴란드 침공도 시작된다. 몰로토프 소련 외무장관은 폴란드 침공의 정당성을 라디오에서 이야기하며 "바르샤바는 이제 폴란드의 수도가 아니"라고 선언했다.

이후 바르샤바는 독일군에게 함락되었다. 1939년 10월 5일에는 아돌프 히틀러의 바르샤바 입성식이 열렸다. 수도 시정권을 잃어버렸지만, 폴란드 정부는 항복하지 않고 폴란드 망명 정부로 모습을 바꾸고 파리, 뒤이어 런던으로 옮겨가 저항했다. 한편, 바르샤바의 유대인들은 독일에 의해 게토(유대인 거주구역)에 모아졌다. 1942년에는 이송되었다. 1943년 4월 19일 친위대 소장 유르겐 슈트로프는 게토를 해체시키고 유대인들을 절멸 수용소로 보낸다(바르샤바 게토 봉기). 

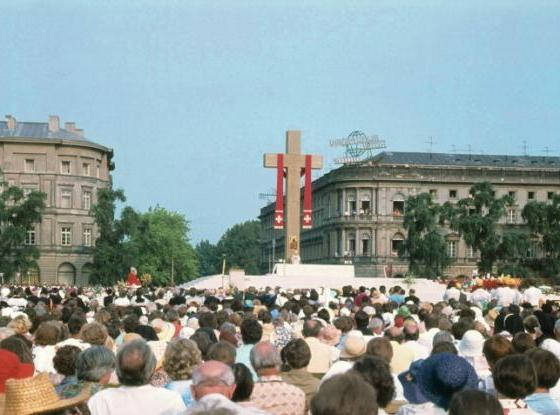
요한 바오로 2세가 1979년 모국 폴란드의 바르샤바를 방문하여 독립 자주 관리 노동조합 '연대'를 지원하는 미사를 행했다.

1944년 8월 1일, 소련군은 바르샤바로 다가오며 방송으로 시민들에게 '독일군에 대한 봉기'를 촉구했다. 바르샤바 시민들은 이에 호응하여 바르샤바 봉기를 일으켰으나 소련군은 보급 부족으로 진격을 중단했고, 이를 확인한 독일군은 반격을 시작하여 63일만에 진압하였다. 이때에 도시 대부분은 파괴된다.

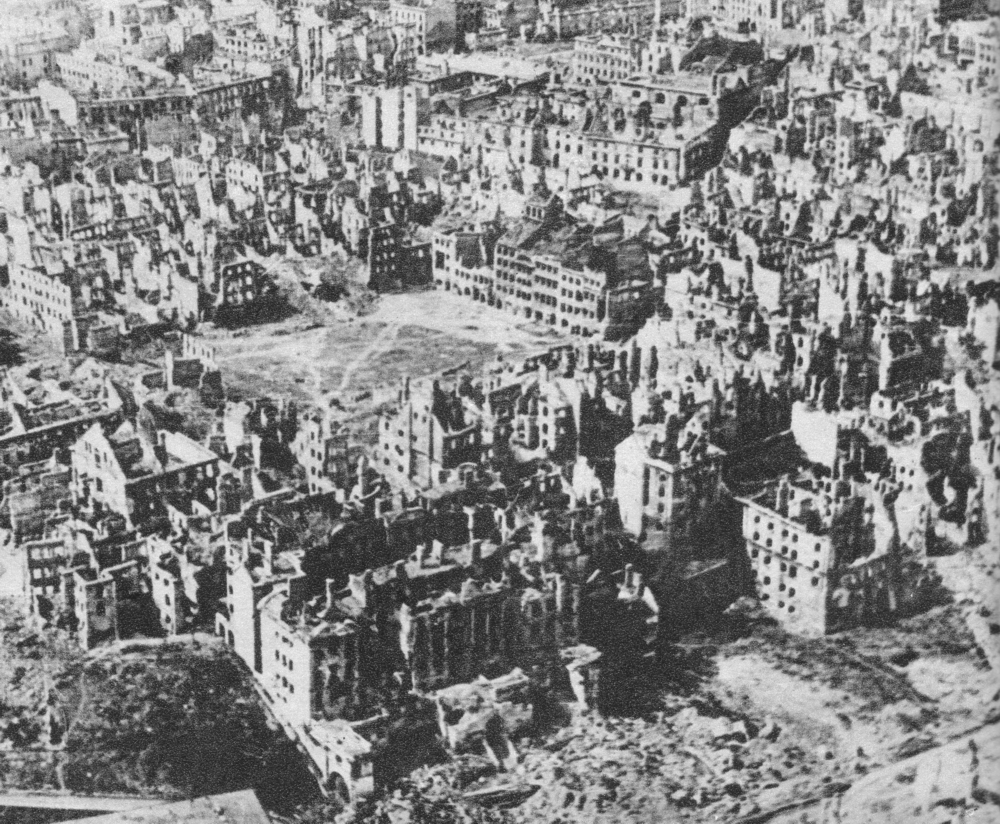
제2차 세계대전 말기의 전투에서 벽돌 더미로 변한 바르샤바 중심부

1945년 1월 소련군은 비스와-오데르 공세로 바르샤바를 해방시켰다. 이후 공산 국가인 폴란드 인민공화국이 세워졌으며 폴란드는 44년간 소련의 위성국로 취급된다. 폴란드·리투아니아 공화국을 계승하는 폴란드 망명정부는 런던으로 갔다. 1955년에는 바르샤바 조약 기구가 발족되었다.
1989년 9월 7일 폴란드는 법적으로 민주화되어 폴란드 공화국이 되었다. 민주적인 국회의원 선거는 같은 해 12월 25일 부활하였다.
바르샤바의 북부의 구시가와 그 북쪽의 신시가는 2차대전 이후 시민들에 의해 '벽의 금 하나에 이르기까지' 충실히 복원되었다. 복원된 구시가의 전통적인 분위기와 재건 계획에 바탕을 둔 기능적인 신시가는 조화를 이루고 있다. 구시가, 신시가, 크라쿠프 교외 거리(Krakowskie Przedmiescie), 신세계 거리(Nowy Świat) 및 바르샤바 도시 내에 산재한 많은 궁전들은 바르샤바 역사 지구로 1980년 유네스코 세계 문화 유산에 등록되었다. 재건국 관리 문서는 2011년 세계 기록 유산에 등재된다.

## 인구
약 300년 동안 '오래된 파리' 또는 '두 번째 파리'로 알려져 있었다. 항상 유럽 문화의 중심이자 유럽의 주요 도시였고 많은 유럽인들의 행선지였기 때문이다.
1897년 러시아의 통계 조사에서는 시내의 인구가 638,000명, 그 중 유대인이 219,000명(34%)인 것으로 나타났다. 제2차 세계대전 이전에는 시민 3명 중 1명은 유대인이었다. 하지만 전쟁은 다민족 도시였던 바르샤바의 민족 구성을 변화시켰다. 2010년 유대인 인구는 3,200명이었다.
많은 바르샤바 시민들은 제2차 대전에서 죽었다. 기독교인 시민은 나치 독일의 폴란드 사회 파괴 작전으로 유대인은 홀로코스트로 살해되었다. 또한 대전 말기 바르샤바 봉기에서는 약 20만 명이 목숨을 잃었고 약 70만 명은 체포되어 강제수용소로 보내졌다. 살아남은 이들은 소련의 지배와 공산화를 경험했으며 유대인들은 이민을 택했다. 이후 수십 년 간 공산주의 체제에 저항하던 유대인 활동가들은 동구권 최초의 시민그룹인 KOR을 조직했다. 유대인 중에는 홀로코스트나 반유대운동, 반유대주의를 피해 로마 가톨릭으로 개종한 사람도 있었다. 현재 바르샤바 시민의 대부분은 기독교인으로 대부분은 로마 가톨릭 신자이다.

## 지리
바르샤바는 폴란드의 중동부의 중앙 마조프셰 저지대에 있으며 평균 고도는 해발 100m 정도이다. 시내에는 여러 개의 언덕이 있는데 대부분은 인공 언덕이다. 비스와강의 중류에 위치하며 시가지는 그 양안으로 펼쳐져 있다. 카르파티아 산맥이나 발트해에서는 대략 350km 떨어져 있다.

## 경제

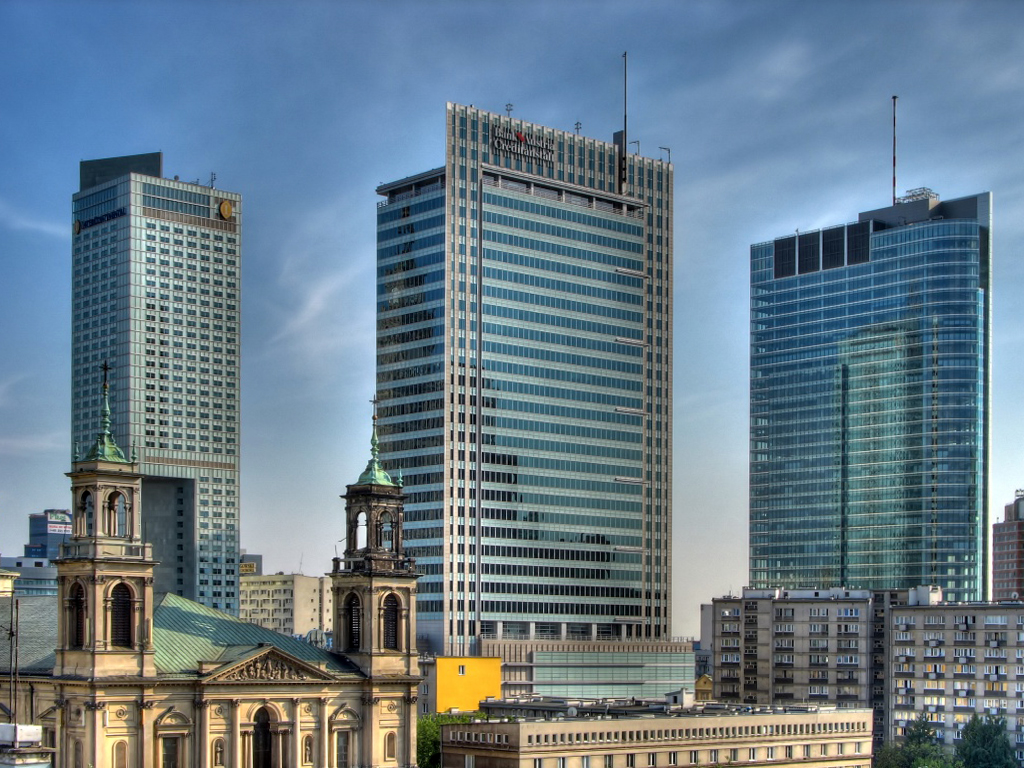
신도심

제2차 세계대전 이후 폴란드 인민공화국이 출범하자 정부는 소련형 경제 공업화 정책을 펼쳐 제철업과 자동차 산업을 성장시켰다. 민주화 이후 시장 경제화에서 국영 공장 거의 대부분은 도산하였고 제철소나 자동차 공장 등만 지금까지 남아있다.
한때 상당수의 국유기업은 경영이 악화되었다. 반면에 민주화 이후 세워진 신흥기업은 나날이 실적이 높아지고 있다. 금융도시 브로츠와프, 산업도시 포즈난, 해운도시 그단스크, 관광도시 크라쿠프와 함께 폴란드 최저의 실업률을 보인다.

### 관광

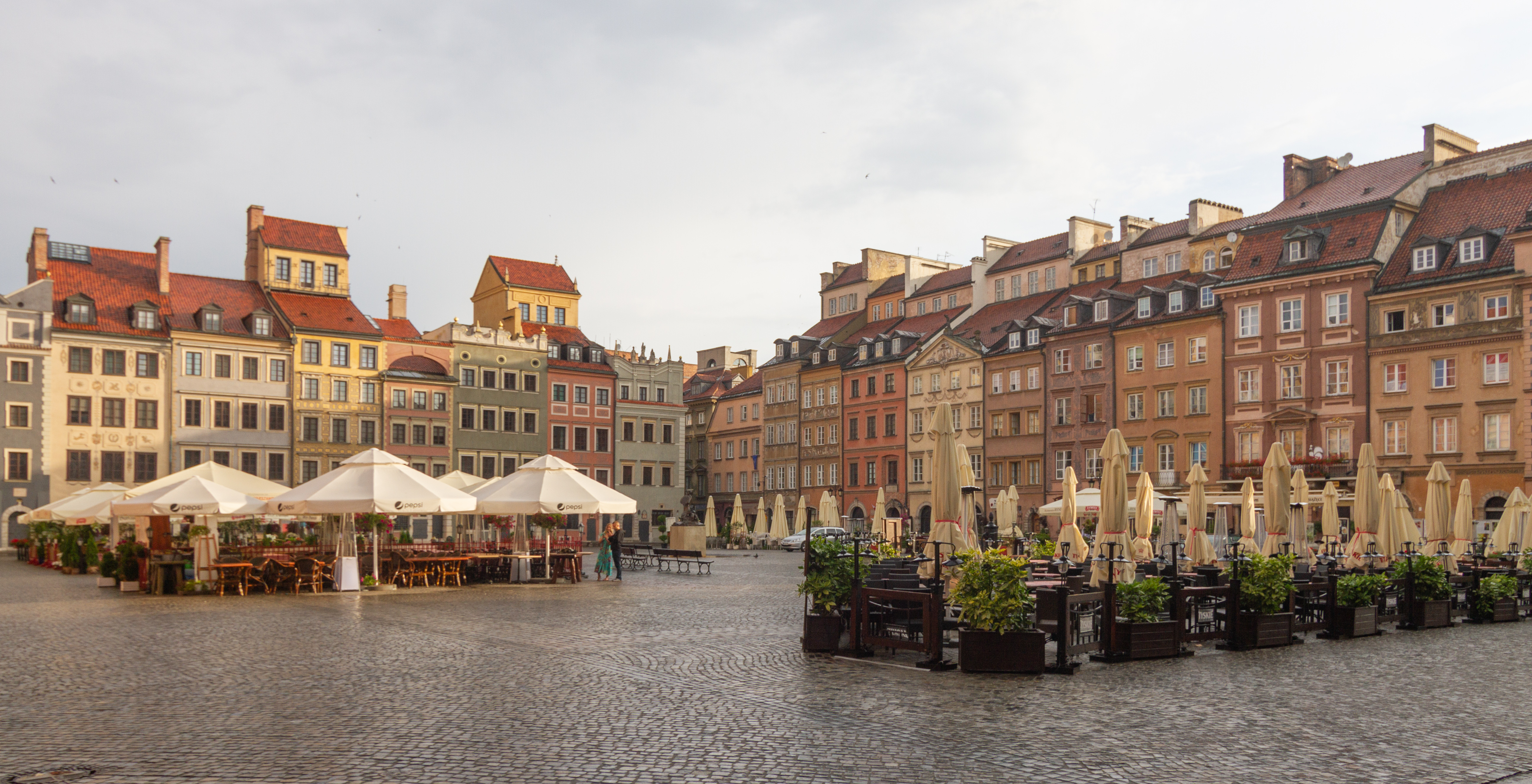
구시가 광장

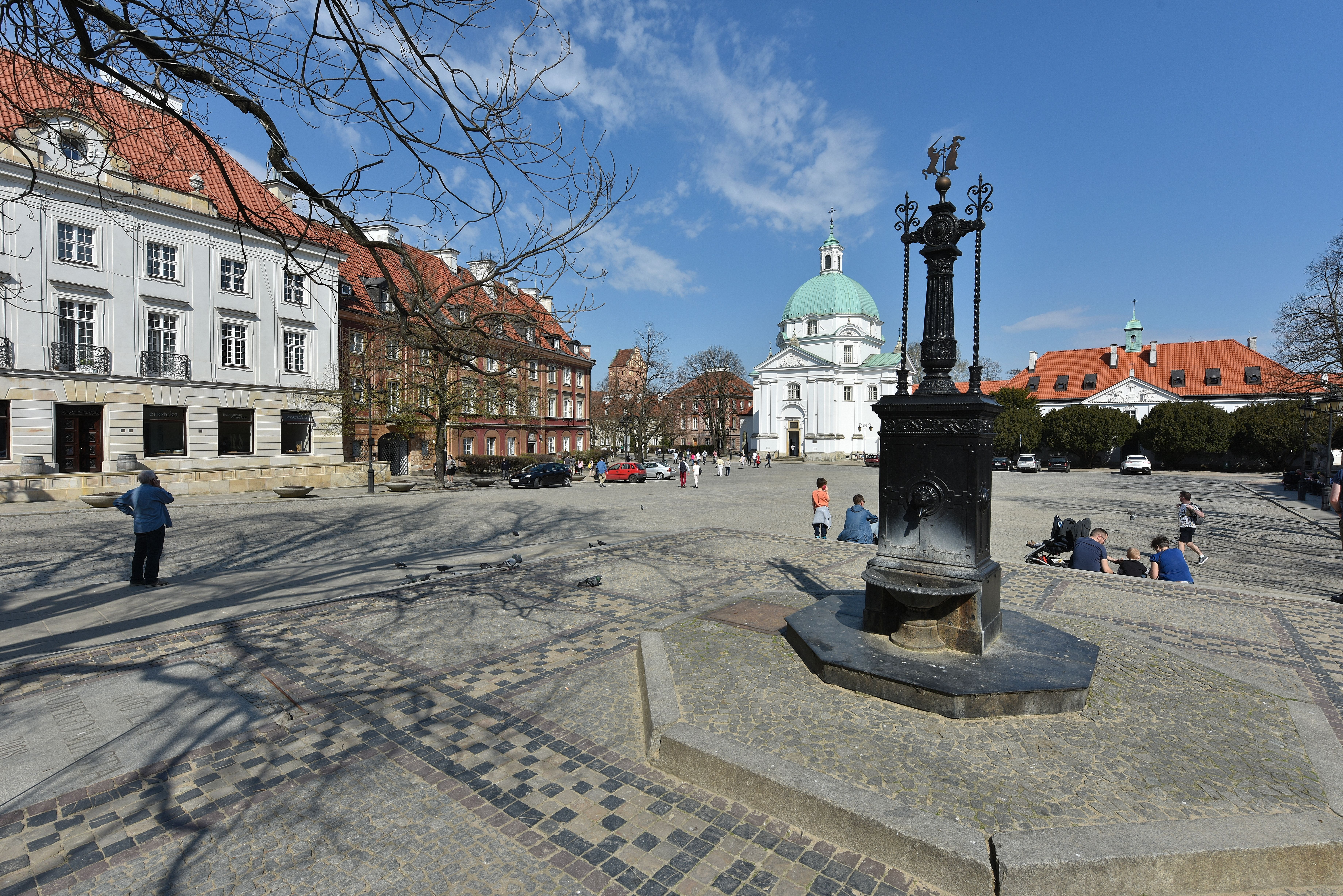
신시가 광장과 성 가시미로 교회

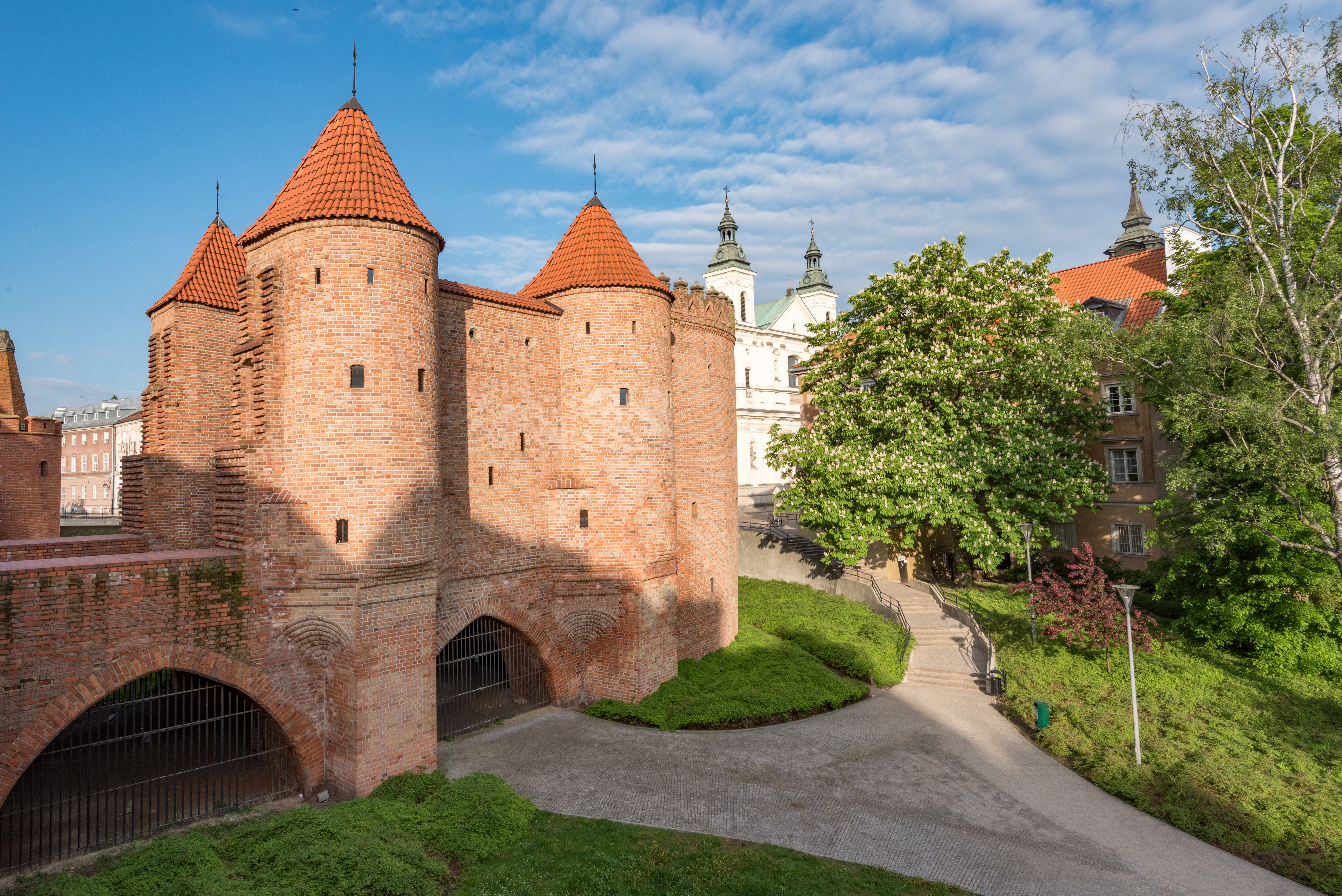
바르바칸에서 성령 교회를 바라본 모습.

왕의 길(Trakt Krolewski)은 남부의 빌라누프궁에서 북쪽으로 올라간 뒤 관청가와 와지엔키 공원을 지나 중심 시가지로 들어가는 길로, 신세계 거리에서 북쪽의 크라쿠프 교외 거리를 지나 지그문트 3세 바사 기둥이 있는 잠코비 광장에 이르는 길이다. 또한 왕궁 남동쪽에는 옛날에 수상 교통에 종사하던 유대인들의 거주지인 마리엔슈타트가 있다. 왕의 길은 바르샤바 관광의 척추를 이룬다.
구시가(Stare Miasto)는 잠코비 광장 북쪽으로 펼쳐져 있으며 구시가 광장을 중심으로 한다. 크라쿠프와 비슷하게 옹성(원형의 요새)을 시작으로 한 옛 성벽이 에워싼 일대이며 14세기경 건설되었다.
신시가(Nowe Miasto)는 구시가 북쪽 성벽을 헐어 만들어졌다. 15세기에 개발된 오래된 지역이다. 마리 퀴리 생가(현재는 박물관)와 신시가 광장이 이곳에 위치한다.

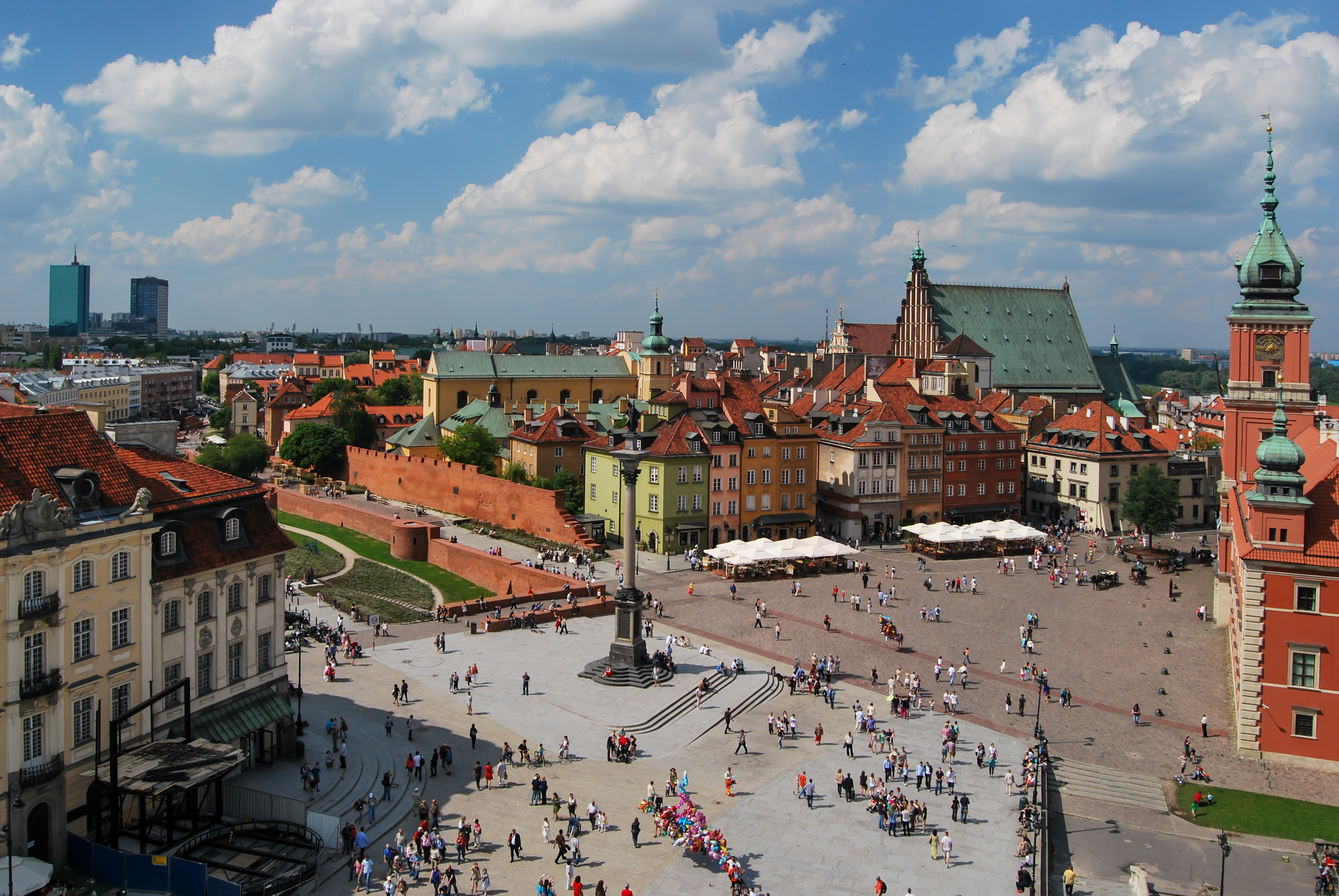
잠코비 광장
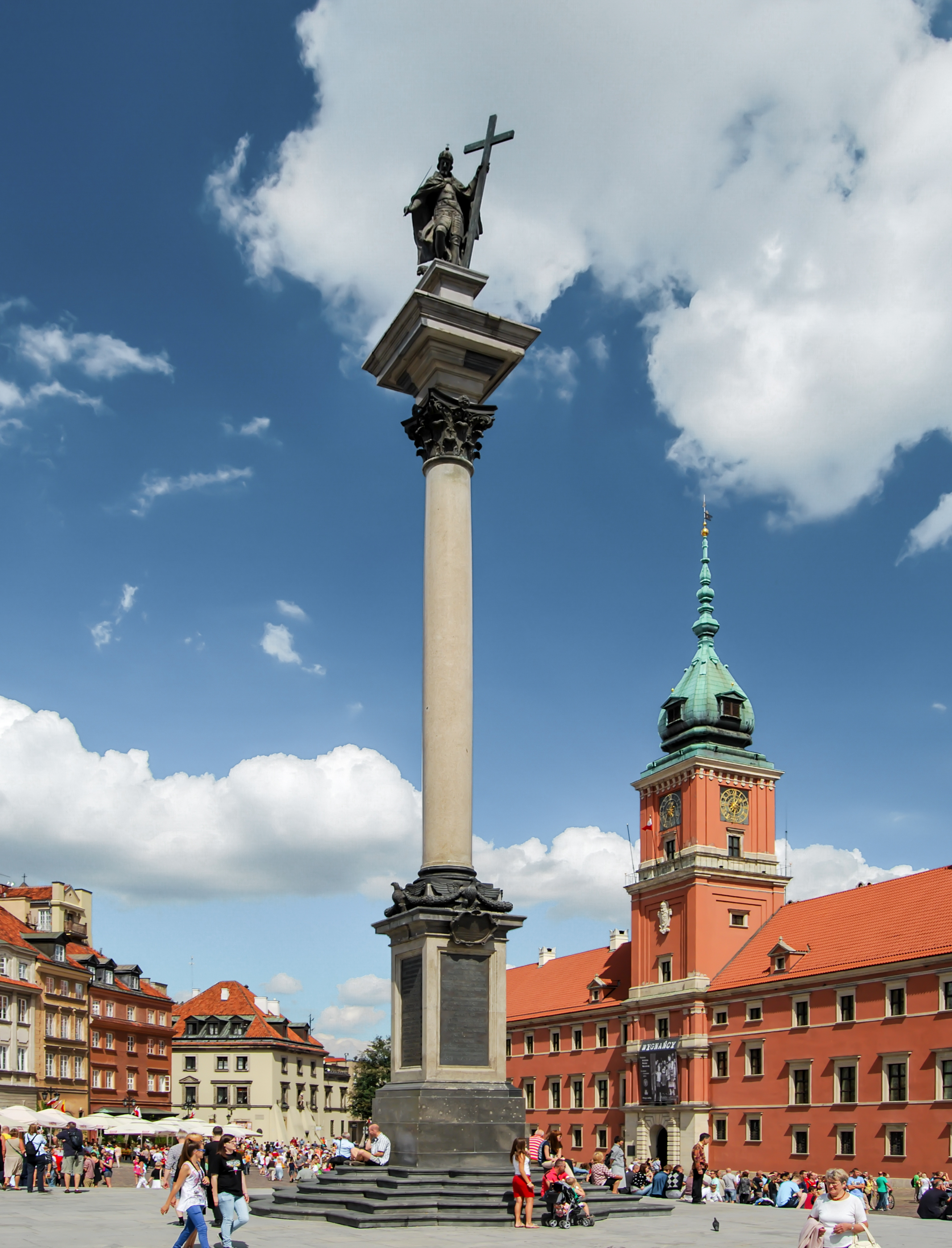
왕궁과 지그문트 3세 바사 기둥
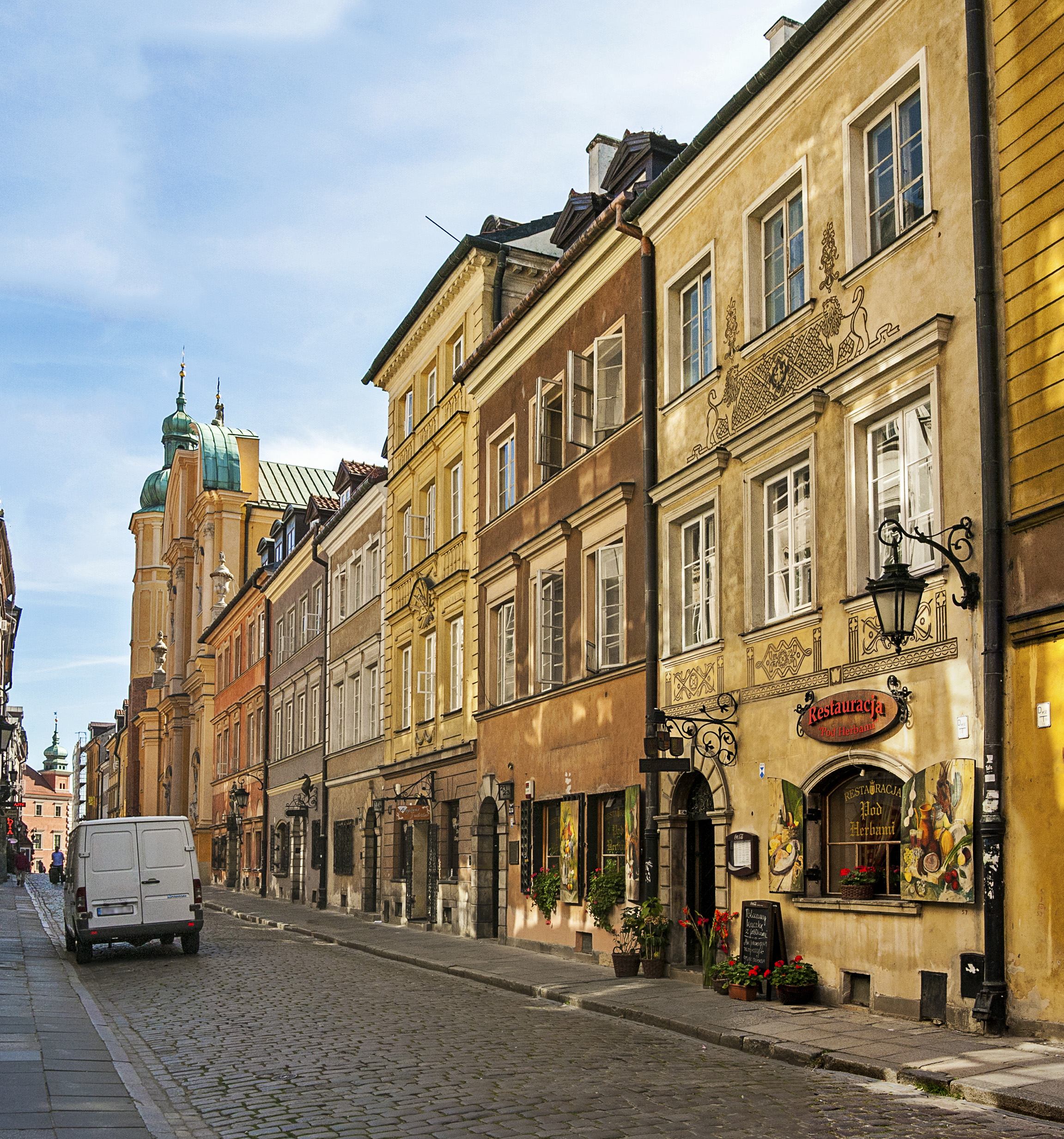
피브나 거리
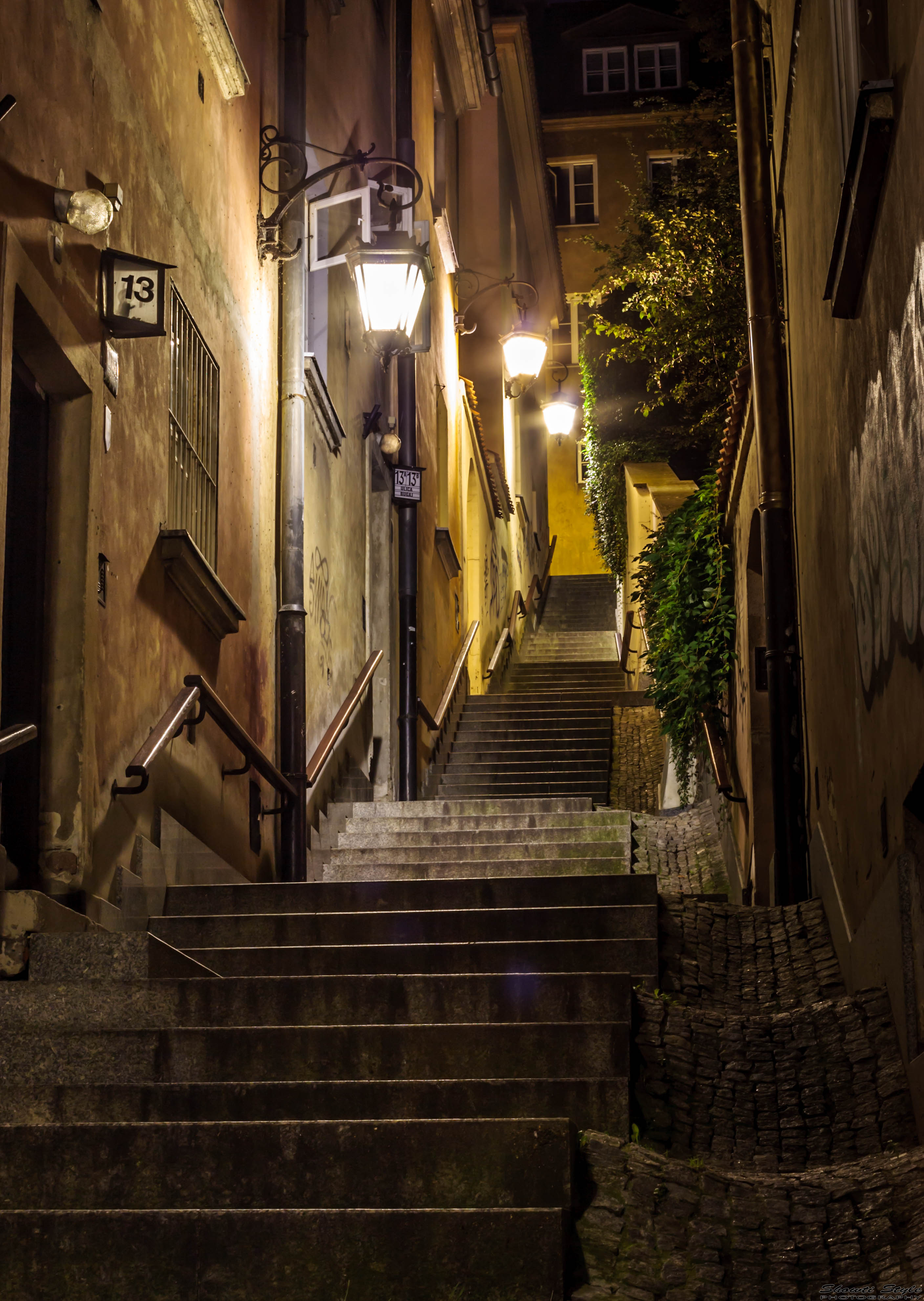
구 시가지의 골목
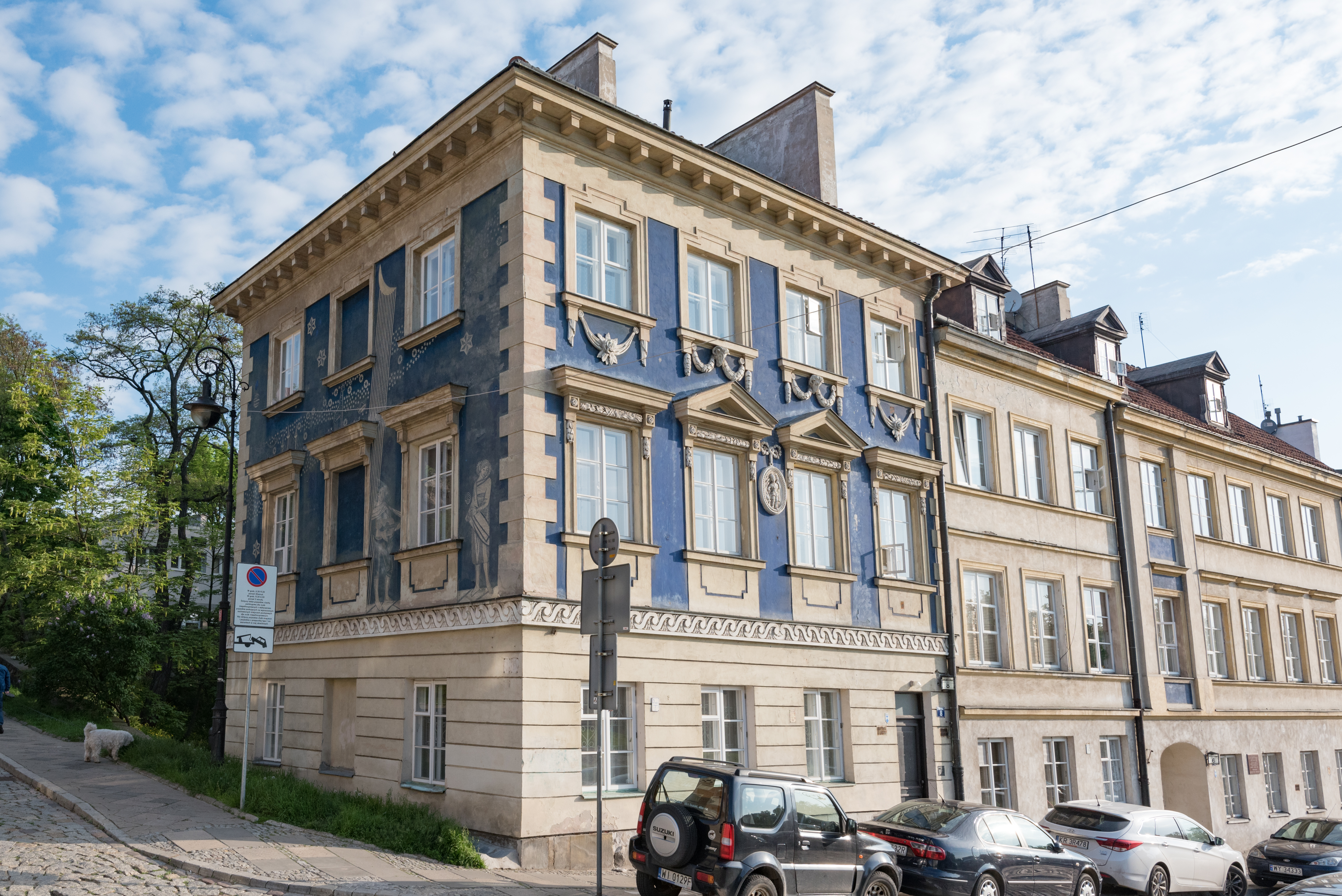
푸른 집

## 기후
습윤 대륙성 기후와  서안 해양성 기후의 경계선에 있기 때문에 비교적 불안한 기후를 띈다. 연평균기온은 9도(1월 평균기온은 -1.5도, 7월 19.7도)이며 연간 강수량은 680㎜ 이하이고 가장 비가 많이 내리는 달은 7월이다. 종종 여름철에는 30도 이상으로 올라가고 겨울철에는 -20도를 밑돈다. 쾨펜의 기후 구분에서는 서안 해양성 기후(Cfb)와 습윤 대륙성 기후(아한대 습윤 기후, Dfb)의 경계이다.
| 바르샤바 (바르샤바 쇼팽 공항)의 기후                                           | 바르샤바 (바르샤바 쇼팽 공항)의 기후 | 바르샤바 (바르샤바 쇼팽 공항)의 기후 | 바르샤바 (바르샤바 쇼팽 공항)의 기후 | 바르샤바 (바르샤바 쇼팽 공항)의 기후 | 바르샤바 (바르샤바 쇼팽 공항)의 기후 | 바르샤바 (바르샤바 쇼팽 공항)의 기후 | 바르샤바 (바르샤바 쇼팽 공항)의 기후 | 바르샤바 (바르샤바 쇼팽 공항)의 기후 | 바르샤바 (바르샤바 쇼팽 공항)의 기후 | 바르샤바 (바르샤바 쇼팽 공항)의 기후 | 바르샤바 (바르샤바 쇼팽 공항)의 기후 | 바르샤바 (바르샤바 쇼팽 공항)의 기후 | 바르샤바 (바르샤바 쇼팽 공항)의 기후 |
| 월                                                                             | 1월                                  | 2월                                  | 3월                                  | 4월                                  | 5월                                  | 6월                                  | 7월                                  | 8월                                  | 9월                                  | 10월                                 | 11월                                 | 12월                                 | 연간                                 |
| ------------------------------------------------------------------------------ | ------------------------------------ | ------------------------------------ | ------------------------------------ | ------------------------------------ | ------------------------------------ | ------------------------------------ | ------------------------------------ | ------------------------------------ | ------------------------------------ | ------------------------------------ | ------------------------------------ | ------------------------------------ | ------------------------------------ |
| 역대 최고 기온 °C (°F)                                                         | 18.9 (66.0)                          | 18.3 (64.9)                          | 22.9 (73.2)                          | 30.4 (86.7)                          | 32.8 (91.0)                          | 35.3 (95.5)                          | 35.9 (96.6)                          | 37.0 (98.6)                          | 34.5 (94.1)                          | 25.9 (78.6)                          | 19.2 (66.6)                          | 15.4 (59.7)                          | 37.0 (98.6)                          |
| 일평균 최고 기온 °C (°F)                                                       | 1.0 (33.8)                           | 2.6 (36.7)                           | 7.4 (45.3)                           | 14.6 (58.3)                          | 19.8 (67.6)                          | 23.1 (73.6)                          | 25.2 (77.4)                          | 24.7 (76.5)                          | 19.1 (66.4)                          | 12.9 (55.2)                          | 6.5 (43.7)                           | 2.3 (36.1)                           | 13.3 (55.9)                          |
| 일일 평균 기온 °C (°F)                                                         | −1.5 (29.3)                          | −0.4 (31.3)                          | 3.2 (37.8)                           | 9.2 (48.6)                           | 14.3 (57.7)                          | 17.7 (63.9)                          | 19.7 (67.5)                          | 19.1 (66.4)                          | 14.0 (57.2)                          | 8.7 (47.7)                           | 3.8 (38.8)                           | −0.1 (31.8)                          | 9.0 (48.2)                           |
| 일평균 최저 기온 °C (°F)                                                       | −4.0 (24.8)                          | −3.3 (26.1)                          | −0.6 (30.9)                          | 4.0 (39.2)                           | 8.8 (47.8)                           | 12.4 (54.3)                          | 14.5 (58.1)                          | 13.8 (56.8)                          | 9.5 (49.1)                           | 5.0 (41.0)                           | 1.3 (34.3)                           | −2.5 (27.5)                          | 4.9 (40.8)                           |
| 역대 최저 기온 °C (°F)                                                         | −30.7 (−23.3)                        | −27.6 (−17.7)                        | −22.6 (−8.7)                         | −6.9 (19.6)                          | −3.1 (26.4)                          | 1.8 (35.2)                           | 4.6 (40.3)                           | 3.0 (37.4)                           | −1.6 (29.1)                          | −9.6 (14.7)                          | −17.0 (1.4)                          | −24.8 (−12.6)                        | −30.7 (−23.3)                        |
| 평균 강수량 mm (인치)                                                          | 31.0 (1.22)                          | 29.8 (1.17)                          | 29.0 (1.14)                          | 35.1 (1.38)                          | 55.5 (2.19)                          | 52.4 (2.06)                          | 40.1 (1.58)                          | 46.0 (1.81)                          | 50.4 (1.98)                          | 40.2 (1.58)                          | 36.0 (1.42)                          | 36.1 (1.42)                          | 481.7 (18.96)                        |
| 평균 강수일수 (≥ 0.1 mm)                                                       | 16.20                                | 14.44                                | 12.83                                | 10.97                                | 12.93                                | 12.53                                | 12.53                                | 11.37                                | 10.87                                | 12.27                                | 13.10                                | 15.03                                | 155.07                               |
| 평균 강설일수 (≥ 0 cm)                                                         | 18.3                                 | 15.5                                 | 10.2                                 | 6.7                                  | 1.4                                  | 0.0                                  | 0.0                                  | 0.0                                  | 2.2                                  | 4.5                                  | 6.8                                  | 13.7                                 | 68.0                                 |
| 평균 상대 습도 (%)                                                             | 86.8                                 | 83.6                                 | 75.8                                 | 67.6                                 | 68.3                                 | 69.3                                 | 70.9                                 | 71.6                                 | 78.9                                 | 83.6                                 | 88.5                                 | 86.6                                 | 77.8                                 |
| 평균 월간 일조시간                                                             | 44.6                                 | 66.5                                 | 139.4                                | 210.1                                | 272.4                                | 288.8                                | 295.4                                | 280.2                                | 193.1                                | 122.6                                | 50.6                                 | 33.6                                 | 1,998.1                              |
| 출처 1: 폴란드 기상수자원관리연구소 (평년값: 1991년~2020년, 극값: 1951년~현재) |                                      |                                      |                                      |                                      |                                      |                                      |                                      |                                      |                                      |                                      |                                      |                                      |                                      |
| 출처 2: Meteomodel.pl (극값 일부, 상대습도)                                    |                                      |                                      |                                      |                                      |                                      |                                      |                                      |                                      |                                      |                                      |                                      |                                      |                                      |

## 교육
- 바르샤바 대학교
- 바르샤바 공과대학교
- 바르샤바 경제대학교
- 쇼팽 음악 아카데미

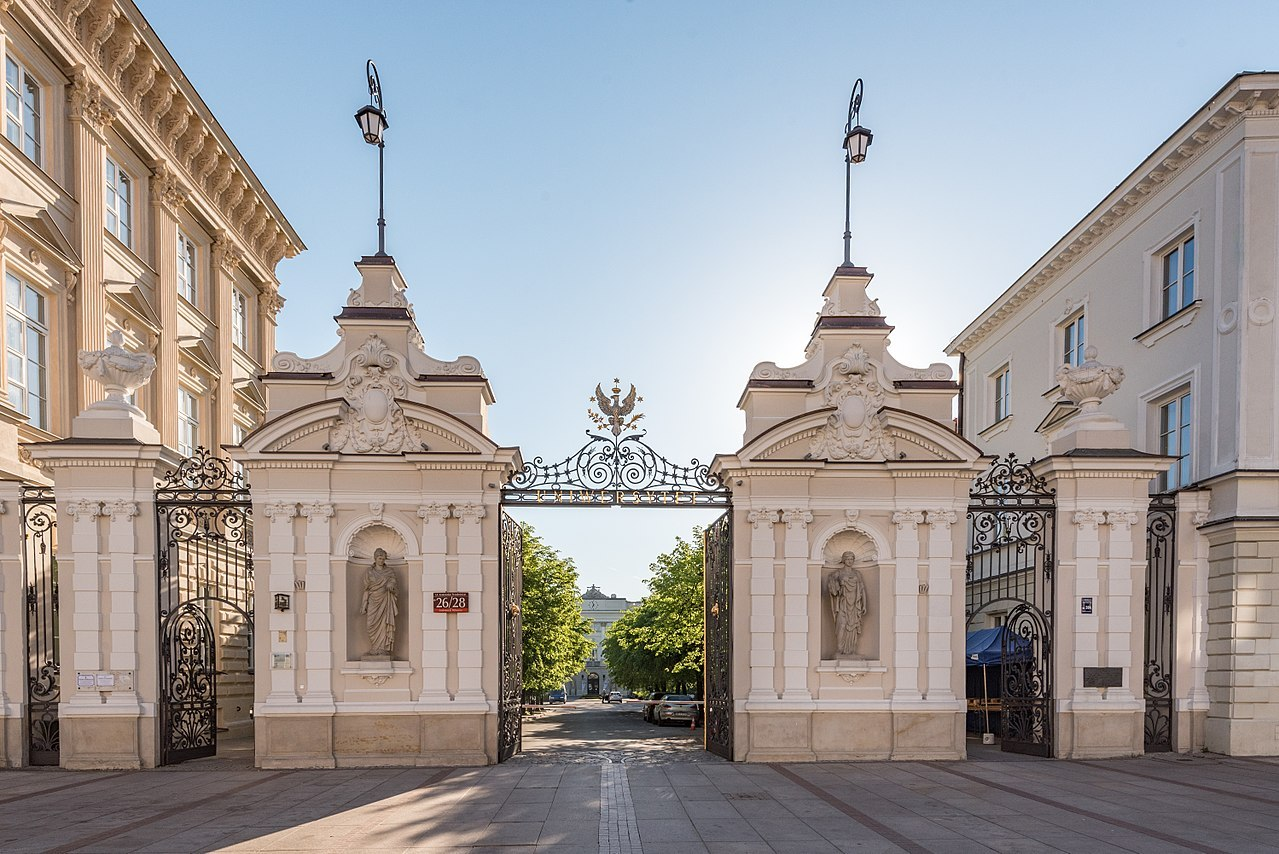
바르샤바 대학교 정문
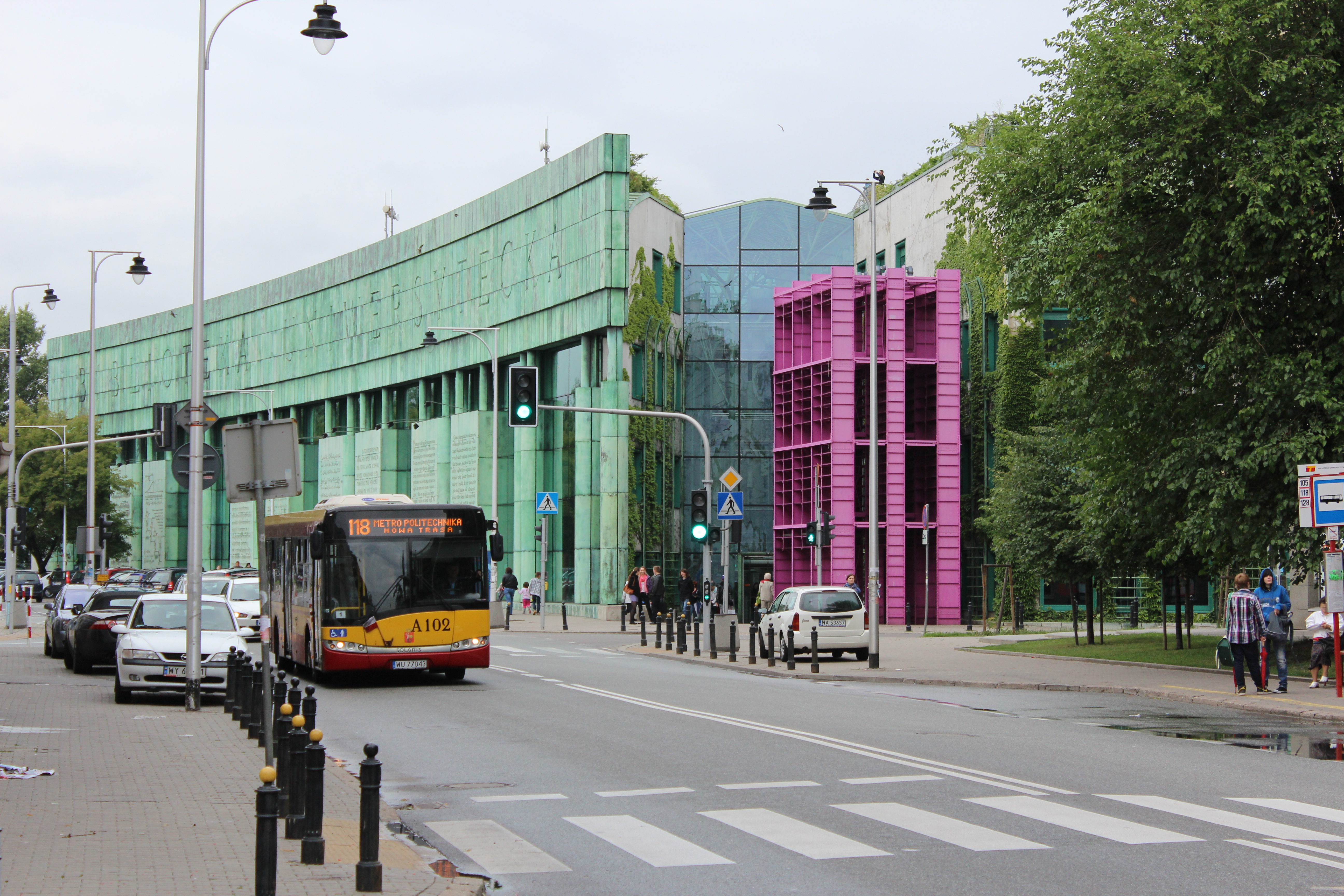
바르샤바 대학교 신도서관
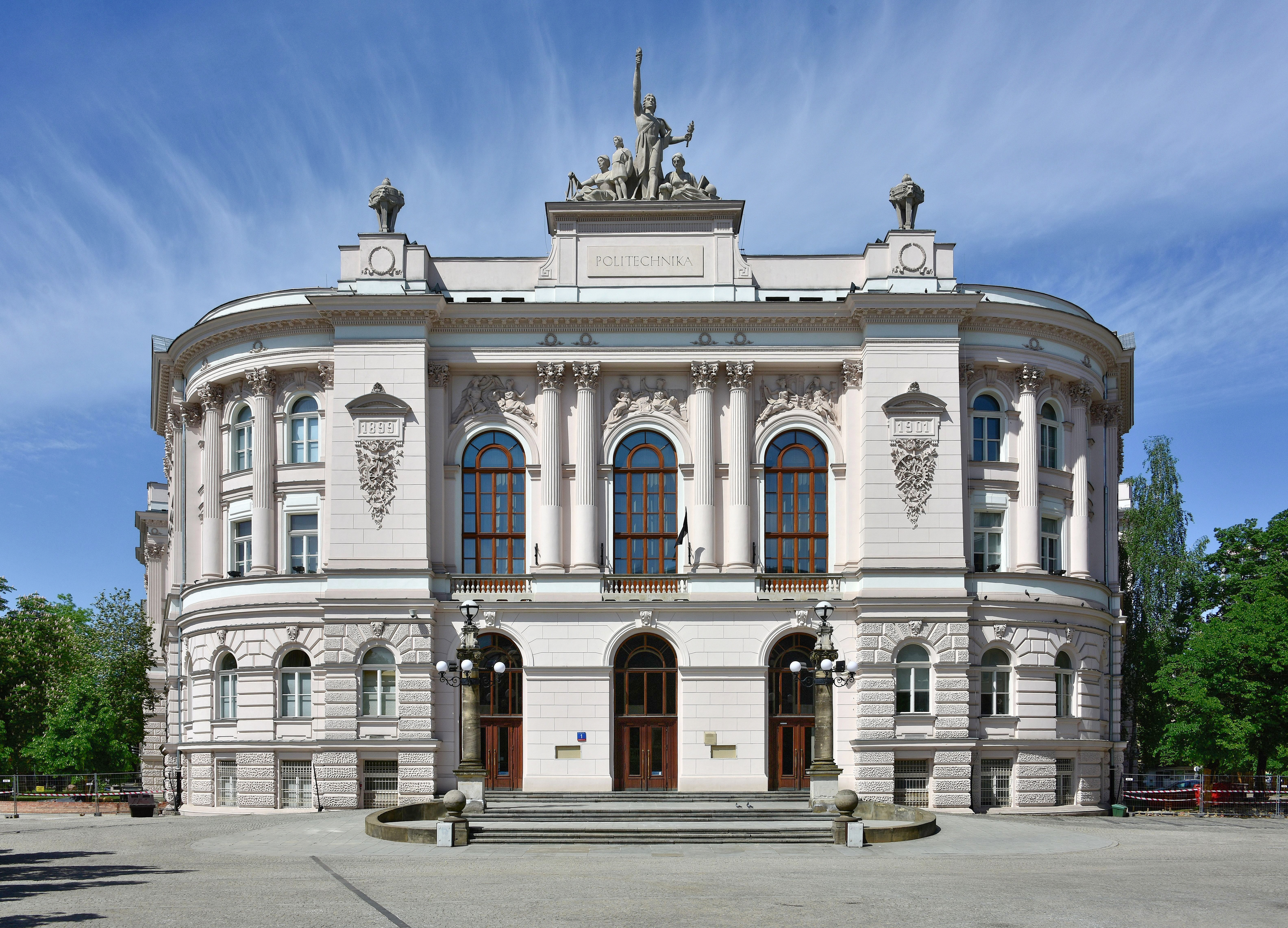
바르샤바 공과대학교 본관
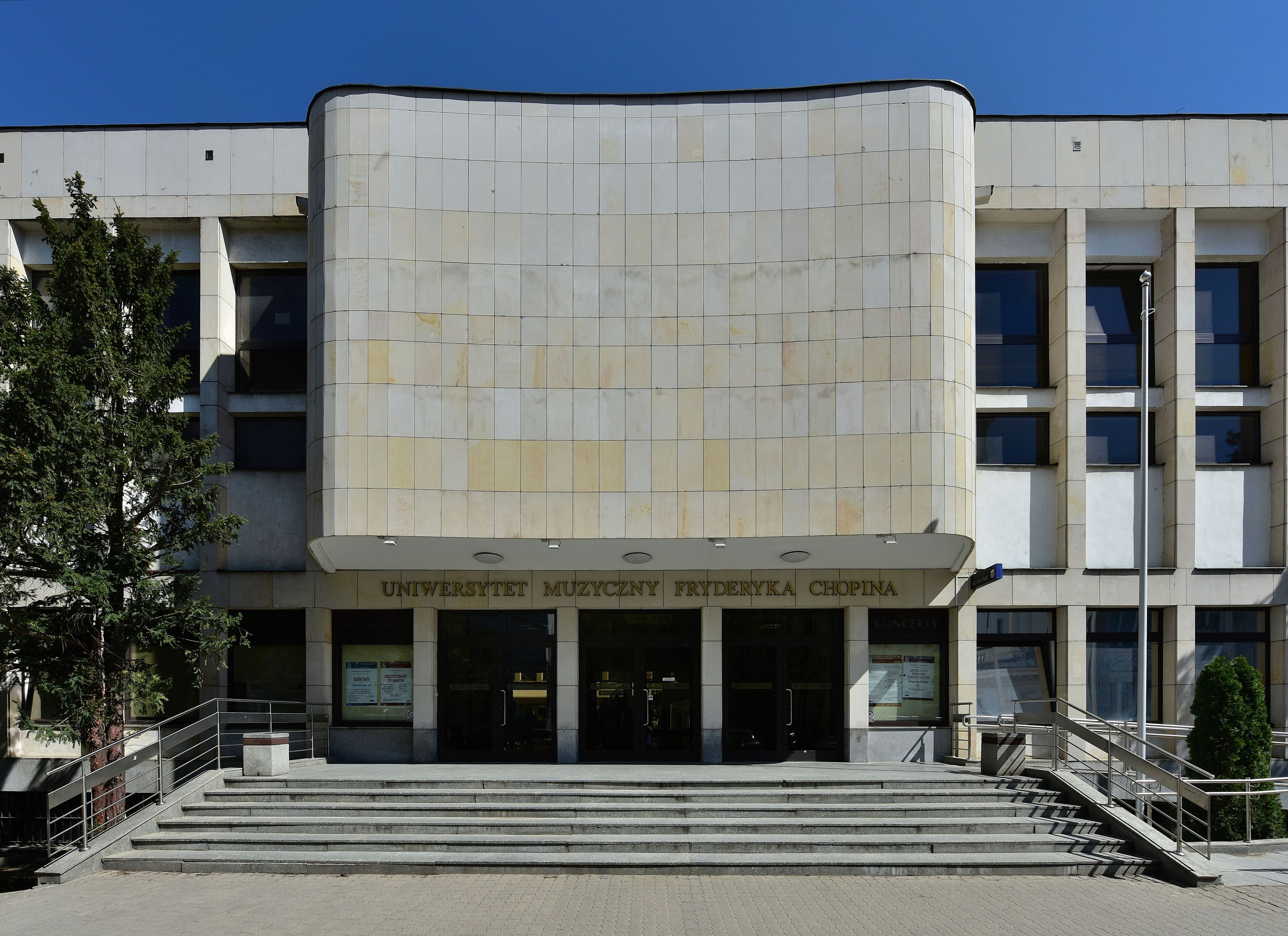
쇼팽 음악 아카데미

## 문화

### 스포츠
바르샤바에는 축구 1부 리그 엑스트라클라사에 속하는 레기아 바르샤바와 3부 상당의 II 리가에 속하는 폴로니아 바르샤바가 연고지를 두고 있다. 바르샤바 출신의 저명한 선수로는 로베르트 레반도프스키와 보이치에흐 슈쳉스니 등이 있다.

## 교통

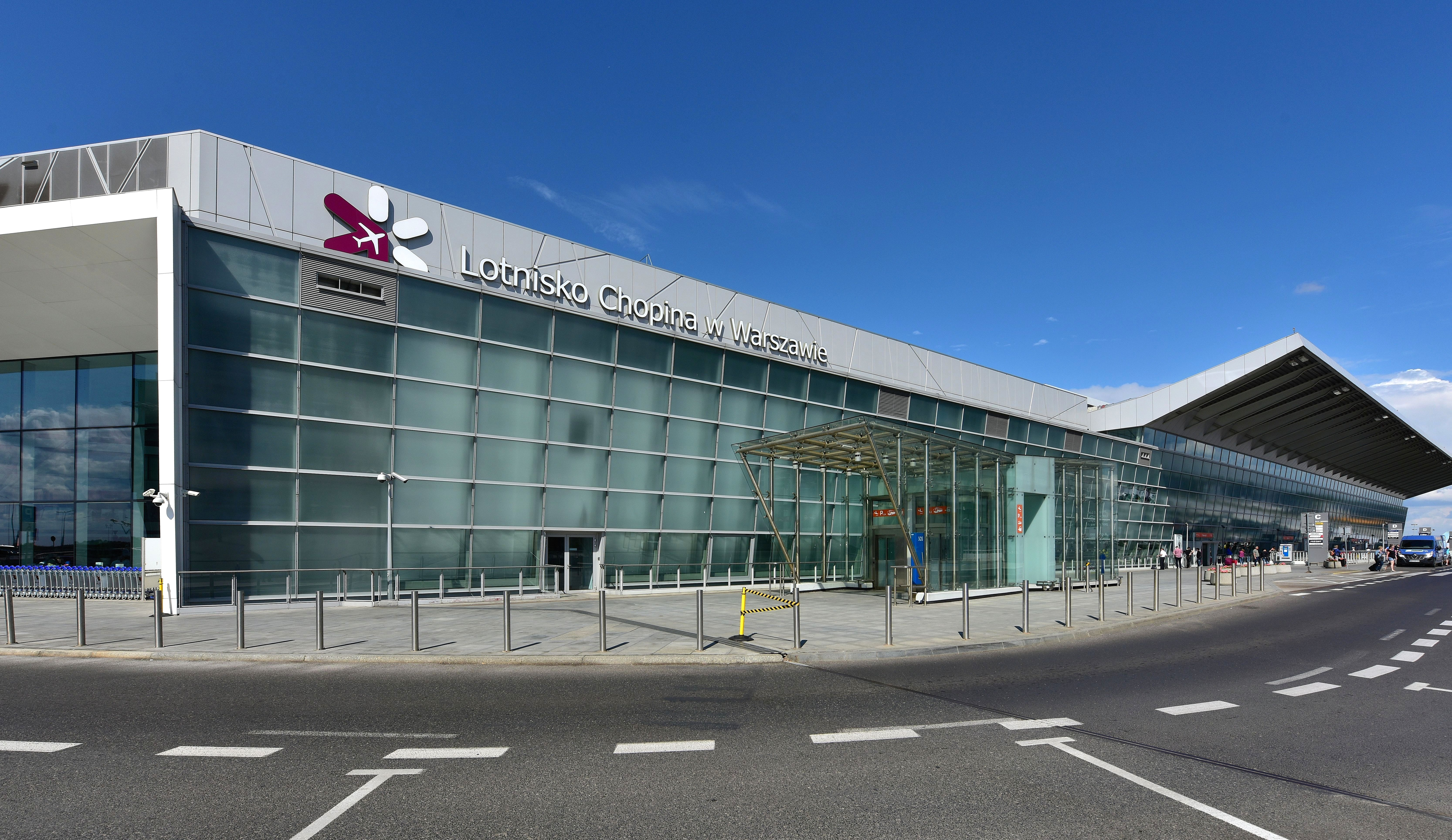
바르샤바 쇼팽 공항

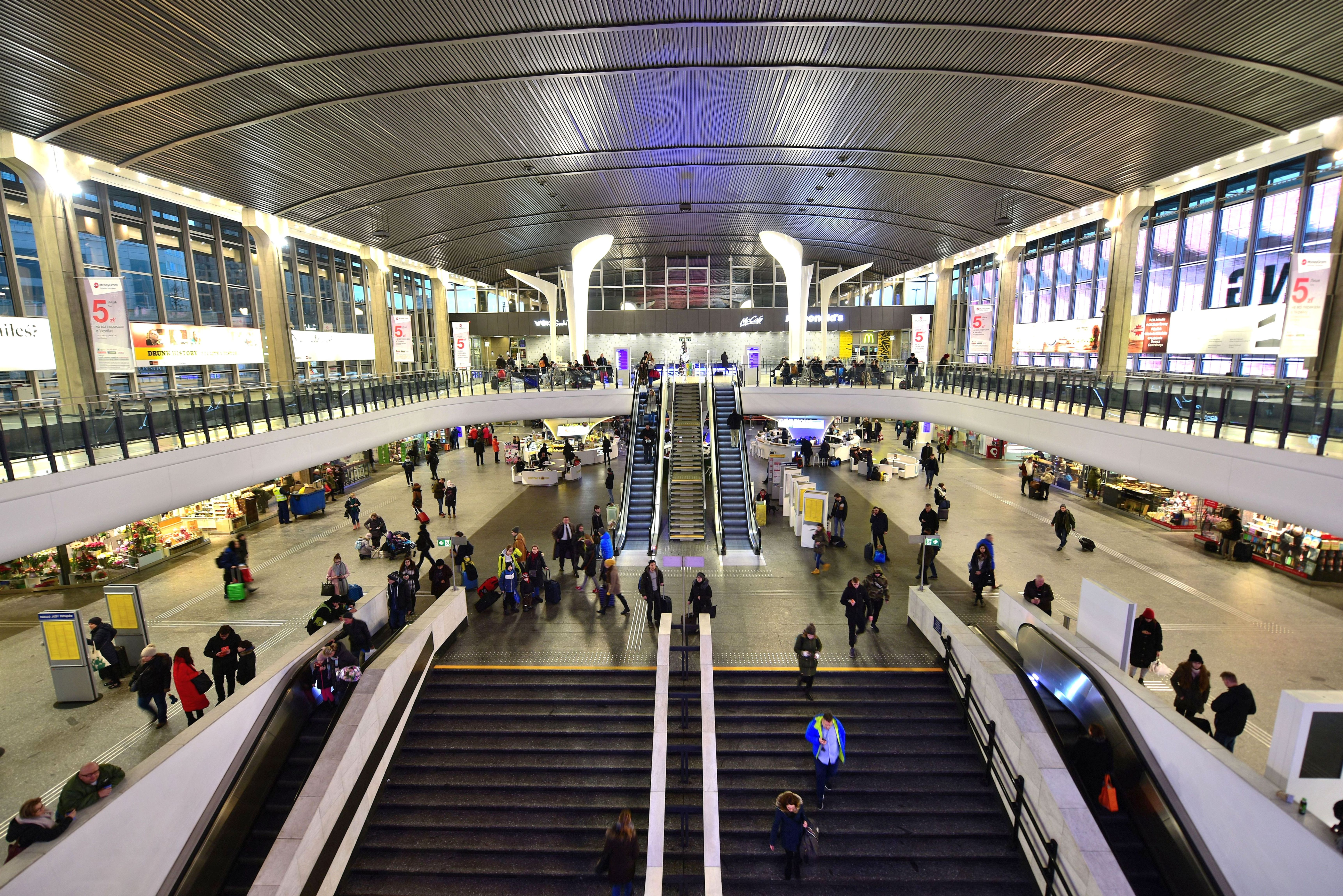
바르샤바 중앙역 대합실

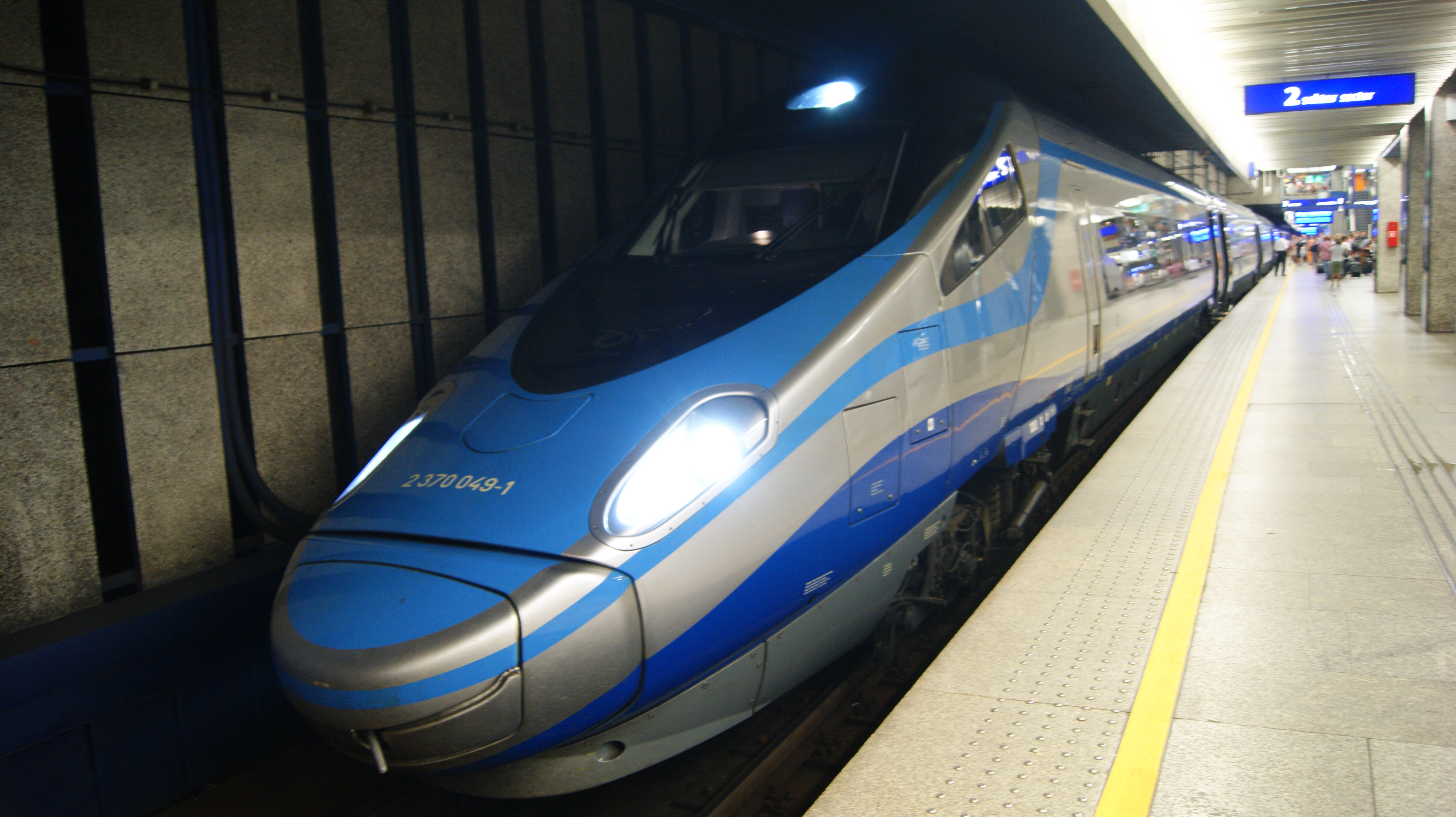
폴란드 국철 인터시티

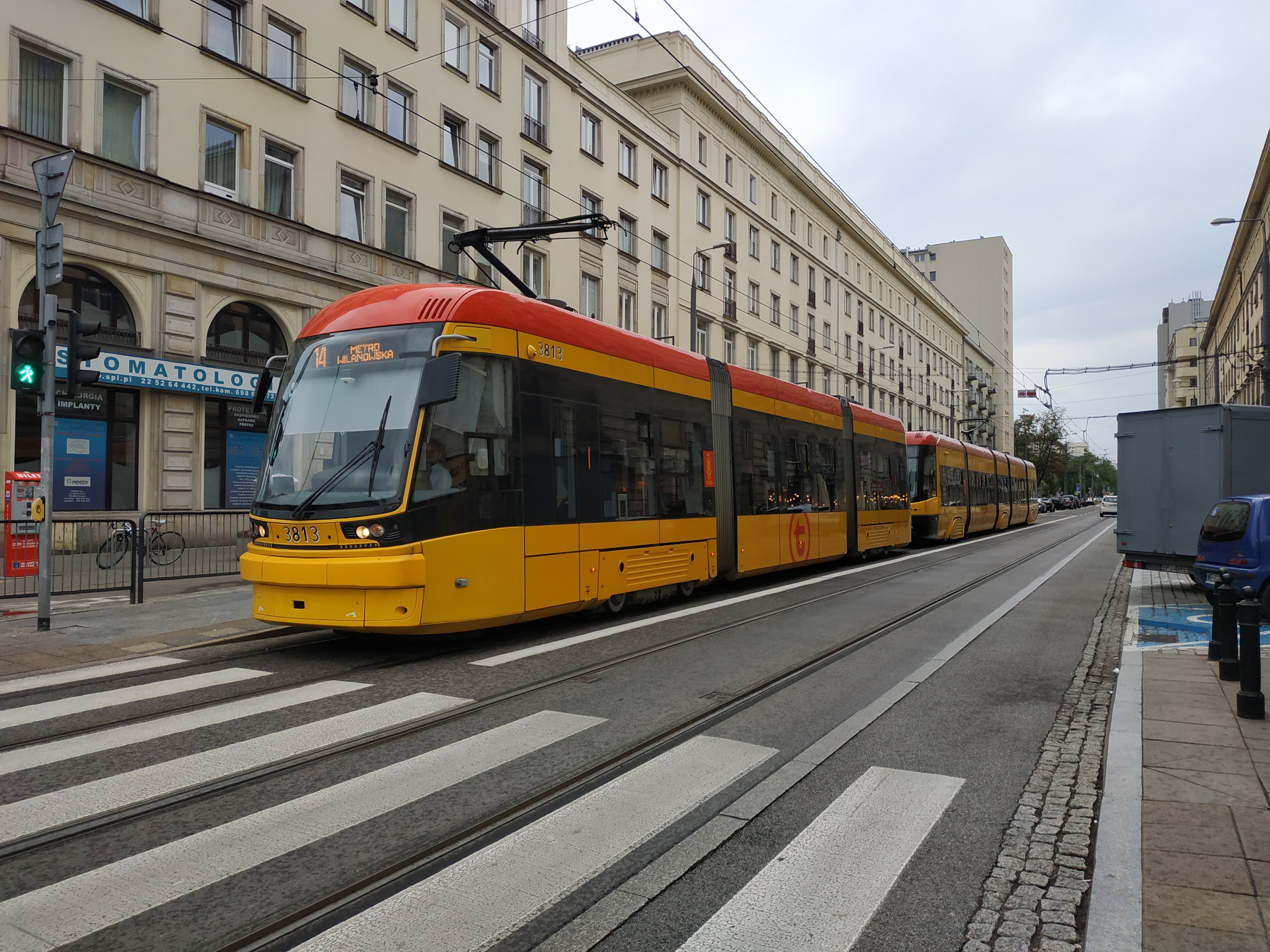
트램

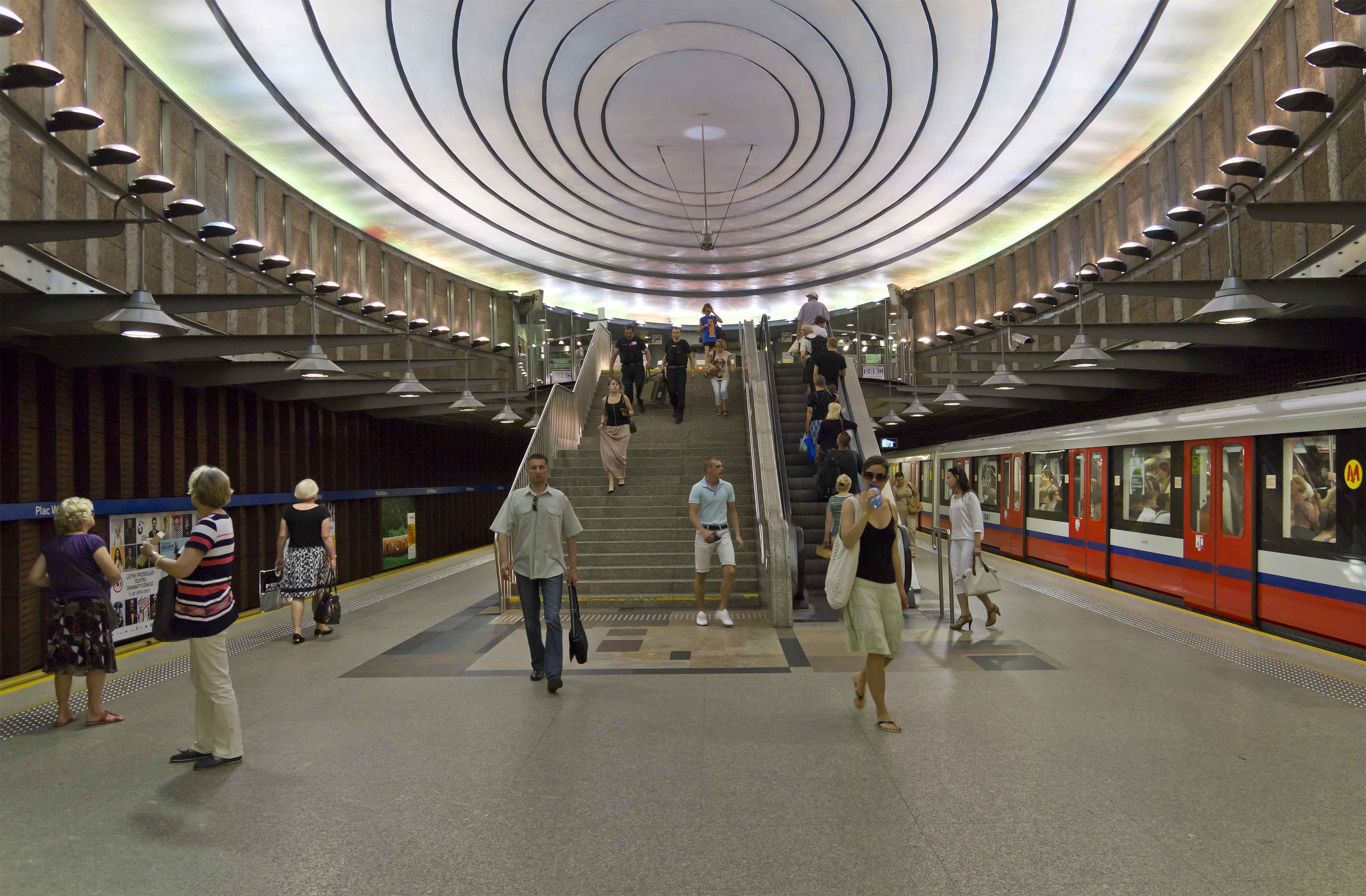
바르샤바 지하철역

### 공항
바르샤바 프레데릭 쇼팽 공항은 연간 이용자 수가 약 450만 명에 달한다. 국내편·국제편을 합쳐 하루에 60편 이상 운항되는 폴란드 최대의 공항이다. 제2공항은 2012년 7월 16일 시가지 북서쪽의 군 공항을 개축하여 만든 바르샤바 모들린 공항이다.

### 철도
바르샤바 최초의 철도는 바르샤바-빈 철도의 제1기 개업 구간으로 1845년 개통되었다. 바르샤바는 폴란드 철도 교통의 요충지 중 하나이다. PKP(Polskie Koleje Państwowe, 폴란드 국유철도)는 운임이 저렴하고 운행 시간표도 다른 나라에 비해 정확하기 때문에 주요 교통수단이다. 다만 지방과 지방을 직접 연결하는 긴 노선이 많아서 한겨울에 폭설이 계속되면 전국적인 열차 지연이 일어난다. 폴란드는 대개 강설량이 매우 많지 않지만, 종종 폭설이 온다.
바르샤바 철도역 중 가장 중요한 역은 바르샤바 중앙역이다. 폴란드의 거의 모든 도시와 중앙유럽과 동유럽의 많은 도시들과 연결되어 있다. 이외에도 바르샤바에는 4개의 주요 역을 포함하여 수십 개의 역이 있다.
- 바르샤바의 주요 역
  - 바르샤바 중앙역(Warszawa Centralna)
  - 바르샤바 서역(Warszawa Zachodnia)
  - 바르샤바 동역(Warszawa Wschodnia)
  - 바르샤바 그단스크 역(Warszawa Gdańska)
  - 바르샤바 빌뉴스 역(Warszawa Wileńska)

3개 주요 역(중앙역, 서역, 동역)을 잇는 노선은 전후(戰後) 개통되었다. 시 중심부에서는 지하로 운행하고 있다. 1960년대에는 이 노선을 지하철 노선으로 바꾸려는 계획도 있었다.
바르샤바 시내의 교통 수단은 트램, 지하철, 버스, 택시로 모두 바르샤바시 교통국에서 관리한다. 교외에서는 민간 위탁 노선이 있다.

### 트램
바르샤바 최초의 트램 노선은 1866년 12월 11일 개통되었다. 당시에는 말이 객차를 끄는 형태으나 1908년 3월 26일 모두 전철화된다. 전간기에 트램은 국유화되었고 새로운 노선도 많이 건설되었지만, 제2차 세계대전으로 파괴되었다. 전후에 일부가 재건됐지으나 대부분 폐지되었다.
현재 바르샤바 노면전차공사는 차량 729량과 약 132km에 달하는 노선을 소유하고 있다. 25개 계통의 노선을 운행하고 있으며 하나는 심야에도 운행한다. 주요 휴일(11월 1일 만성절 등)에만 특별 운행하는 노선도 있다.

### 지하철
1995년 4월 7일 바르샤바를 남북으로 종단하여 카바티역(Kabaty)과 공과대학교역(Politechnika)을 잇는 1호선이 개통되었다. 2015년에는 동서 방향으로 뻗어있는 2호선 1기 구간이 개통되었다. 3호선은 착공 예정이다.

### 버스
바르샤바의 버스 노선은 총연장 약 2600km로 1659대의 버스가 운행 중이다. 주요 터미널은 바르샤바 교통의 중심지인 바르샤바 중앙역 앞이다. 시 교통국은 현재 176개 노선의 버스를 운행하고 있으며 이 중 14개는 심야 운행(0시~아침 5시)을 하고 있다. 바르샤바 쇼팽 공항과 도심을 잇는 버스도 있다.

## 출신 인물
- 프레데리크 쇼팽
  - 1810년 바르샤바 외곽의 젤라조바볼라에서 태어났다. 바르샤바 성 십자가 교회에는 쇼팽의 심장이 묻혀 있다. 세계 최고의 피아노 콩쿠르 중 하나인 쇼팽 국제 피아노 콩쿠르는 5년에 한 번 바르샤바에서 개최된다.
- 마리 퀴리
  - 1867년 바르샤바에서 태어났다. 생가는 바르바칸을 나온 신시가에 있으며 현재는 박물관(Muzeum Marii Skłodowskiej Curie)으로 쓰인다. 이 박물관에는 마리 퀴리의 연구에 관한 전시를 하고 있다.
- 야누시 코르차크
  - 1878년 태어난 바르샤바 유대인으로 본명은 헨릭 골드슈미트이다. 작가로서 수많은 아동 문학 작품을 남겼고 의사와 교육자로서 고아 교육에 힘썼다. 1942년 나치의 홀로코스트로 인해 트레블링카 강제수용소로 이송되어 살해되었다.
- 모르데하이 아니엘레비치 - 바르샤바 게토 봉기 지휘관
- 즈비그뉴 브레진스키 - 정치학자(미국 카터 행정부 대통령 보좌관)
- 브와디스와프 레이몬트 - 작가 (노벨 문학상 수상)
- 리샤르드 카푸시친스키 - 저널리스트
- 이스라엘 엡스타인 - 저널리스트(중국에 귀화)
- 카지미에시 쿠라토프스키 - 수학자
- 브누아 망델브로 - 수학자
- 바츠와프 시에르핀스키 - 수학자
- 루도비코 자멘호프 - 언어학자
- 크쥐시토프 키에슬로프스키 - 영화 감독
- 보이치에흐 슈쳉스니 - 축구 선수
- 로베르트 레반도프스키 - 축구 선수
- 타마라 드 렘피카 - 화가
- 브와디스와프 슈필만 - 피아니스트 (영화 《피아니스트》의 주인공)
- 크르지슈토프 코메다 - 재즈 피아니스트
- 비톨트 루토스와프스키 - 작곡가, 피아니스트
- 카롤리나 포르틴 - 여성 쇼기 기사

## 자매 도시·제휴 도시·우호 도시
| - 영국 코번트리 (1957년) - 미국 샌디에이고 (1960년) - 미국 시카고 (1960년) - 스페인 마드리드 (1981년) - 독일 뒤셀도르프 (1989년) - 일본 하마마쓰시 (1990년) - 프랑스 일드프랑스 (1990년) - 캐나다 토론토 (1990년) - 독일 베를린 (1991년) - 네덜란드 헤이그 (1991년) - 튀르키예 이스탄불 (1991년) - 이스라엘 텔아비브 (1992년) | - 중화인민공화국 하얼빈시 (1993년) - 러시아 모스크바 (1993년) - 우크라이나 키이우 (1994년) - 영국 런던 (1994년) - 프랑스 일드프랑스 - 스페인 마드리드 - 중화민국 타이베이시 (1995년) - 프랑스 생테티엔 (1995년) - 미국 시카고 (1995년) - 대한민국 서울 (1996년) - 대한민국 전북특별자치도 전주시 (1996년) - 러시아 상트페테르부르크 (1997년) | - 러시아 그로즈니 체첸 공화국 (1997년) - 브라질 리우데자네이루 (1997년) - 리투아니아 빌뉴스 (1998년) - 프랑스 파리 (1999년) - 베트남 하노이 (2000년) - 오스트리아 빈 (2001년) - 라트비아 리가 (2002년) - 카자흐스탄 아스타나 (2002년) - 노르웨이 오슬로 (2005년) - 헝가리 부다페스트 (2005년) - 태국 방콕 (2010년) |

## 갤러리

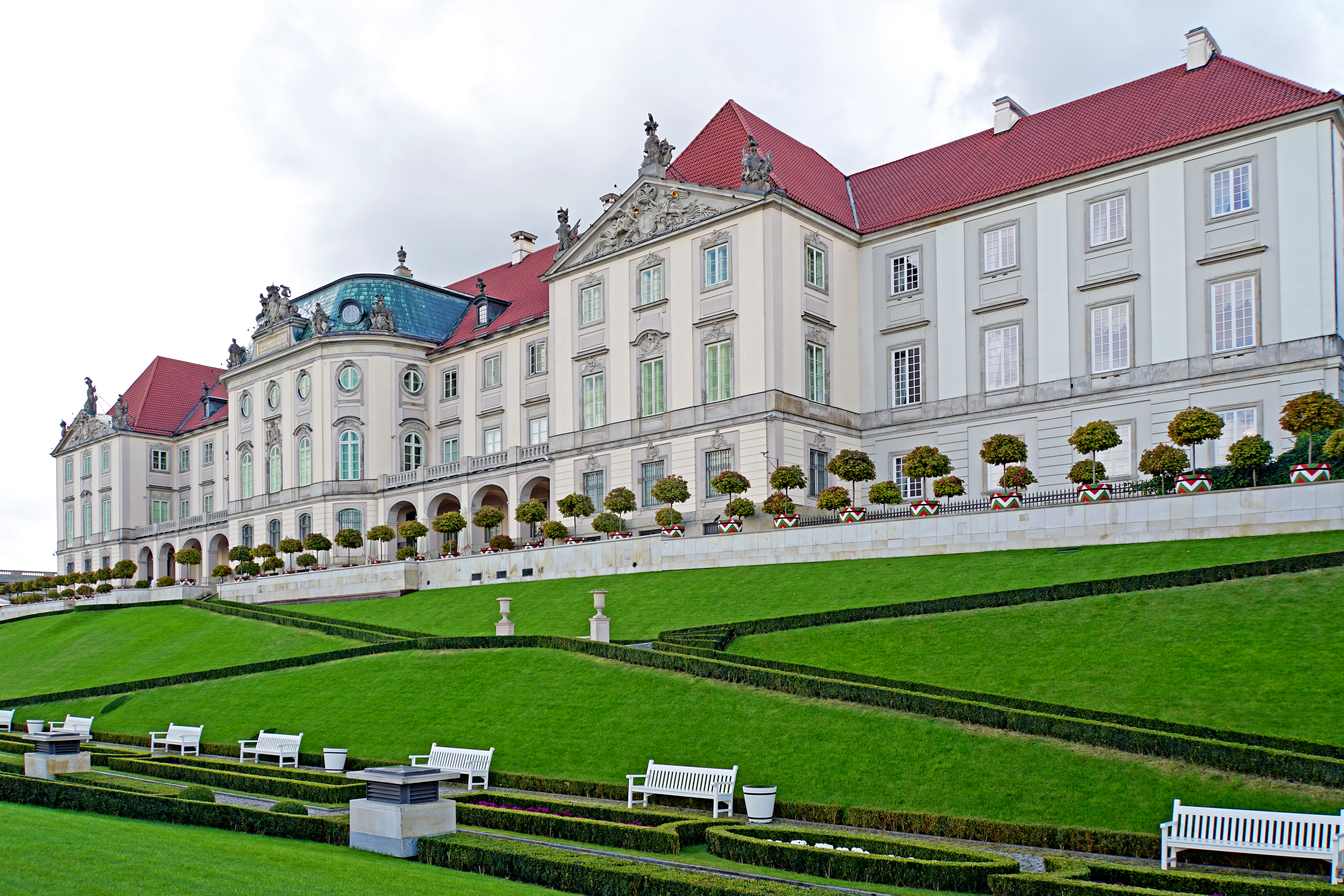
비스와강에서 바라본 왕궁
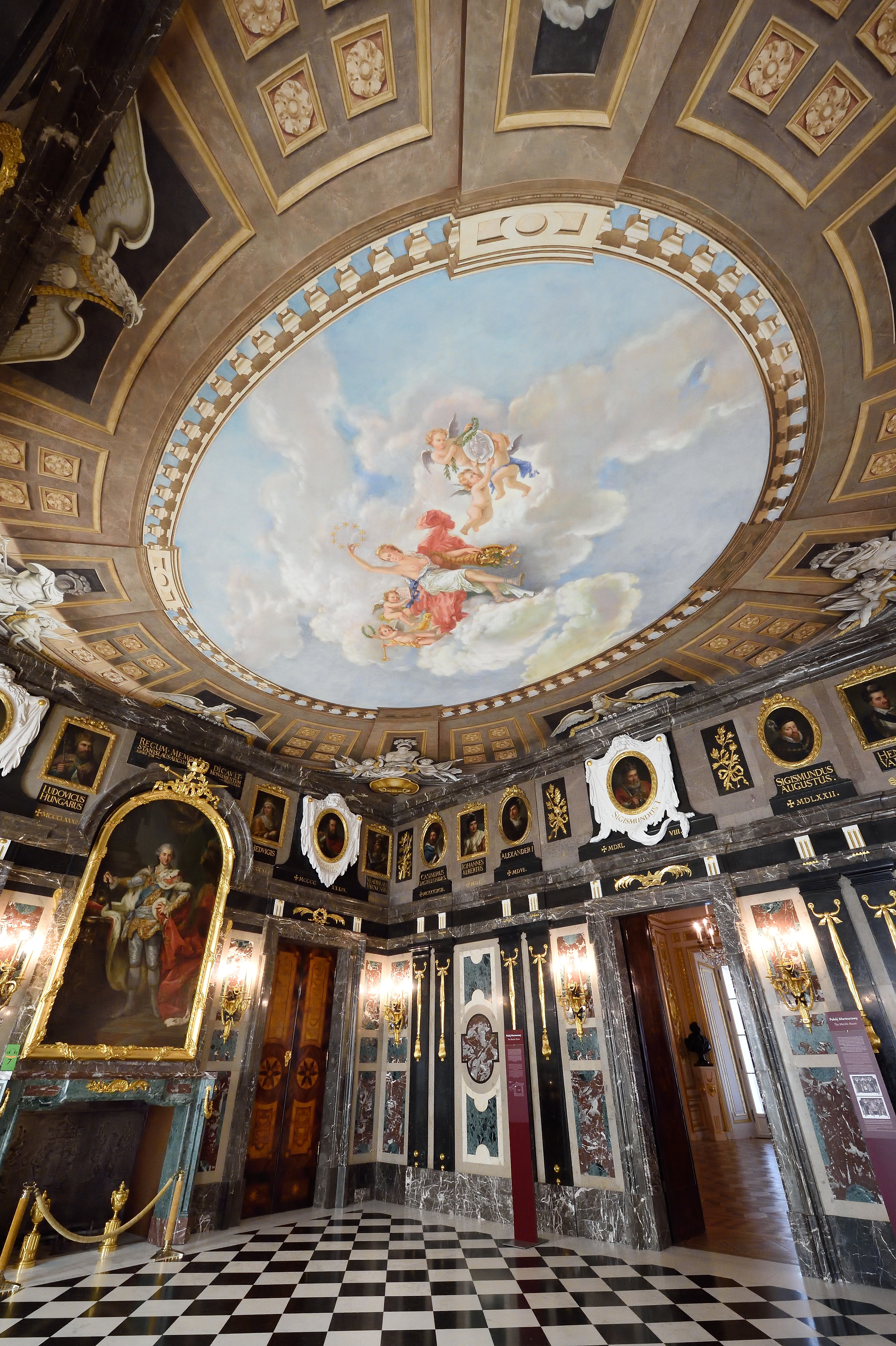
왕궁
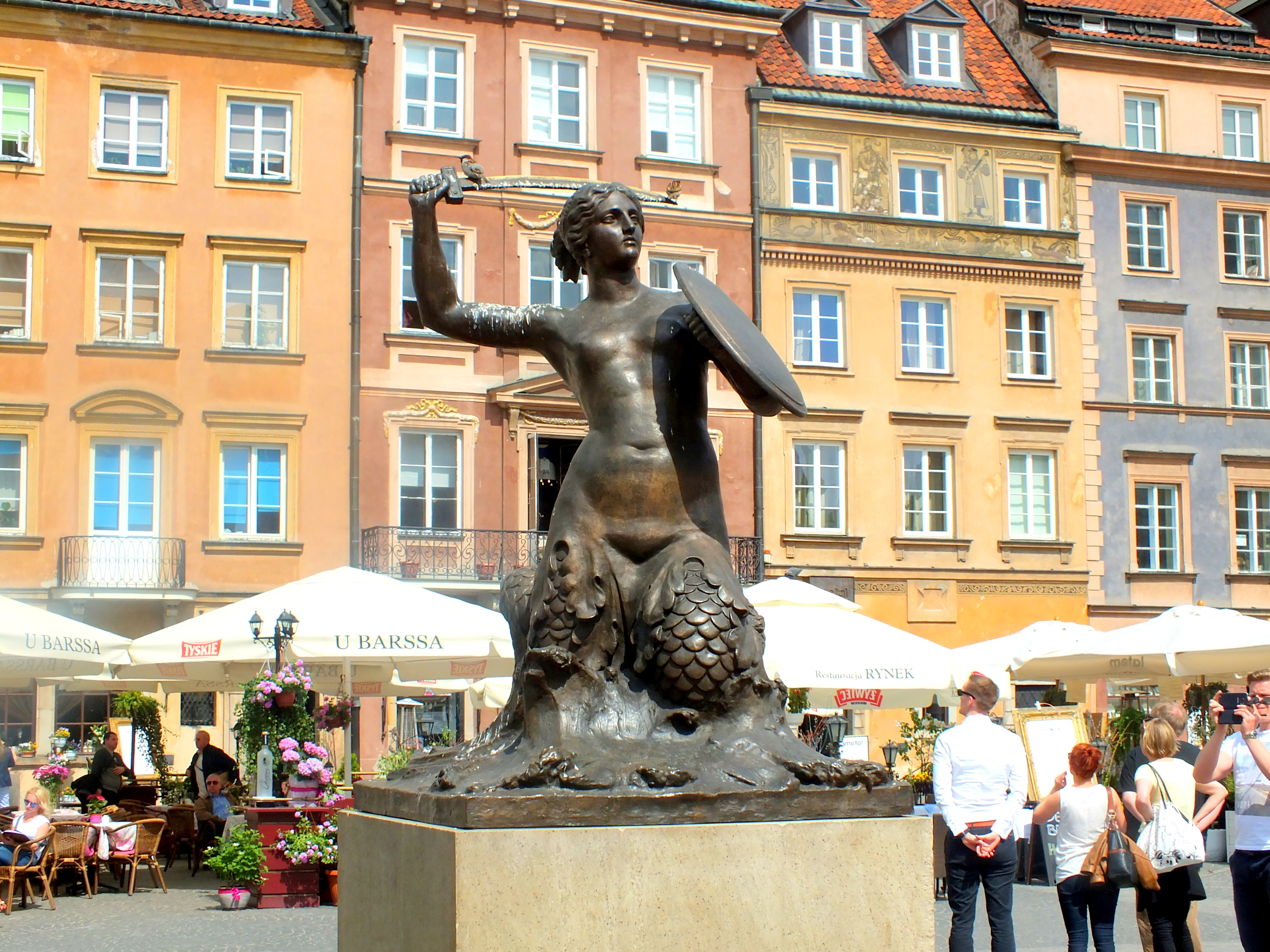
인어 상
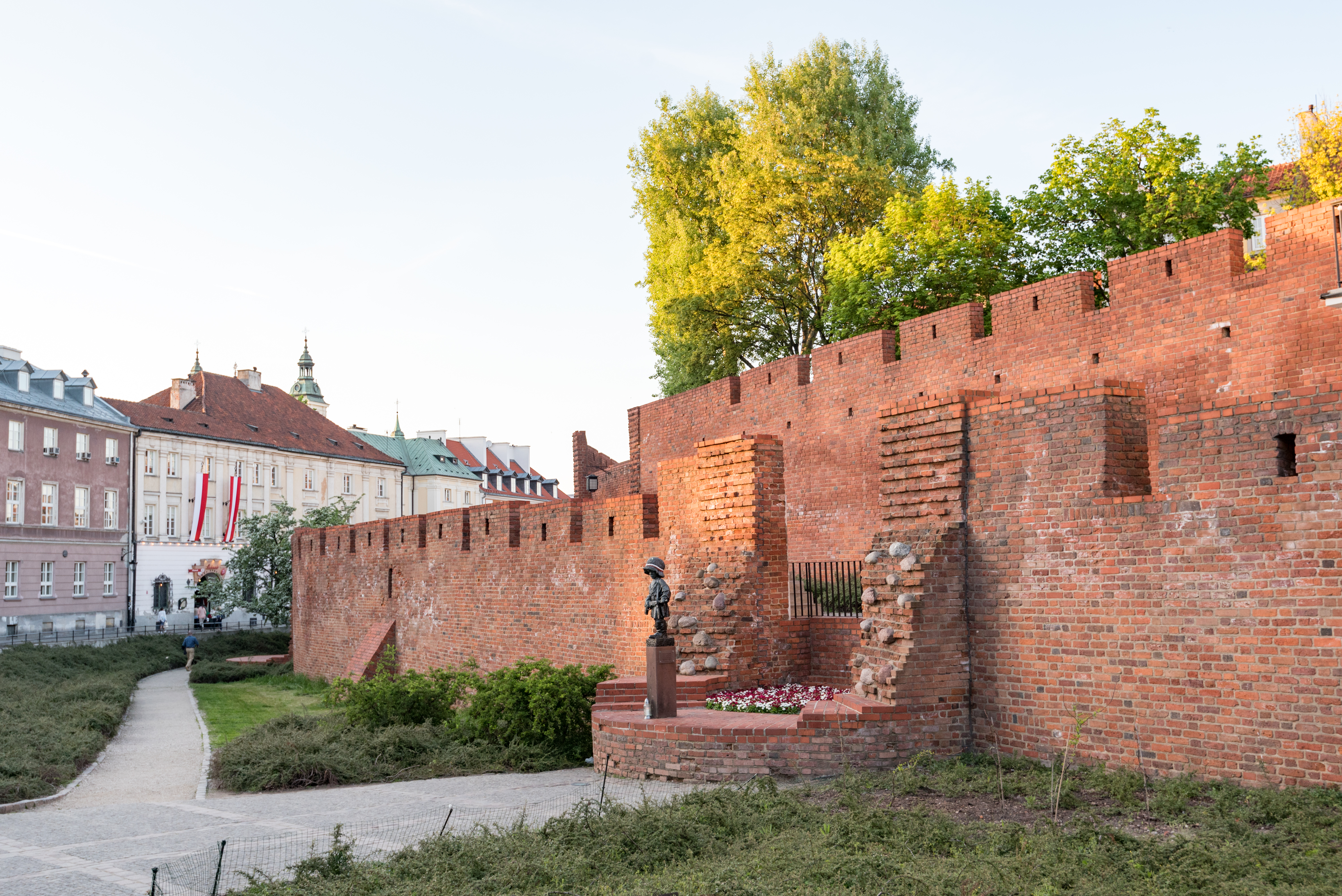
작은 전사 상
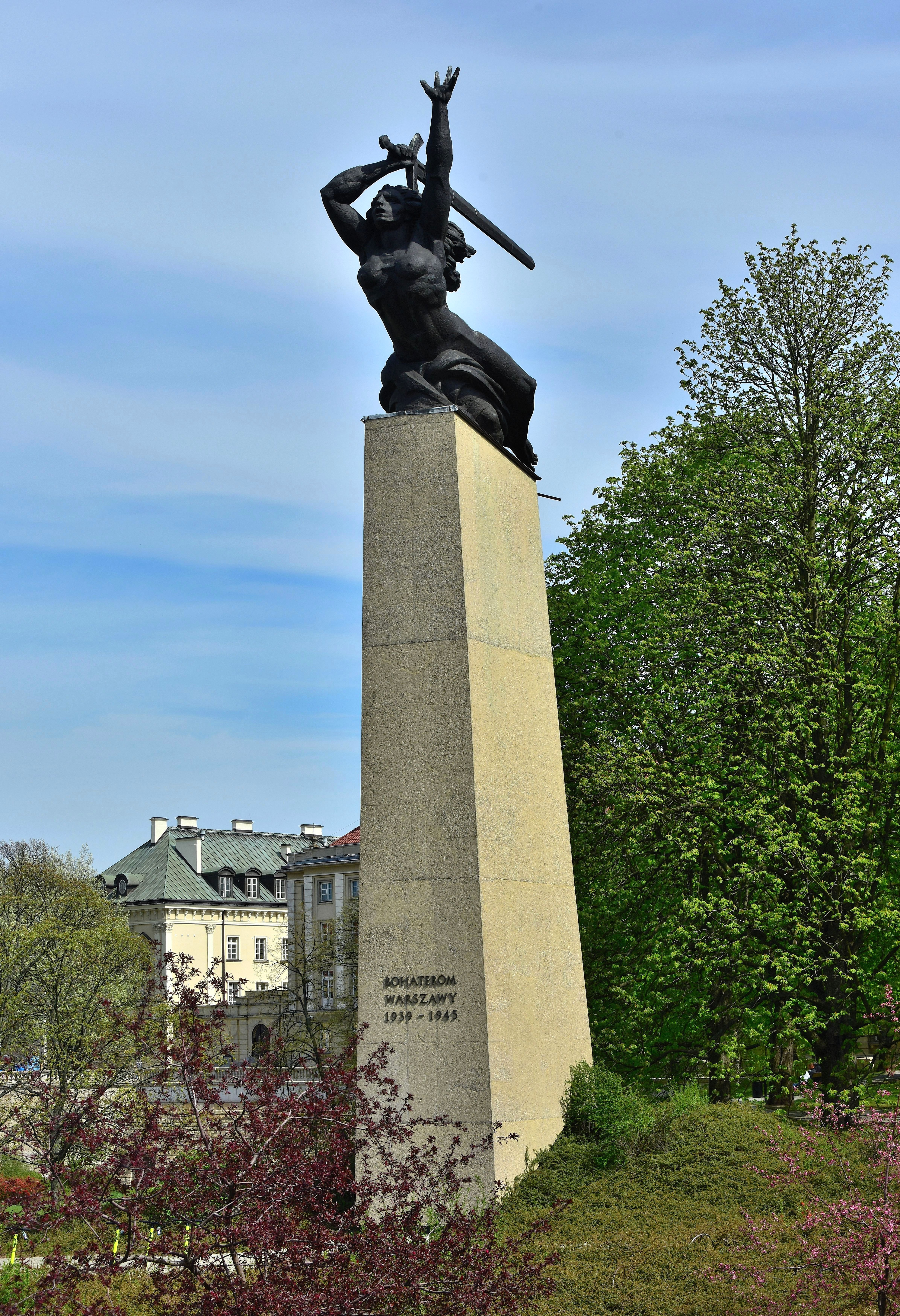
니케(나이키) 상
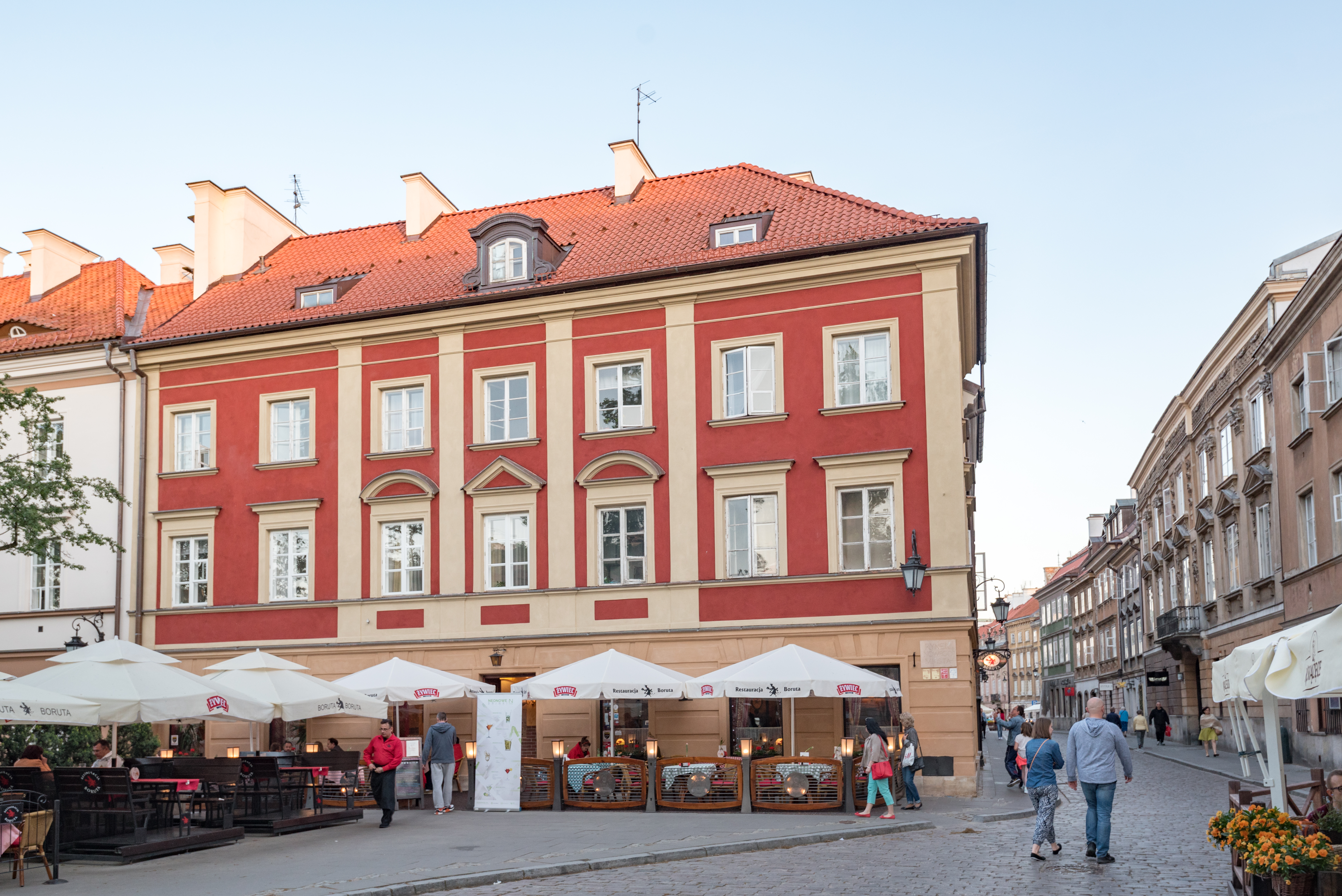
프레타 거리
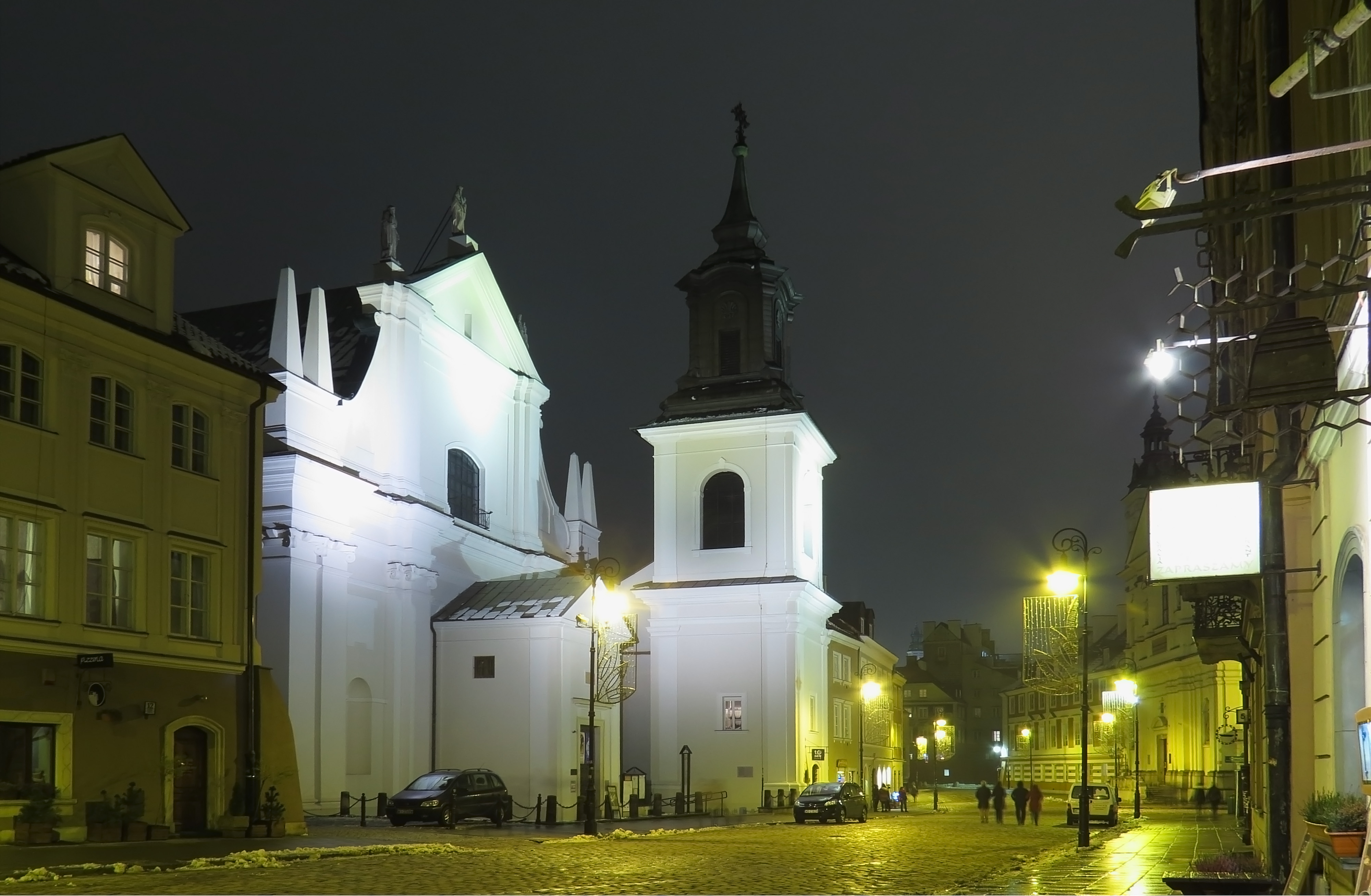
성 야체크 교회
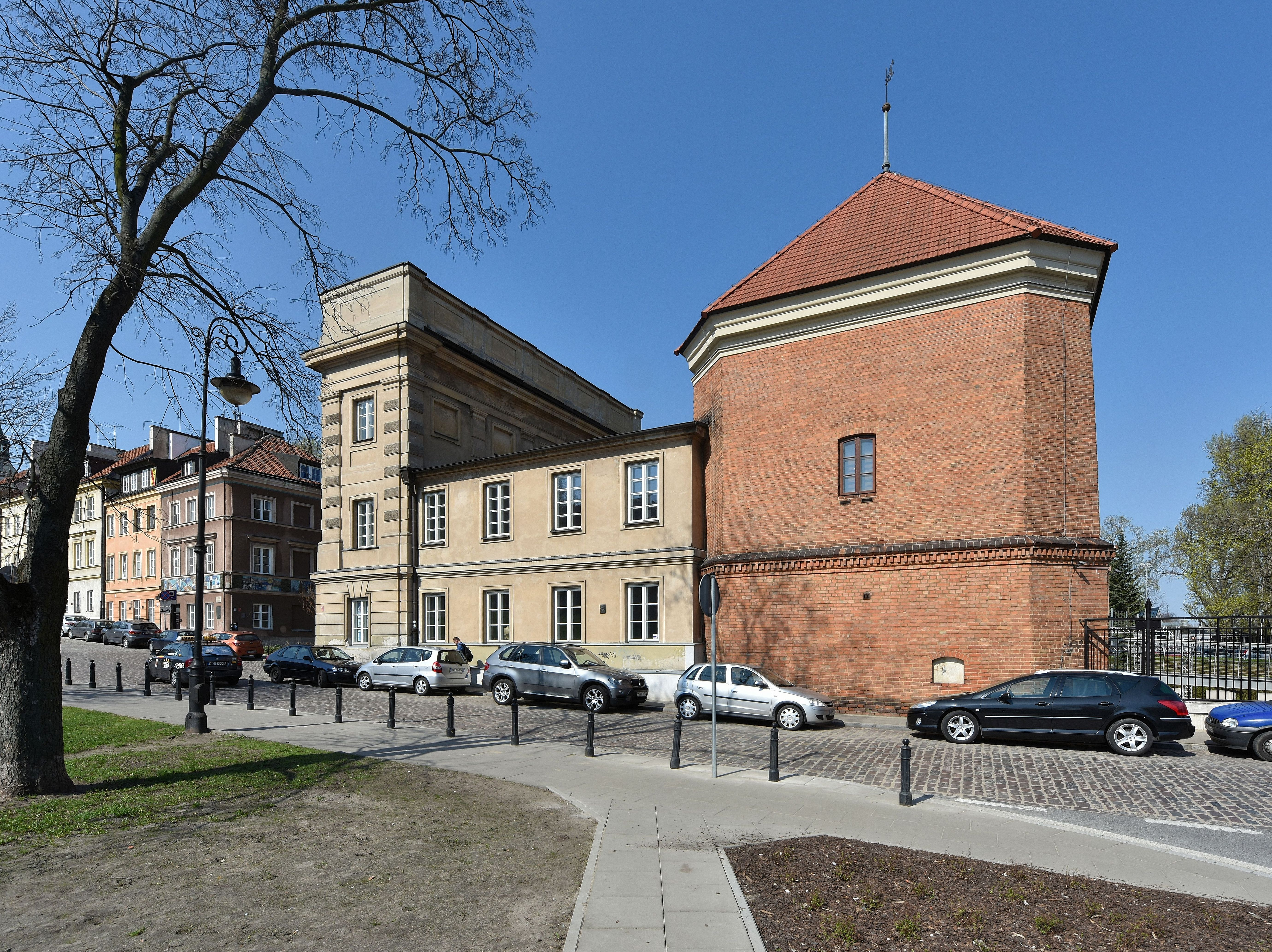
옛 다리의 문
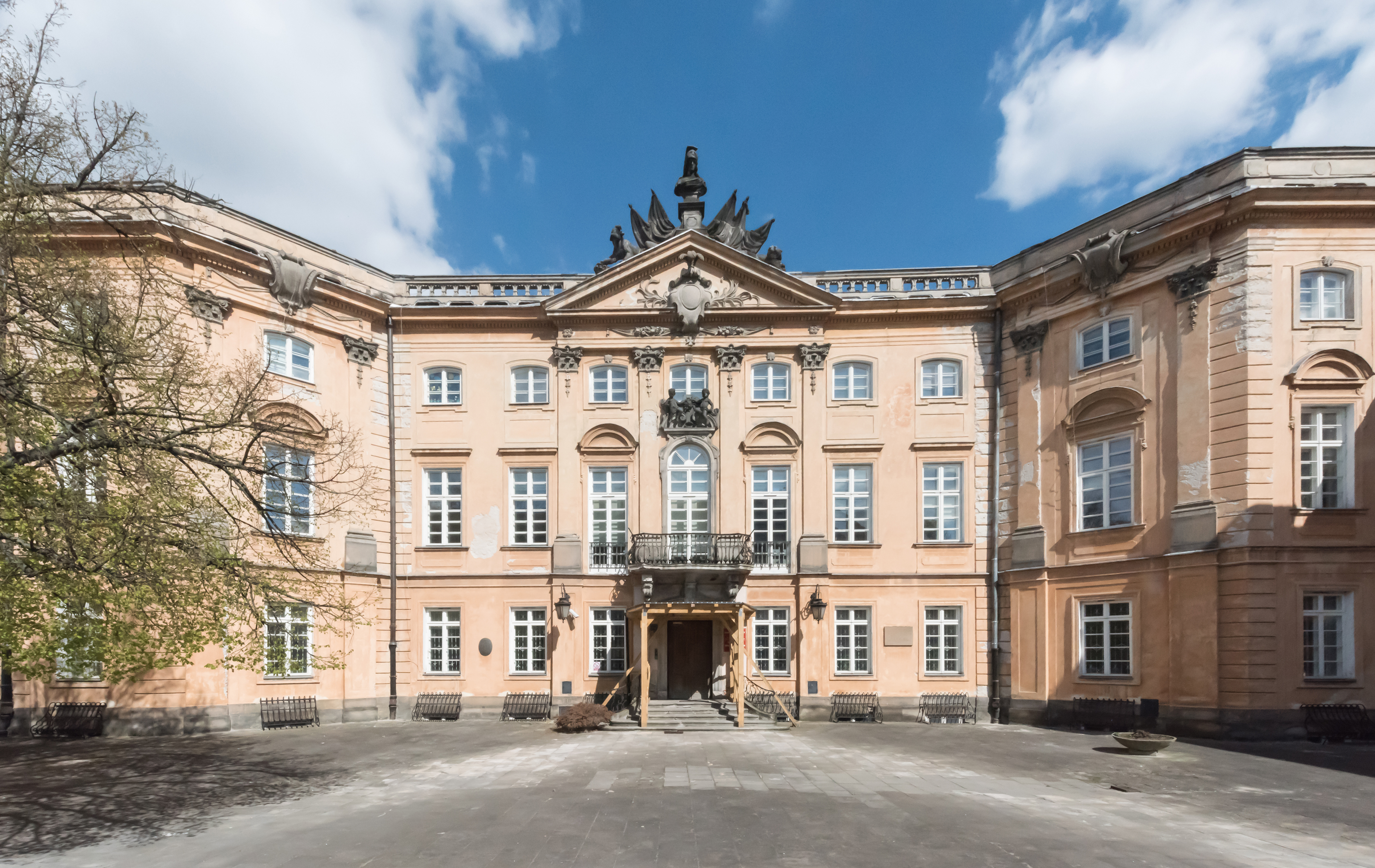
사피에하 궁전
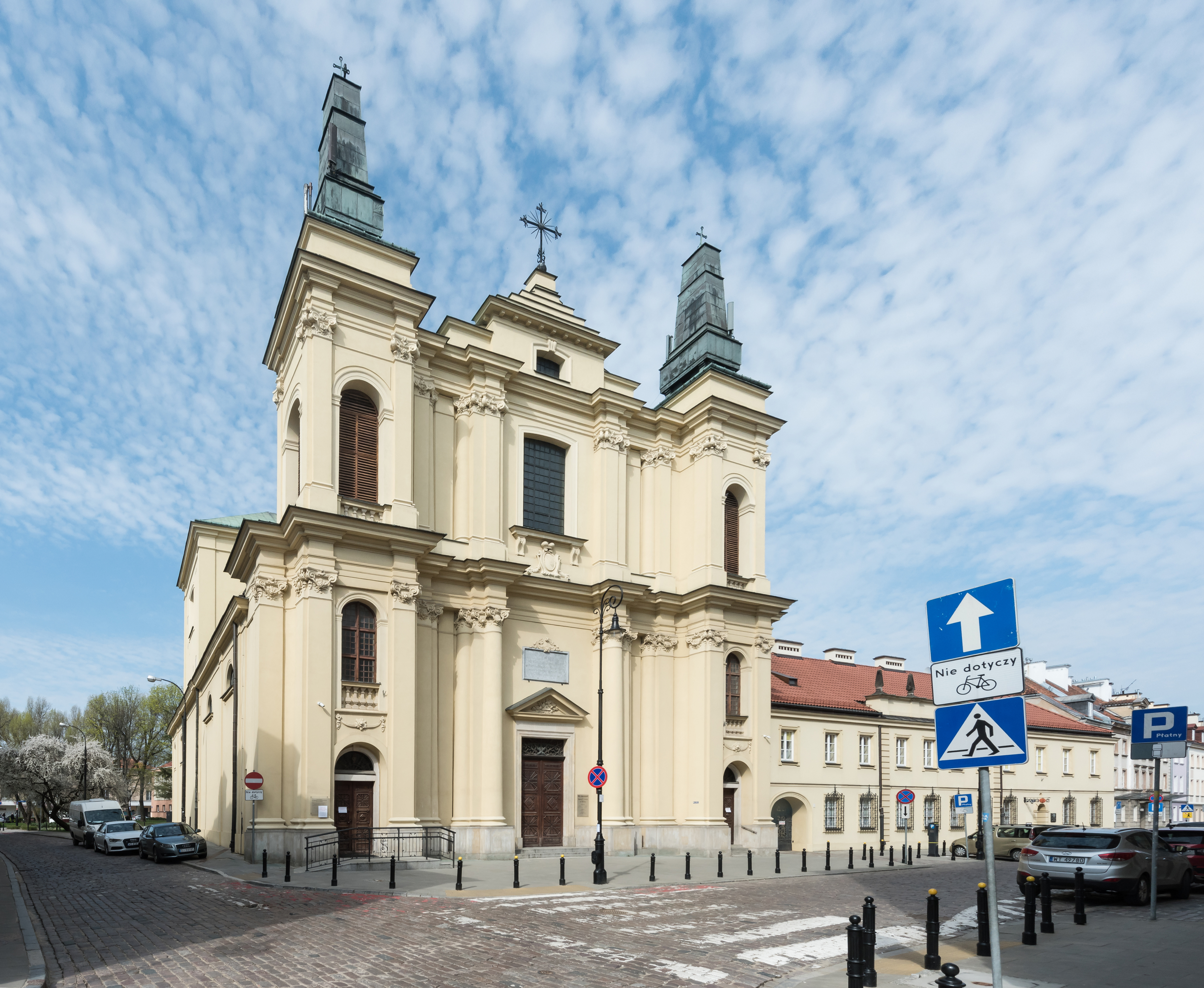
프란시스코회 교회
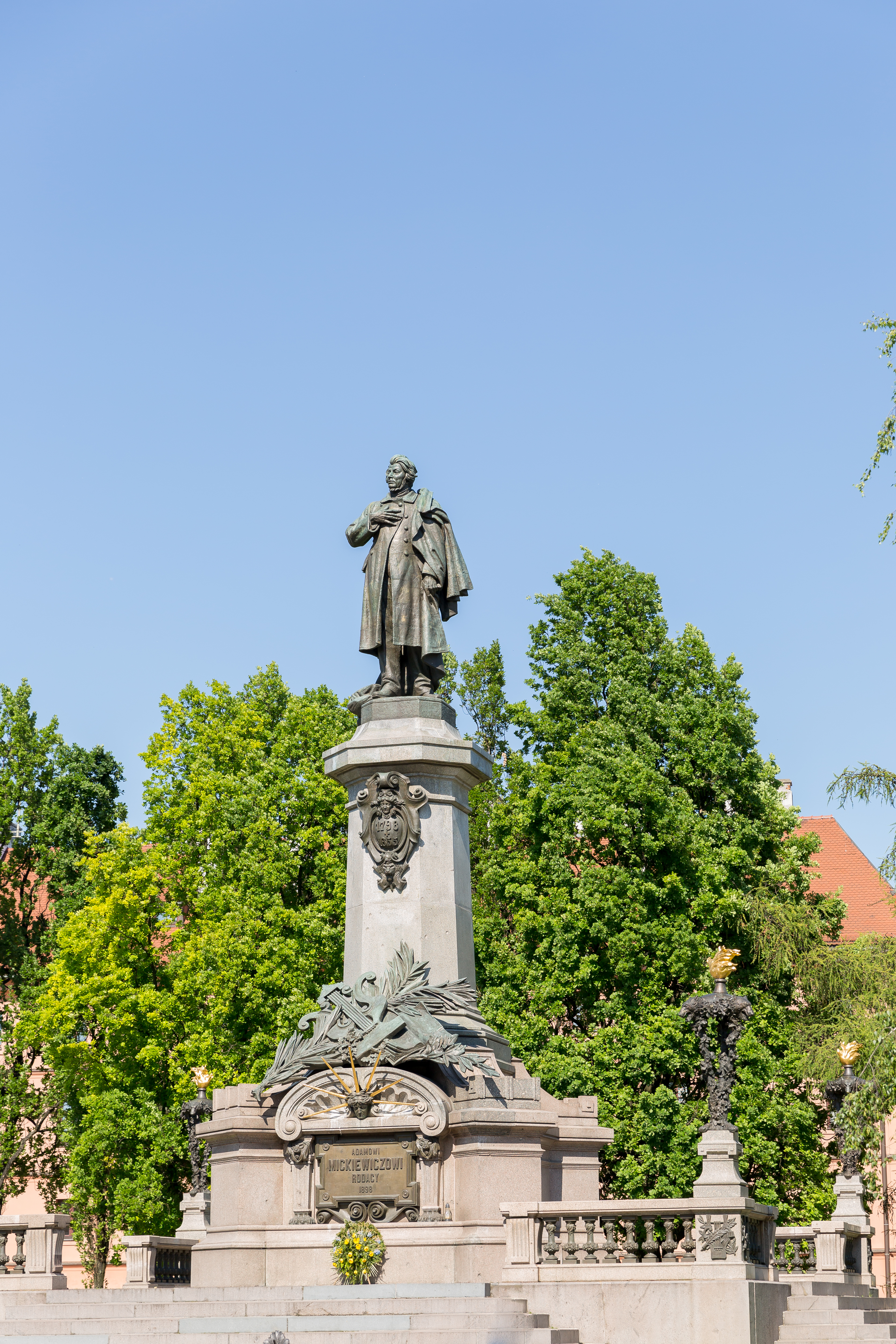
시인 아담 미츠키에비치 상
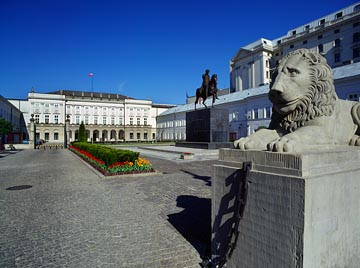
대통령궁(라지비우 궁전)과 유제프 포니아토프스키의 상 18세기 폴란드 신고전주의 양식의 대표적 건축물
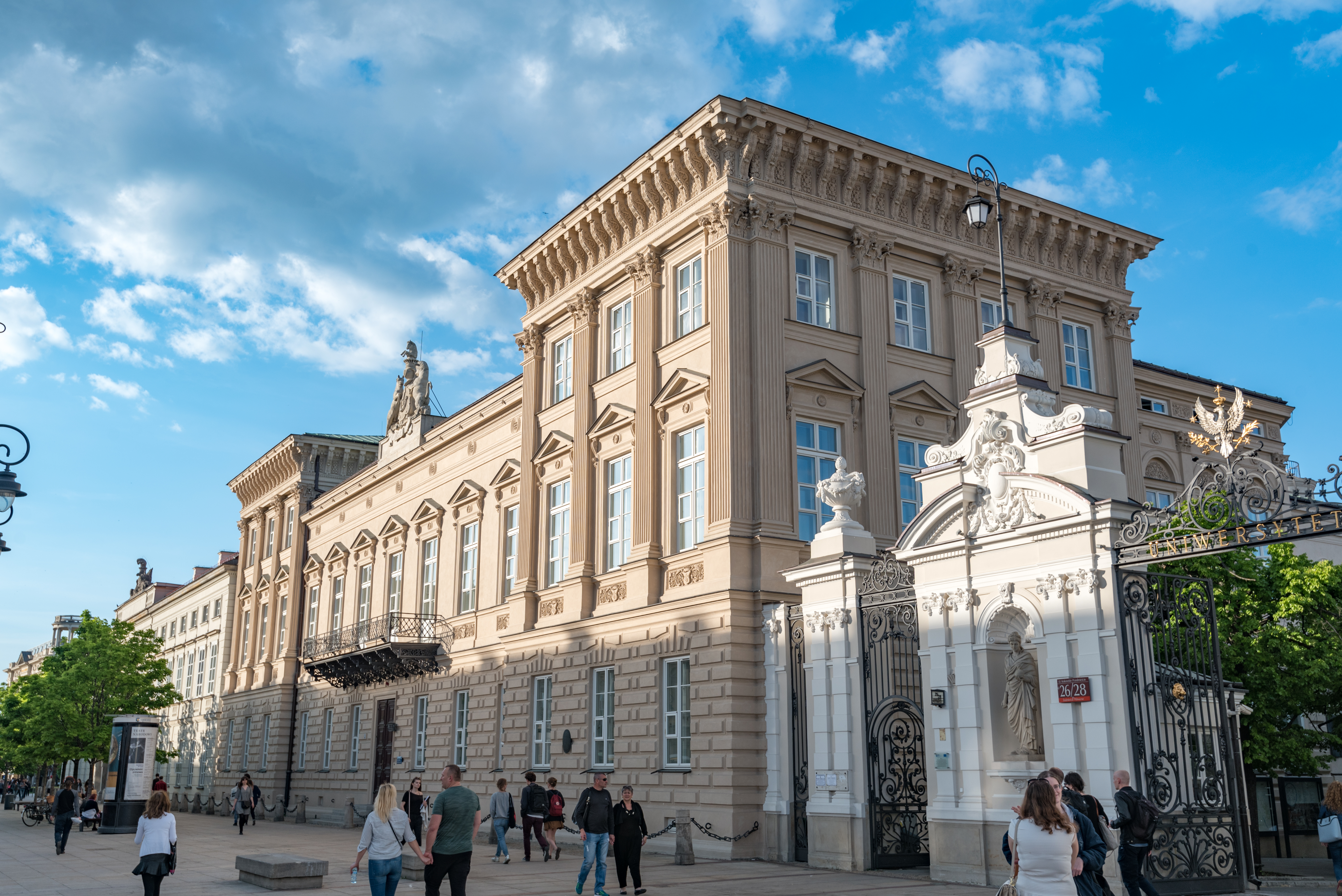
우루스키 궁전(체트벨틴스키 궁전)
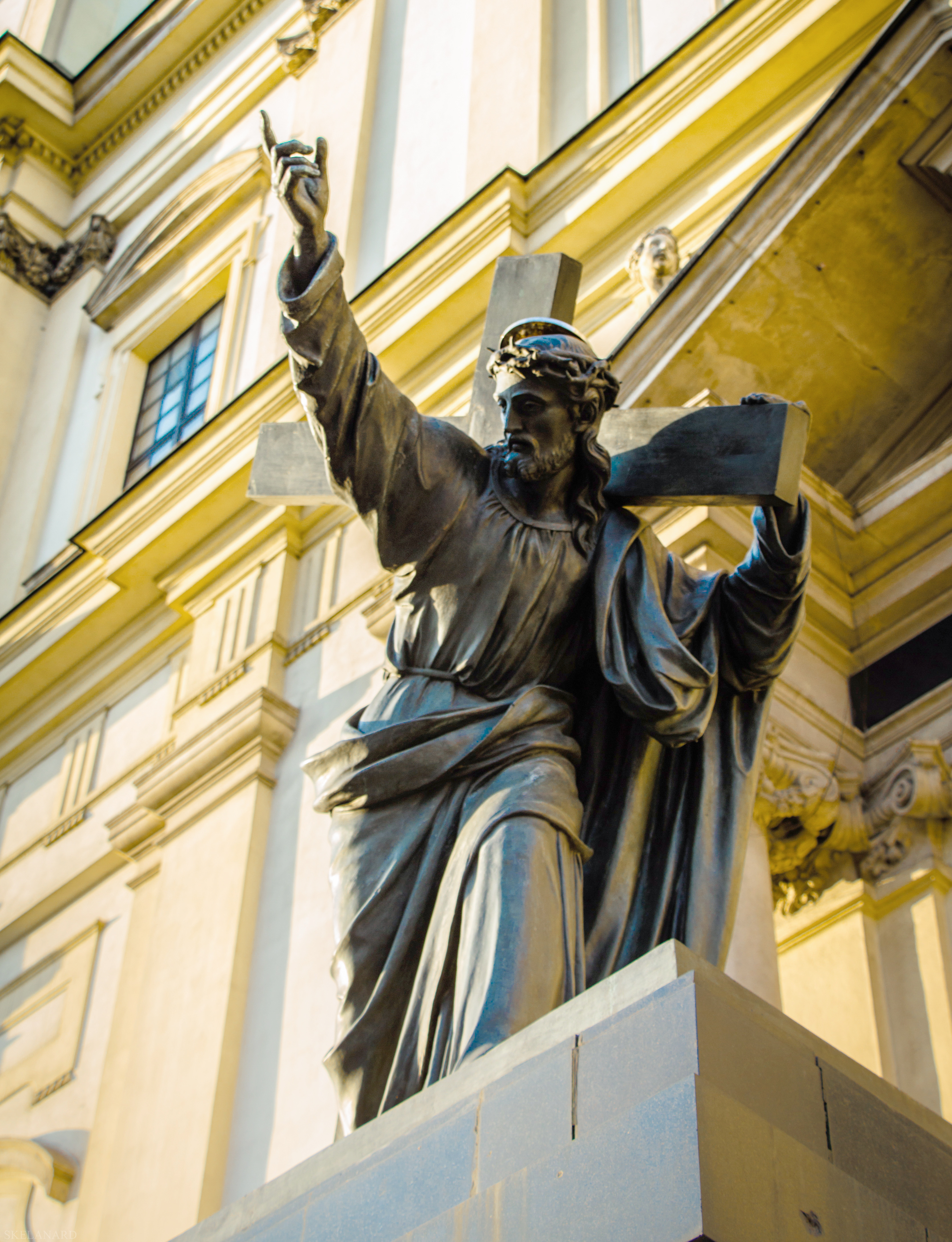
성 십자가 교회 앞의 예수 상
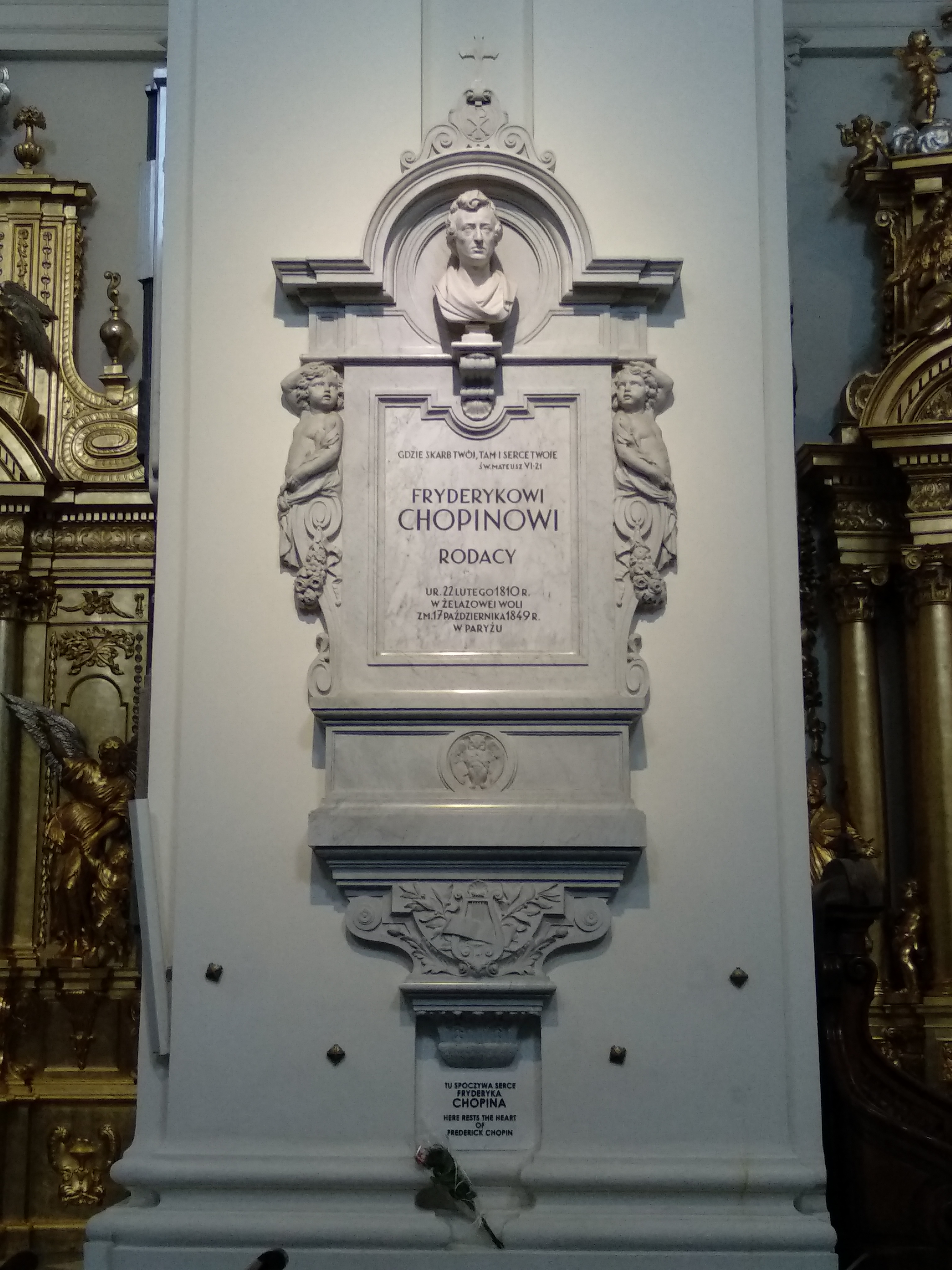
쇼팽의 심장이 안치된 기둥
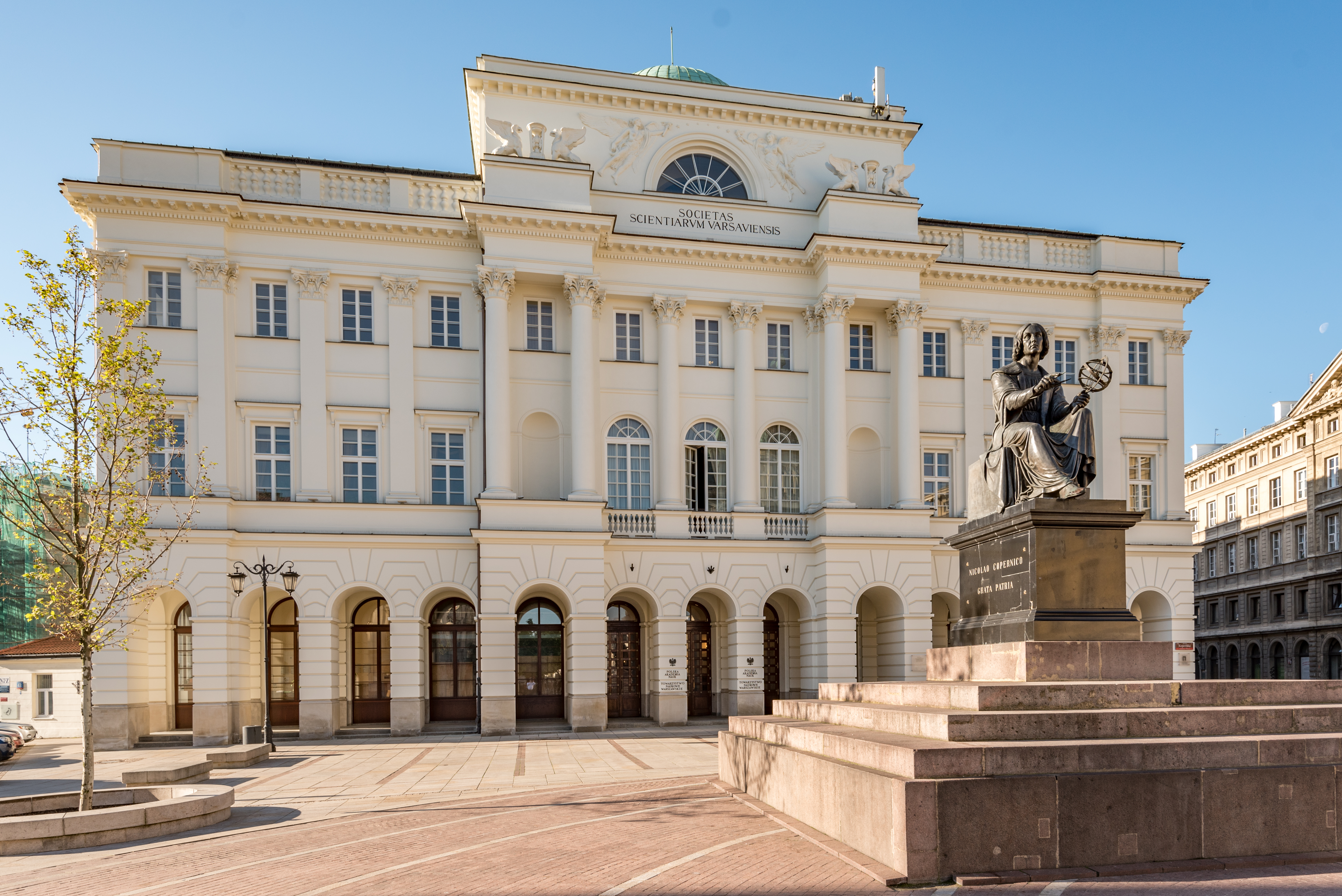
코페르니쿠스 상과 스타시츠 궁전(현재 폴란드 과학 아카데미)
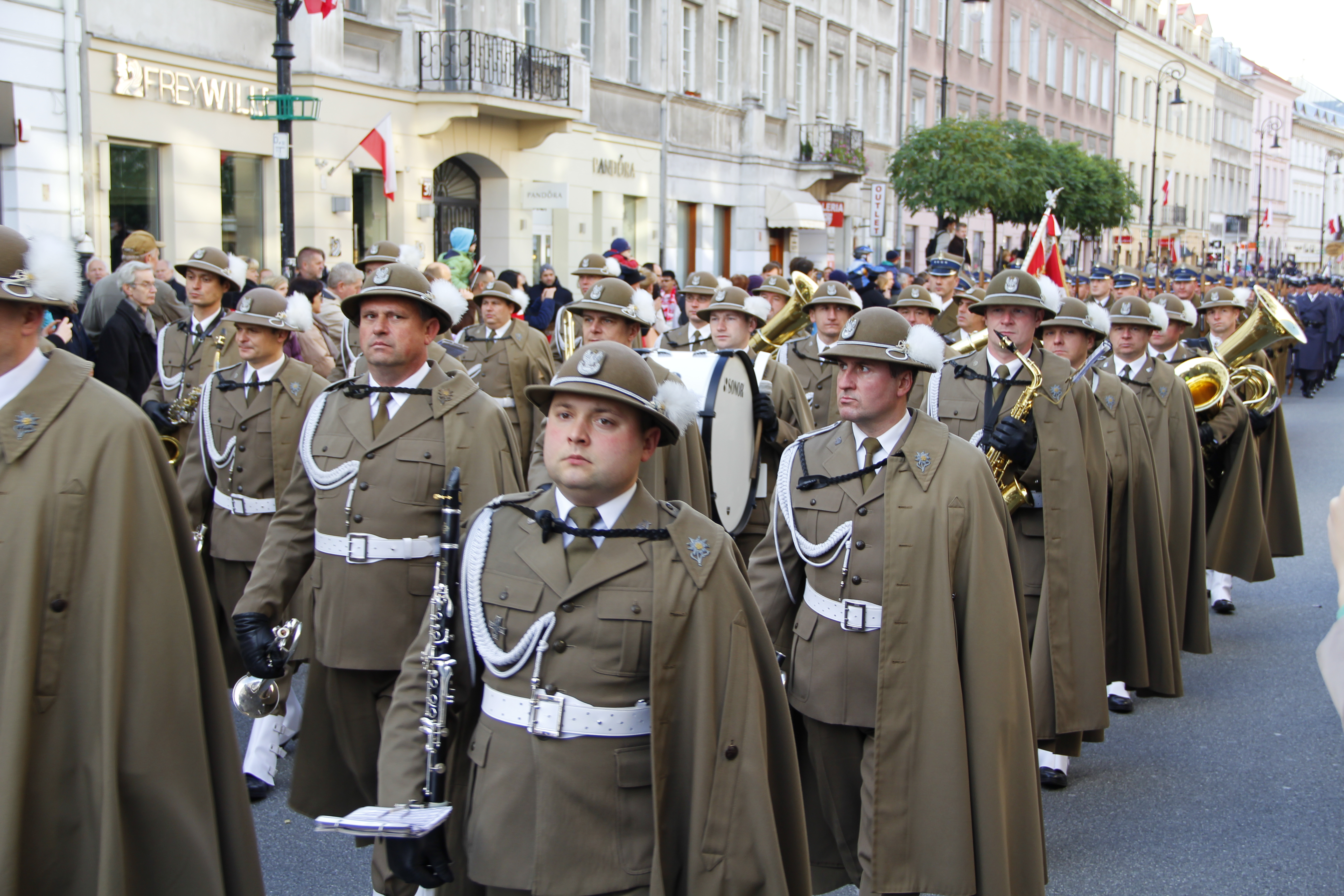
신세계거리에서의 퍼레이드
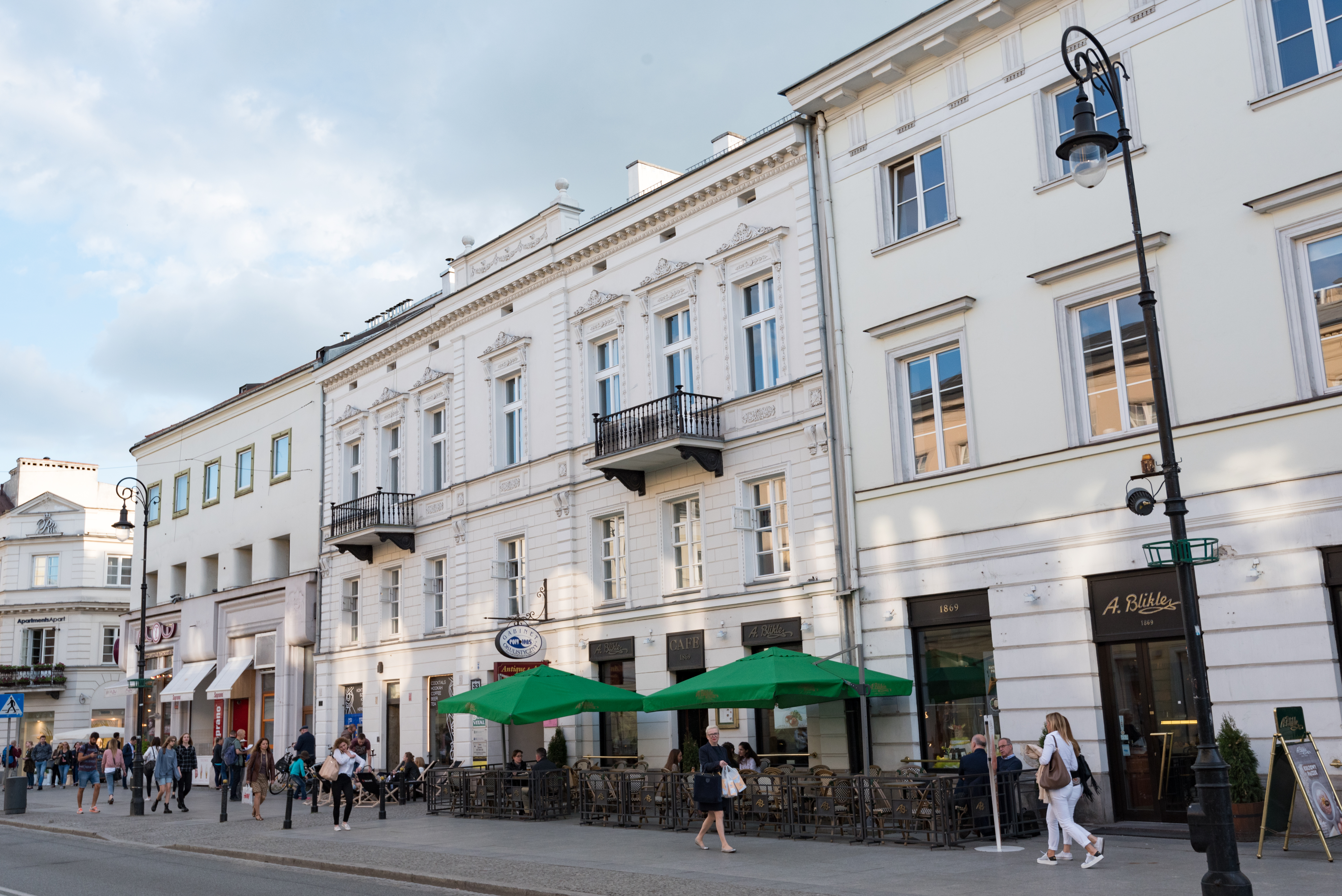
카페 블리클레
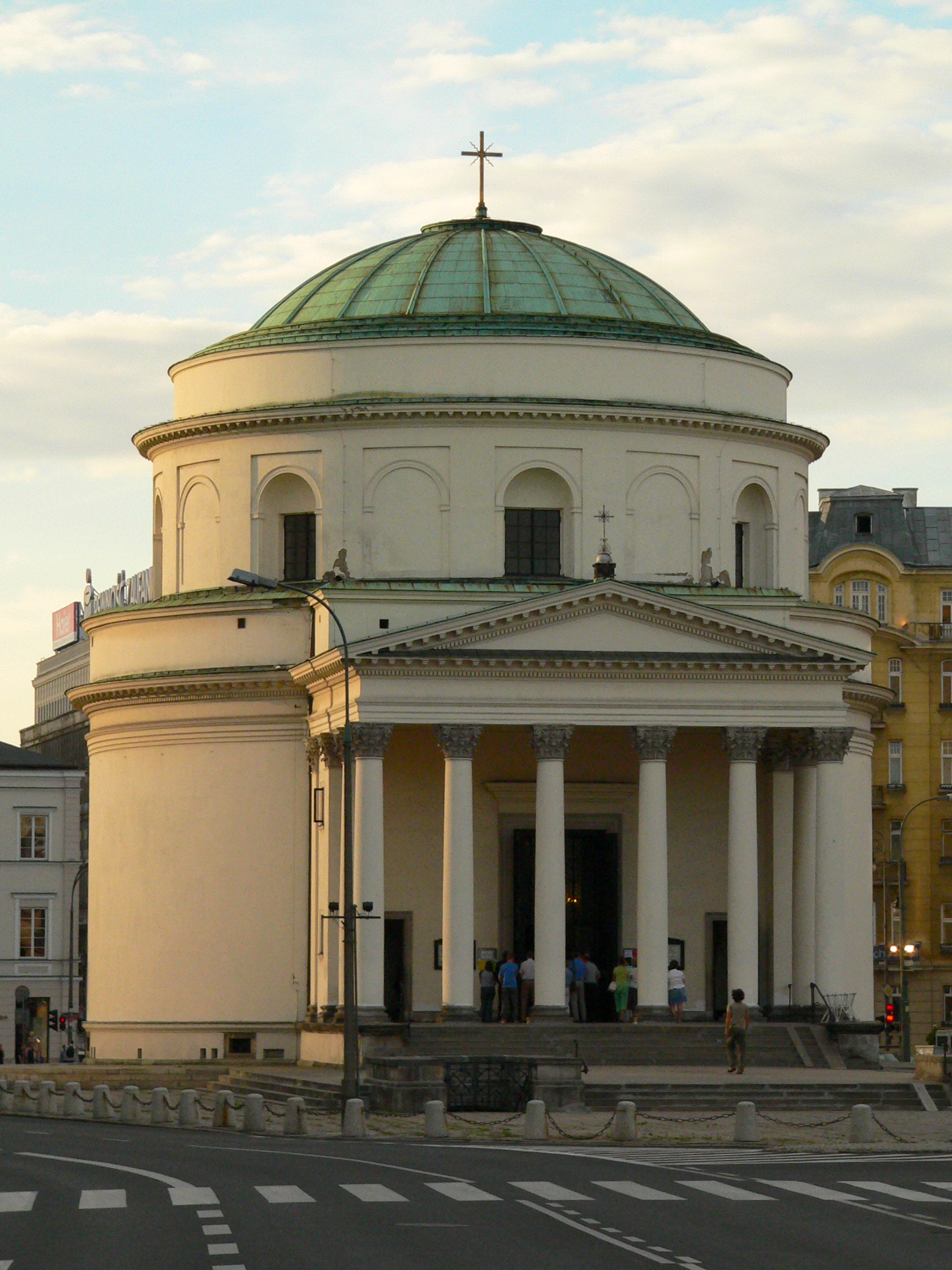
성 알렉산드르 교회
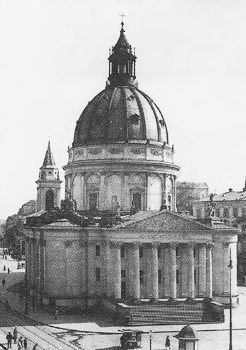
파괴 전의 성 알렉산드르 교회
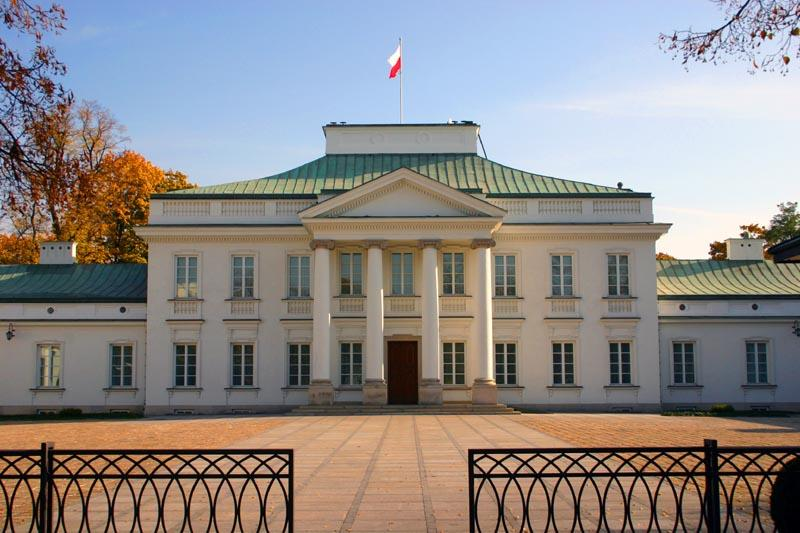
벨베데르 궁전
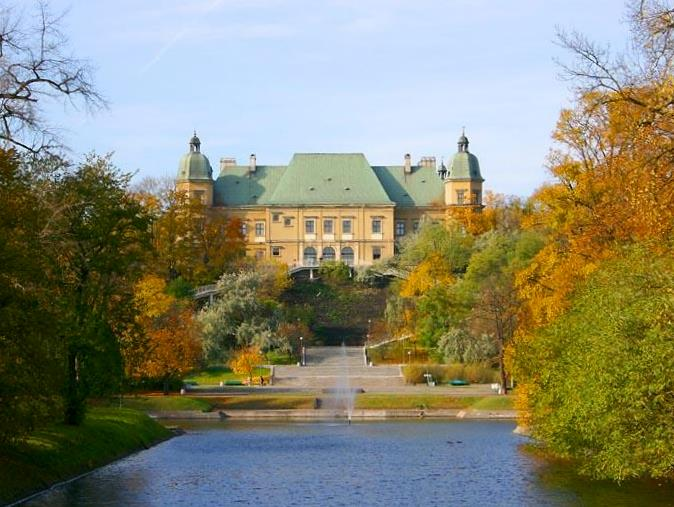
우야즈도프스키 궁전
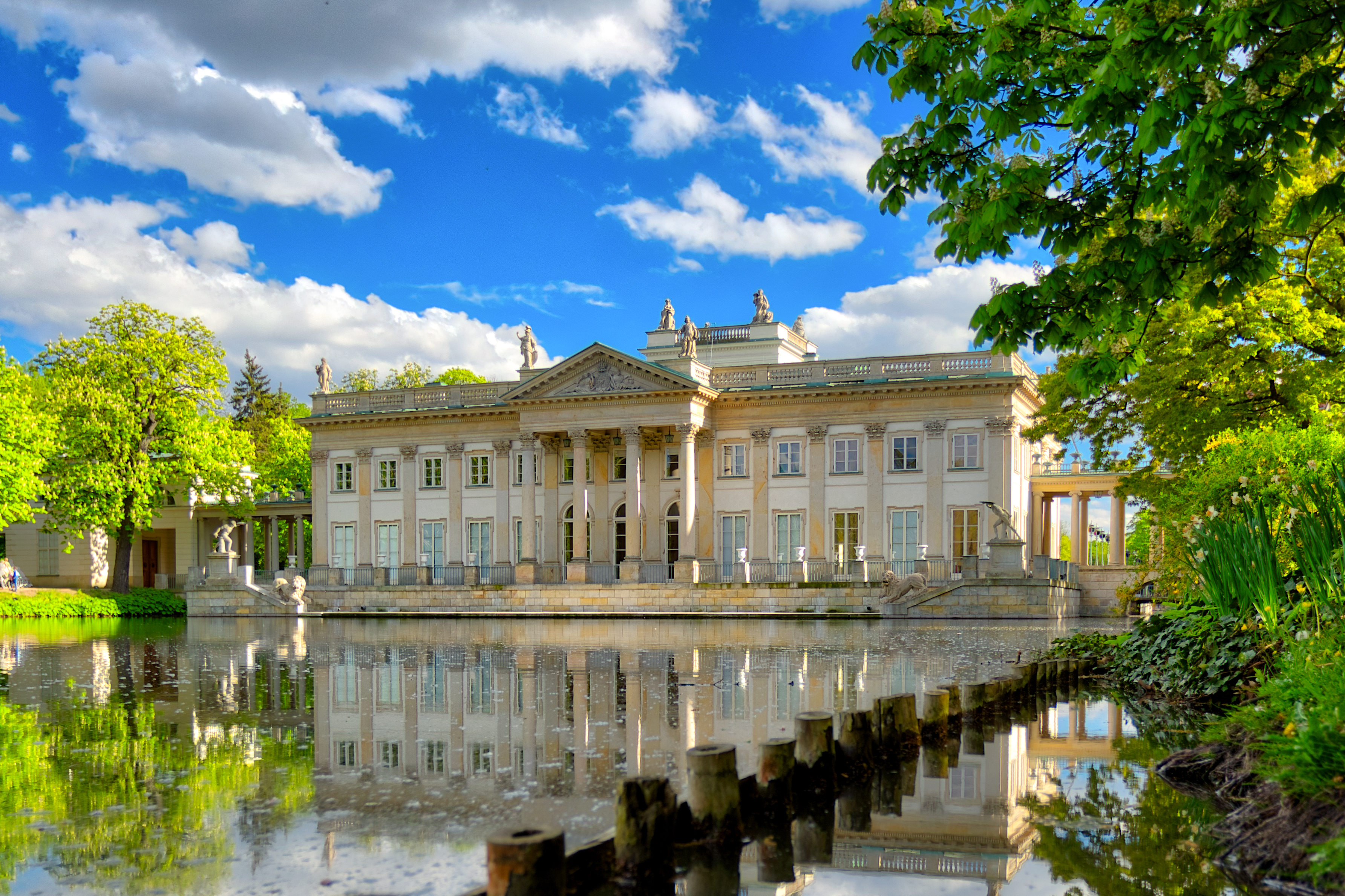
와지엔키 수상 왕궁
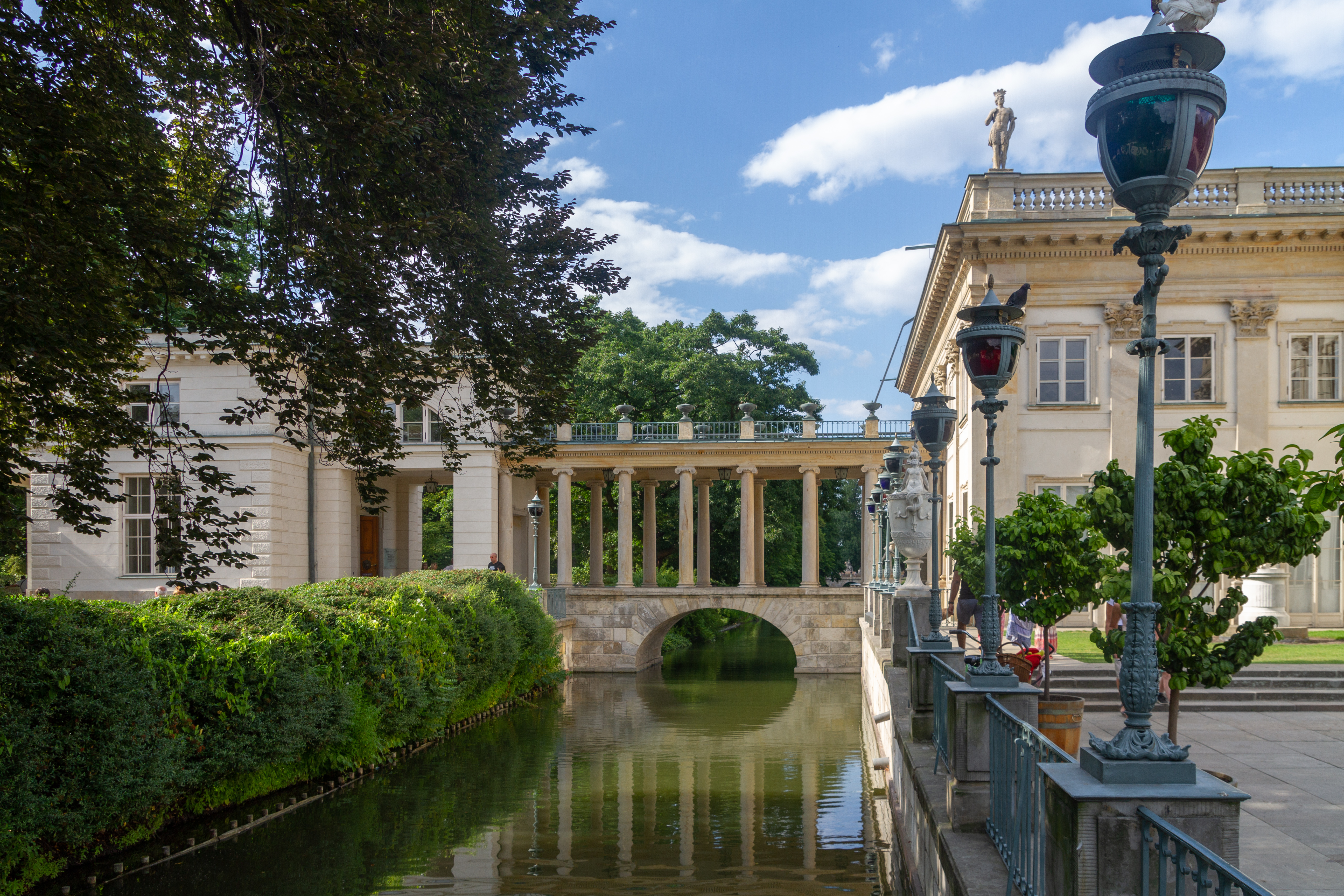
와지엔키 수상 왕궁
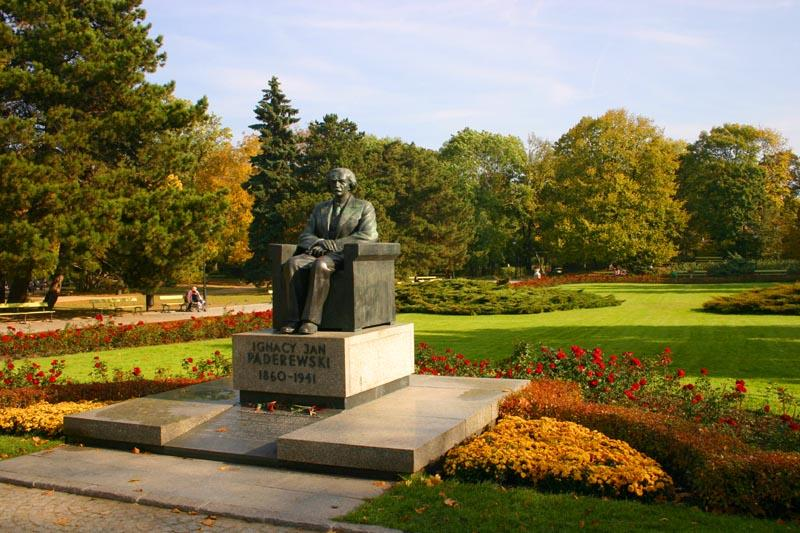
피아니스트 겸 정치가 이그나치 파데레프스키 상
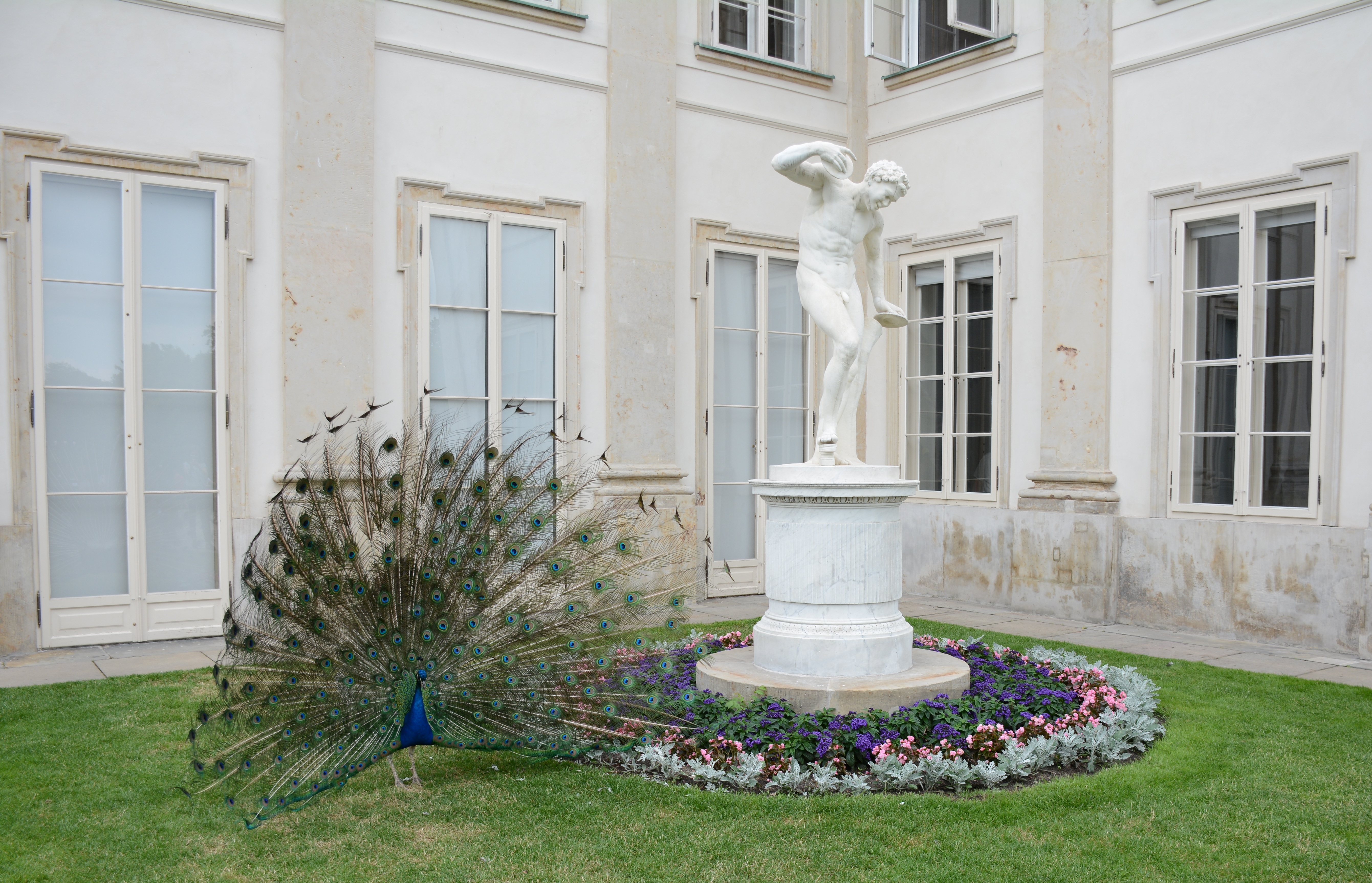
공원에 방목 중인 공작
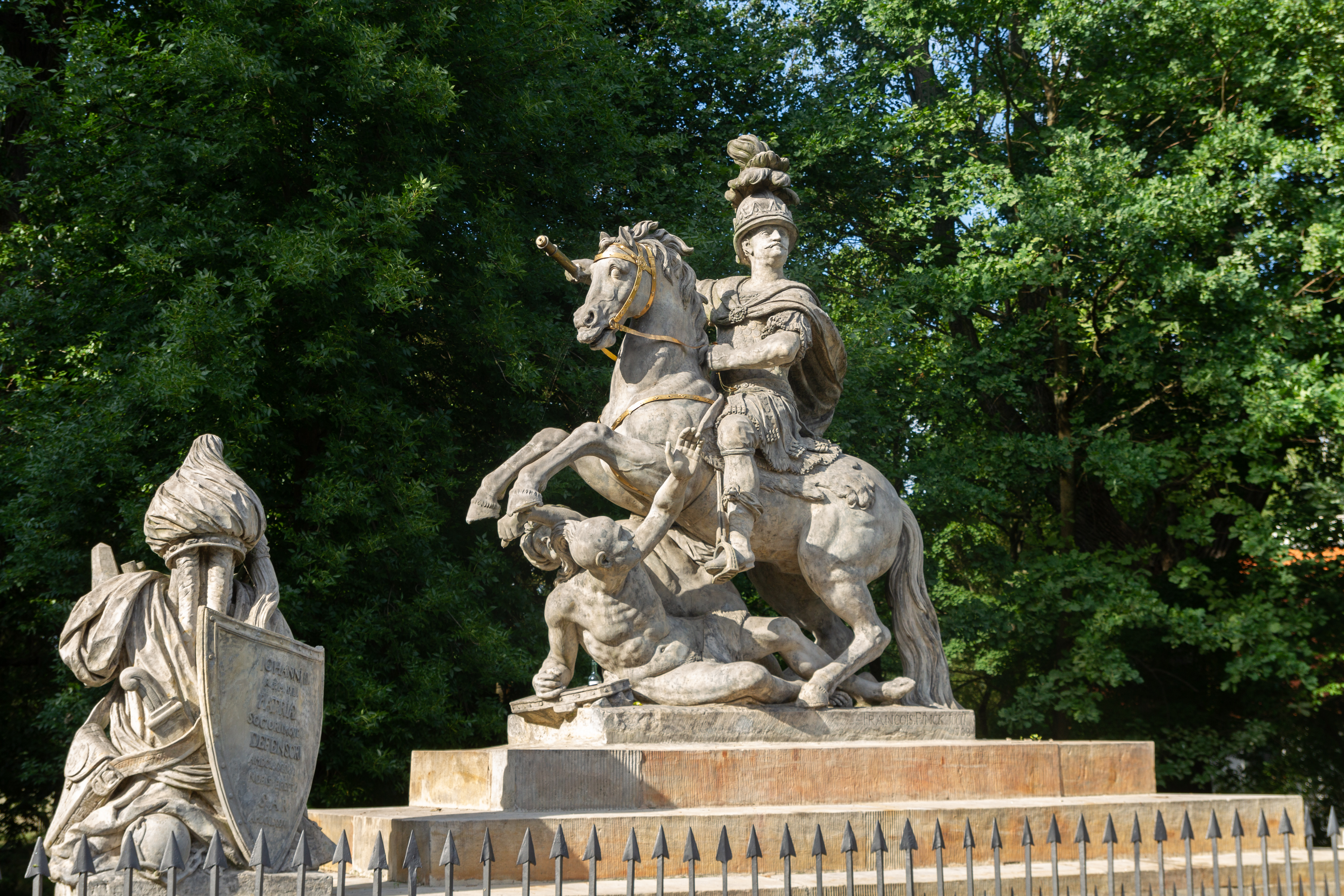
얀 3세 소비에스키 왕의 조각
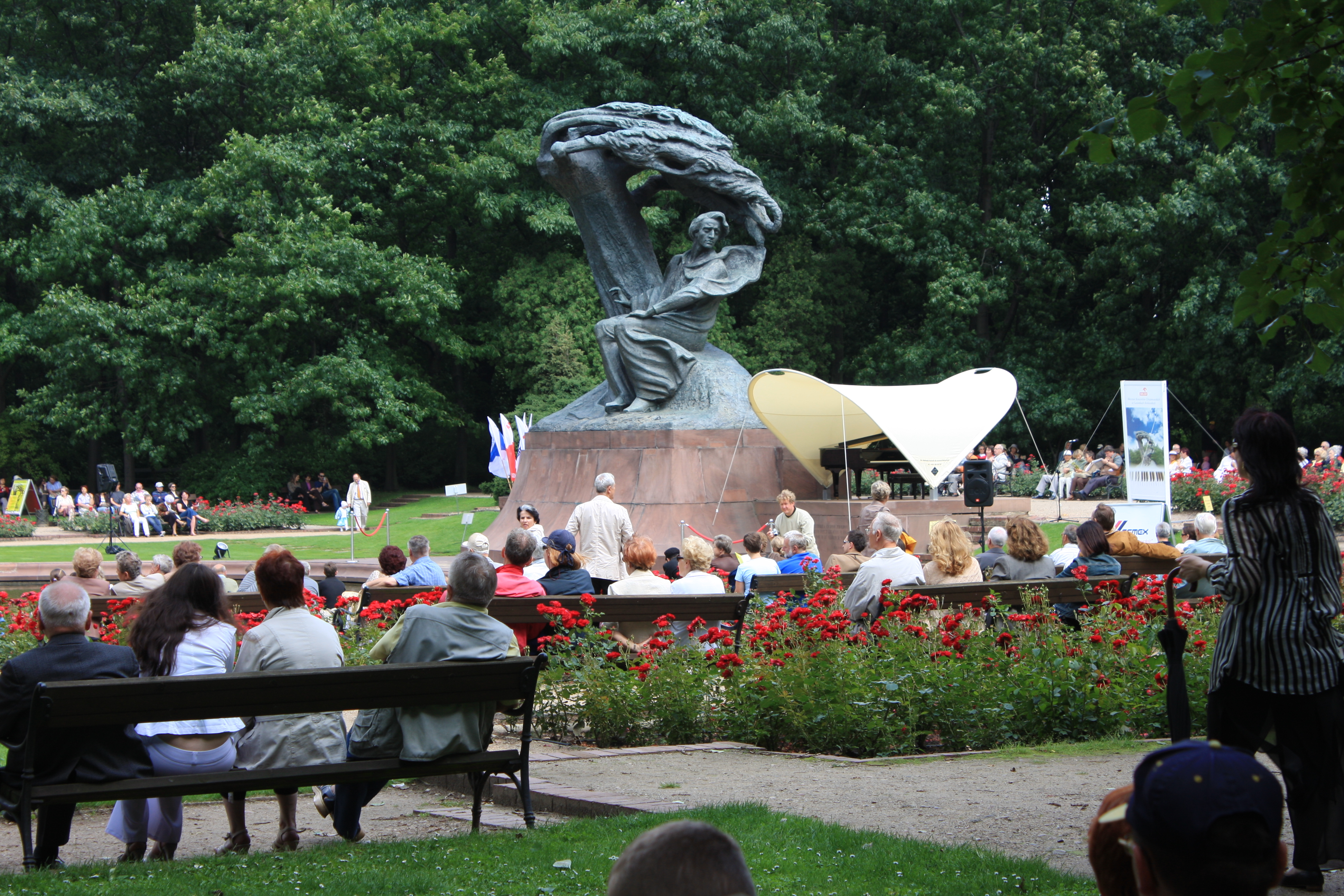
여름의 매주 일요일에 열리는 무료 야외 피아노 콘서트
신구(新舊) 폴란드 기병 상
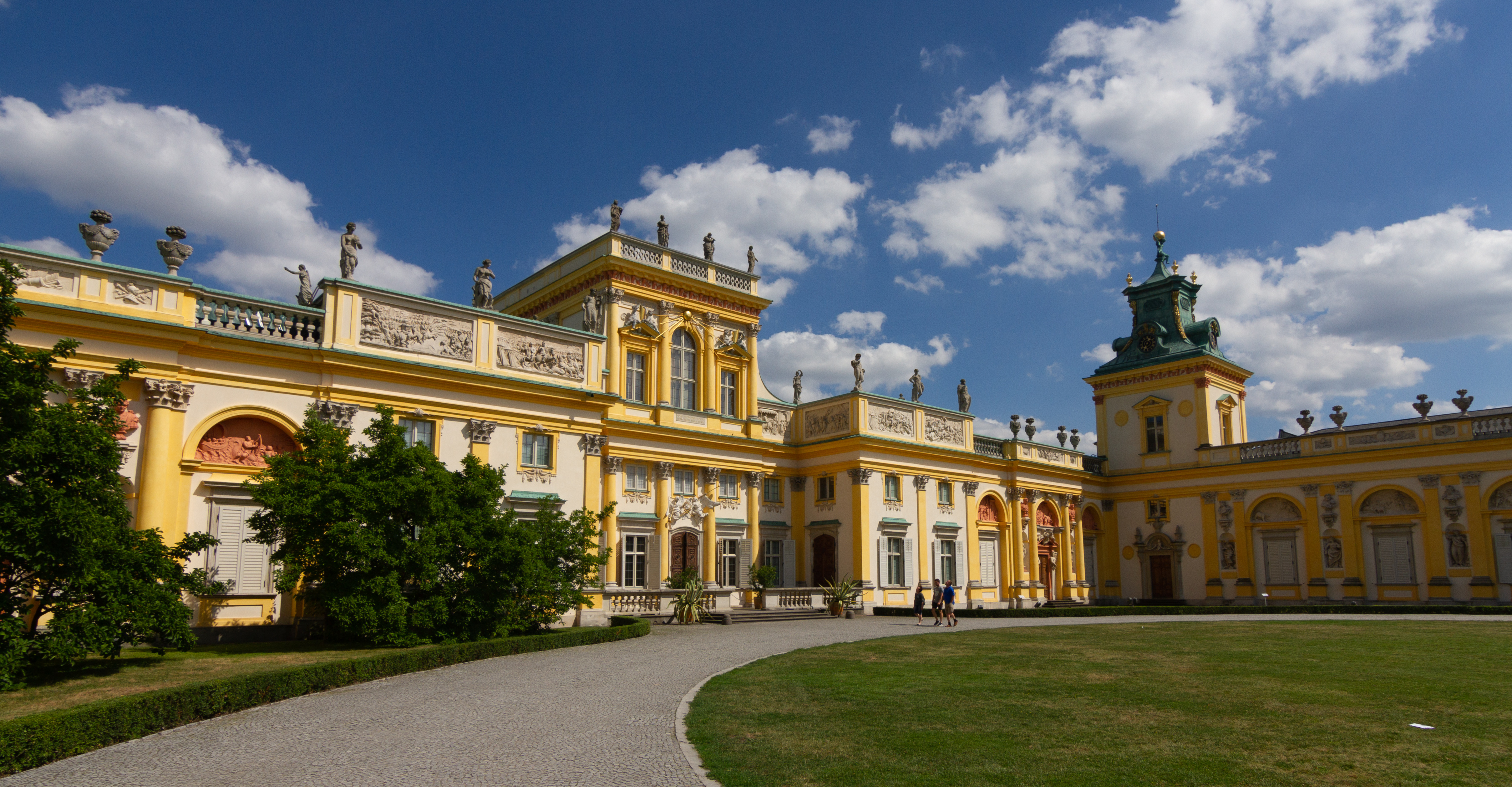
빌라누프 왕궁
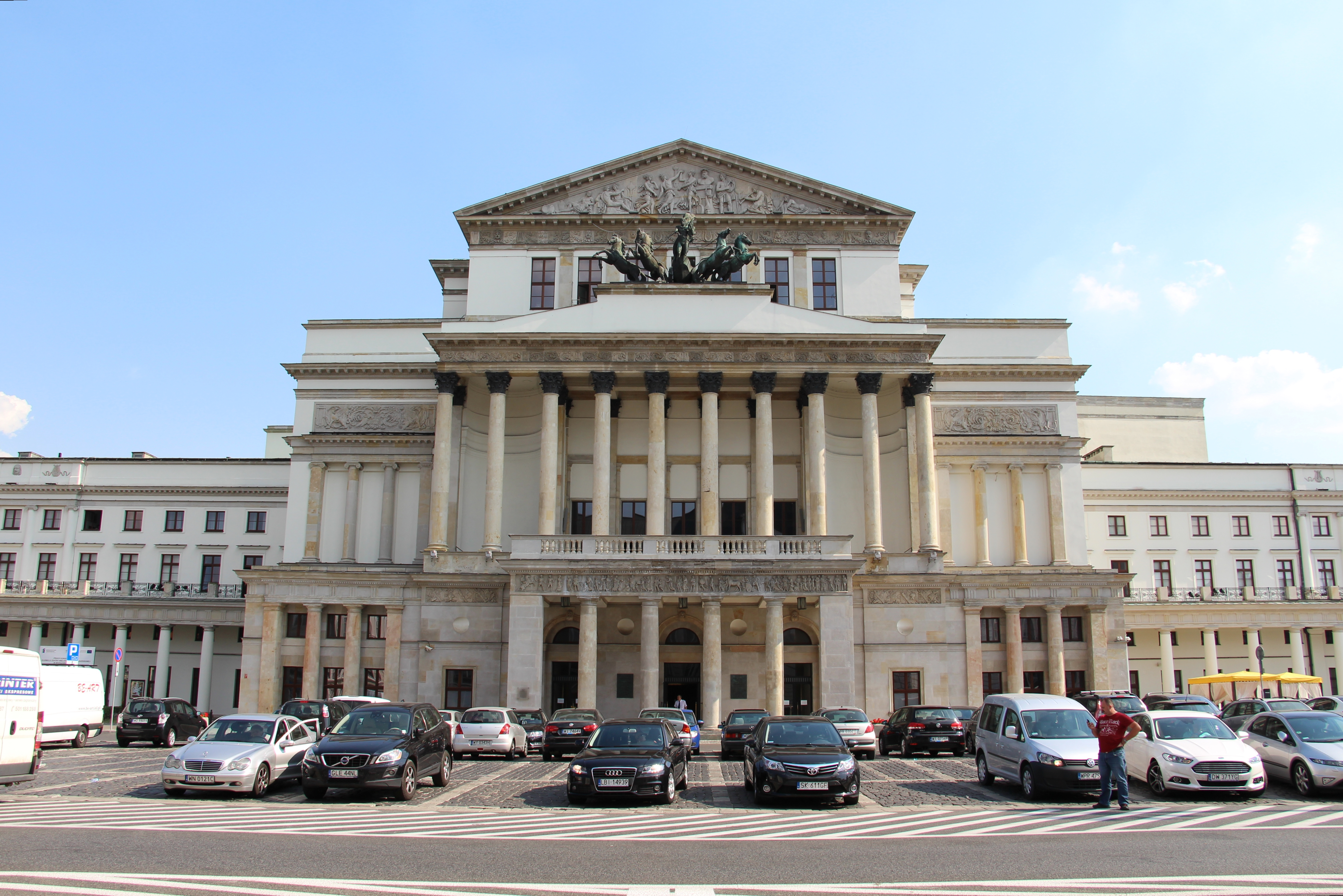
바르샤바 대극장
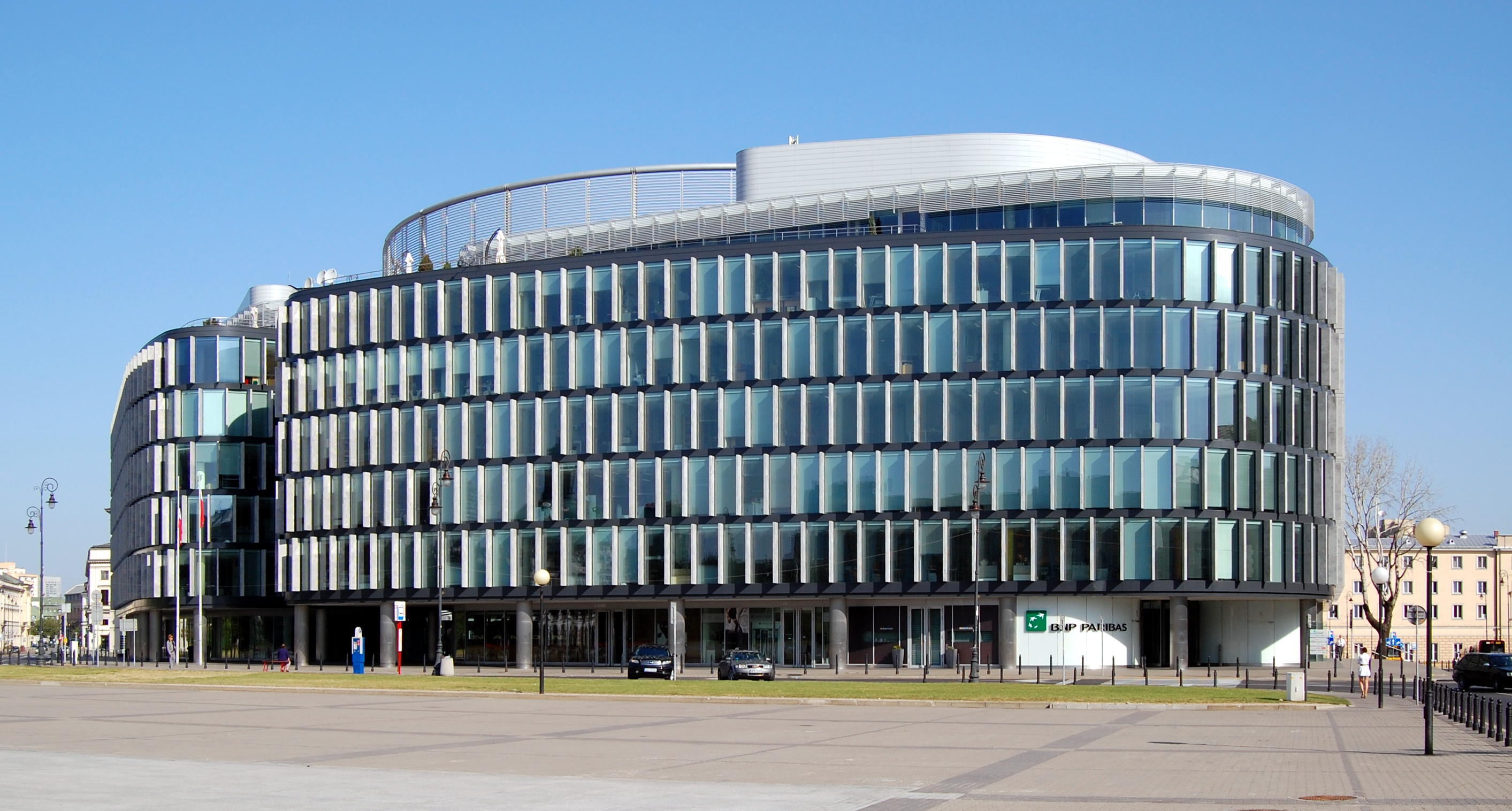
메트로폴리탄 빌딩
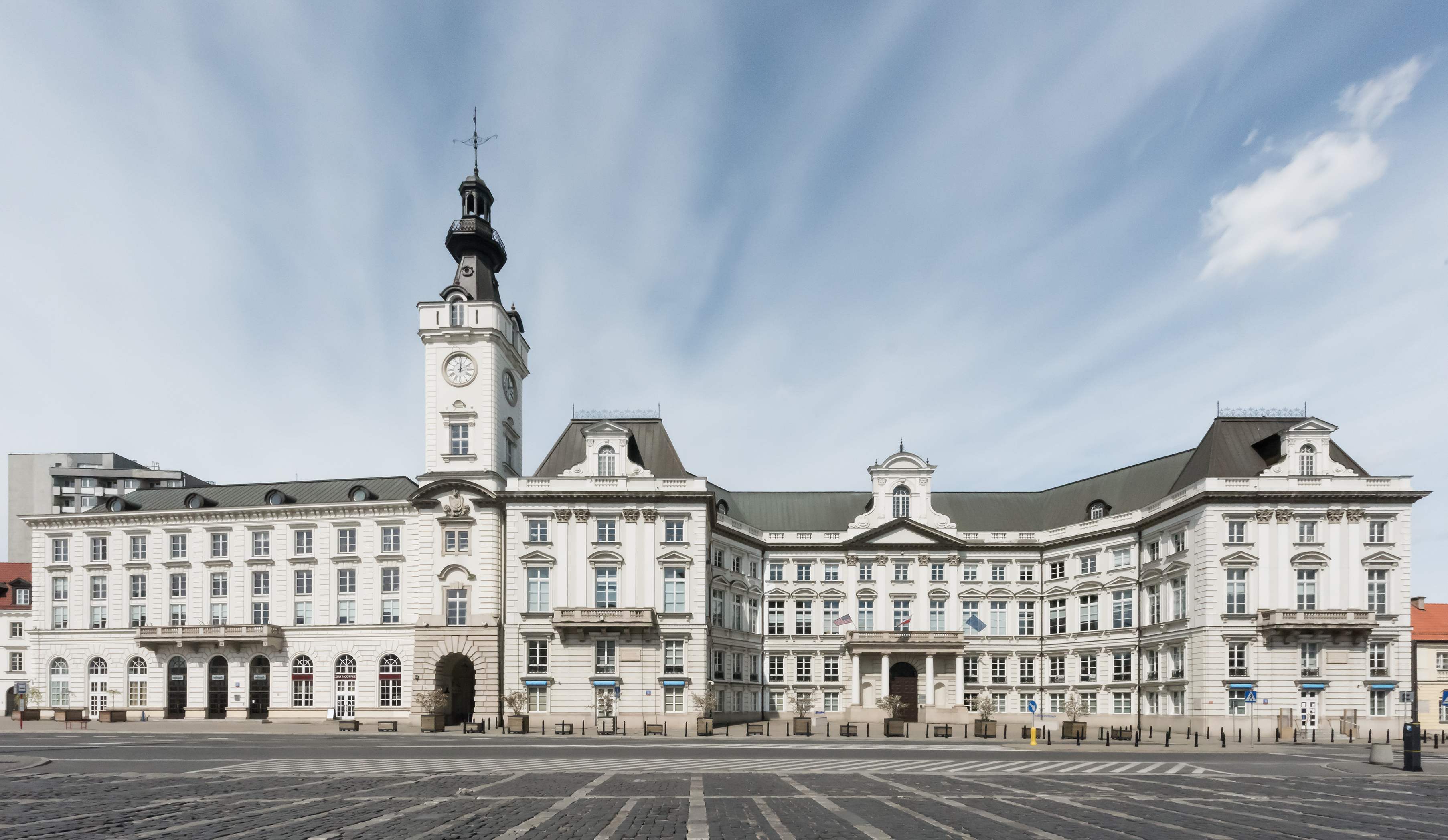
야브워노프스키 궁전
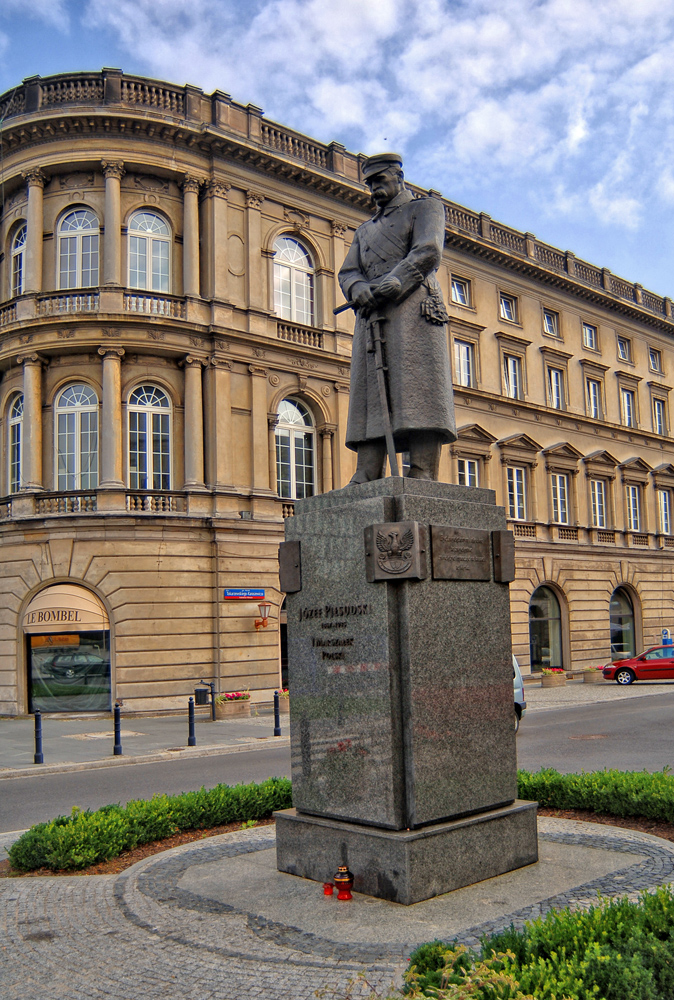
피우수드스키 광장(독립 광장)과 피우수드스키 상
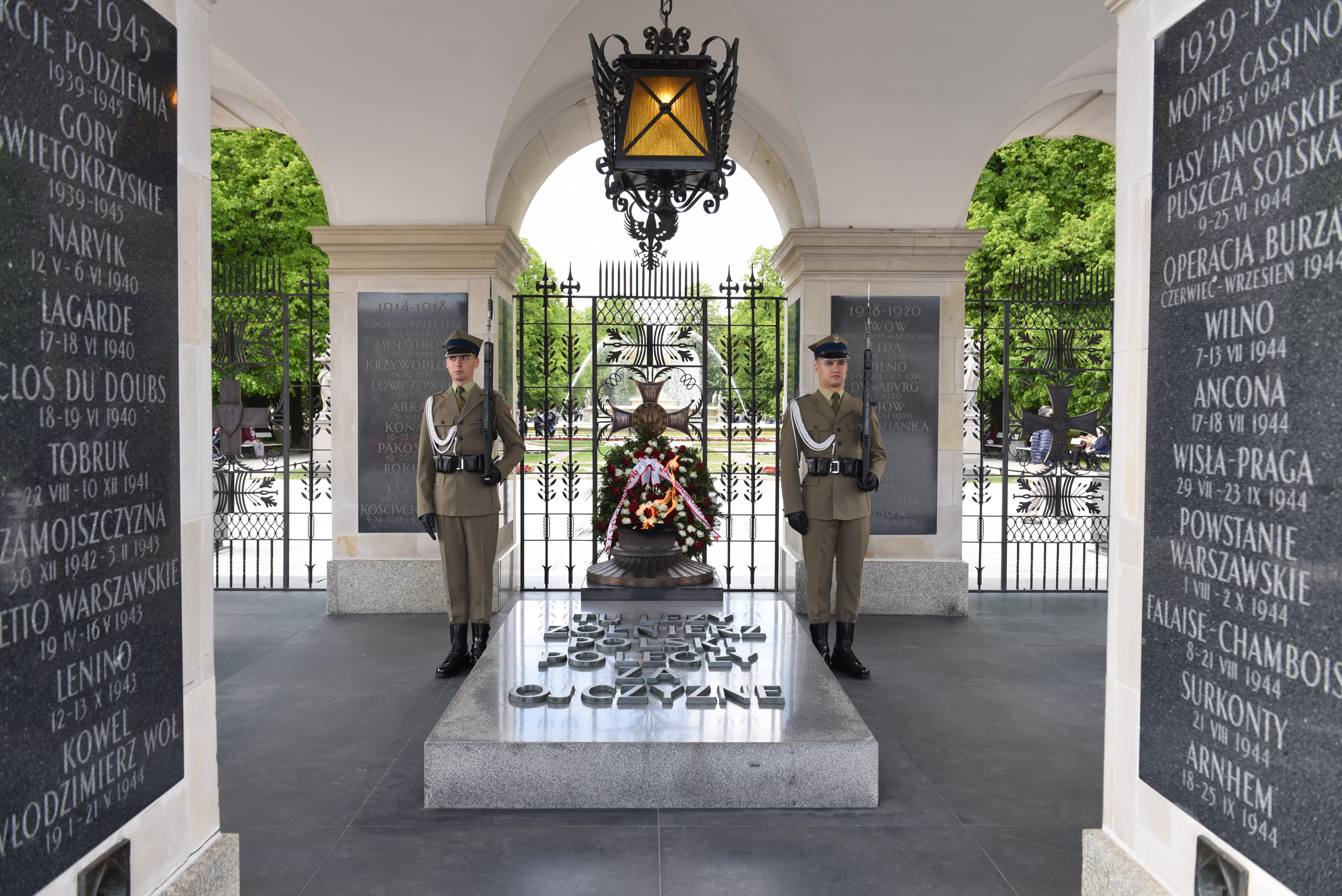
무명 용사의 무덤
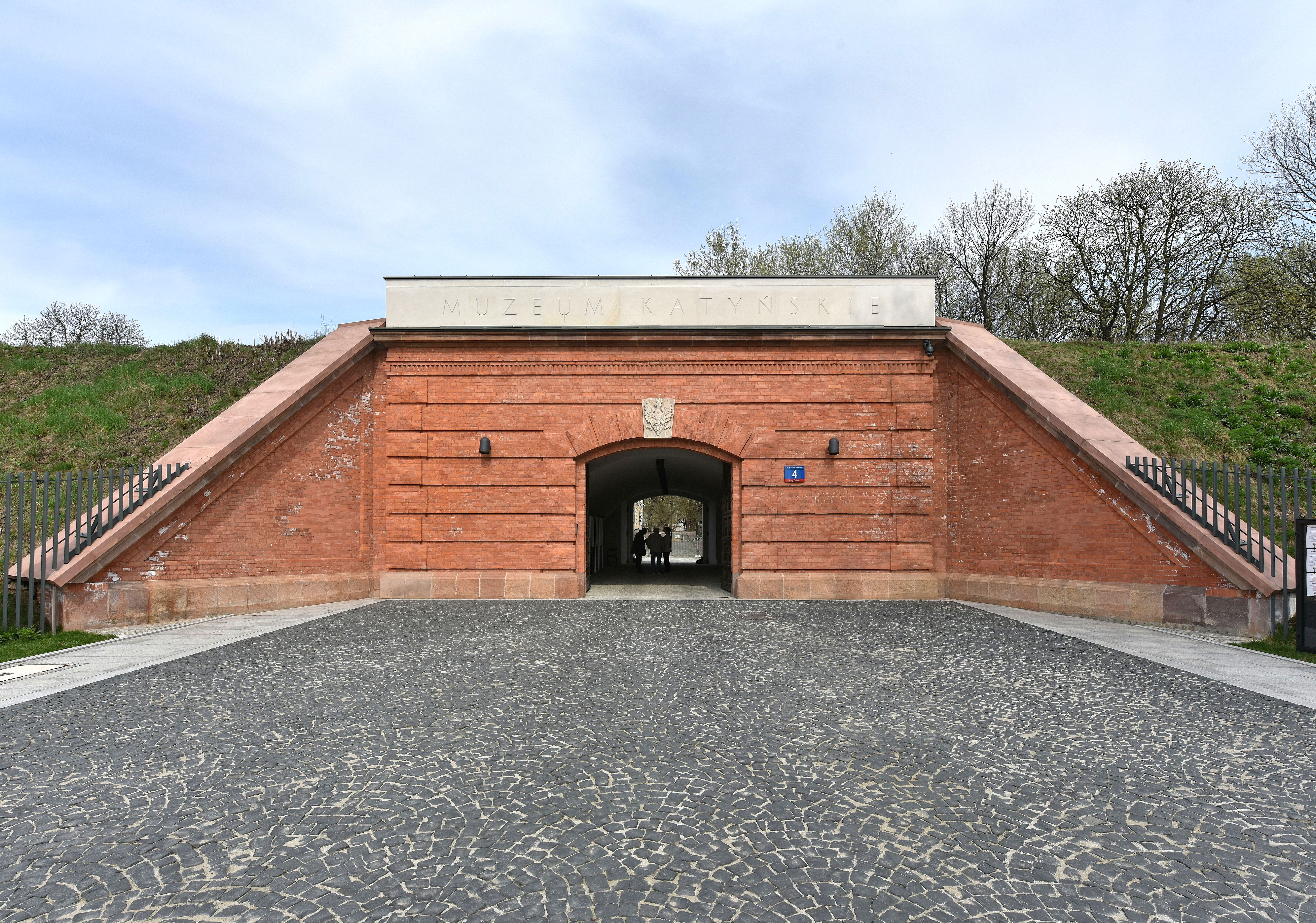
치타델라
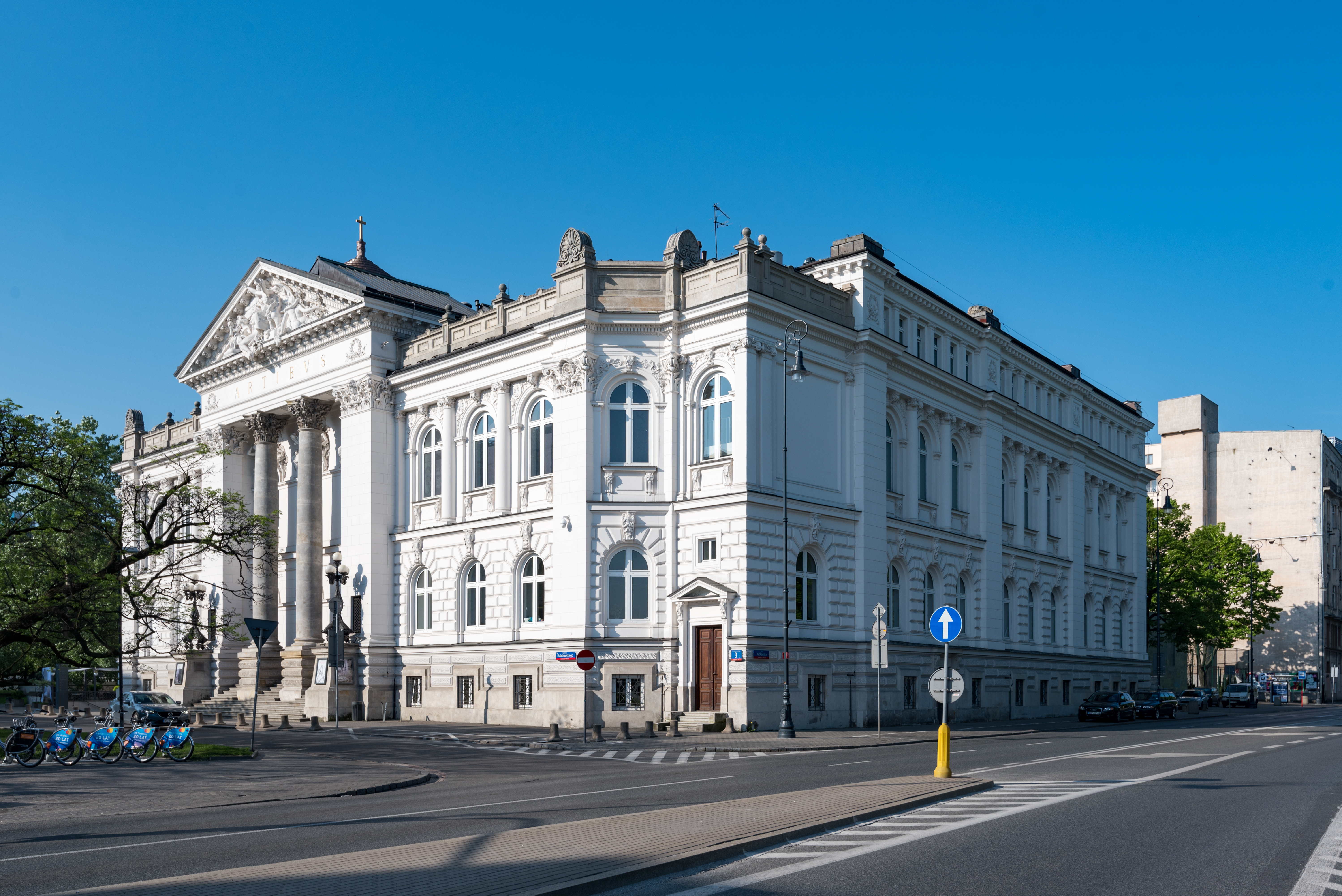
자헹타 국립미술관
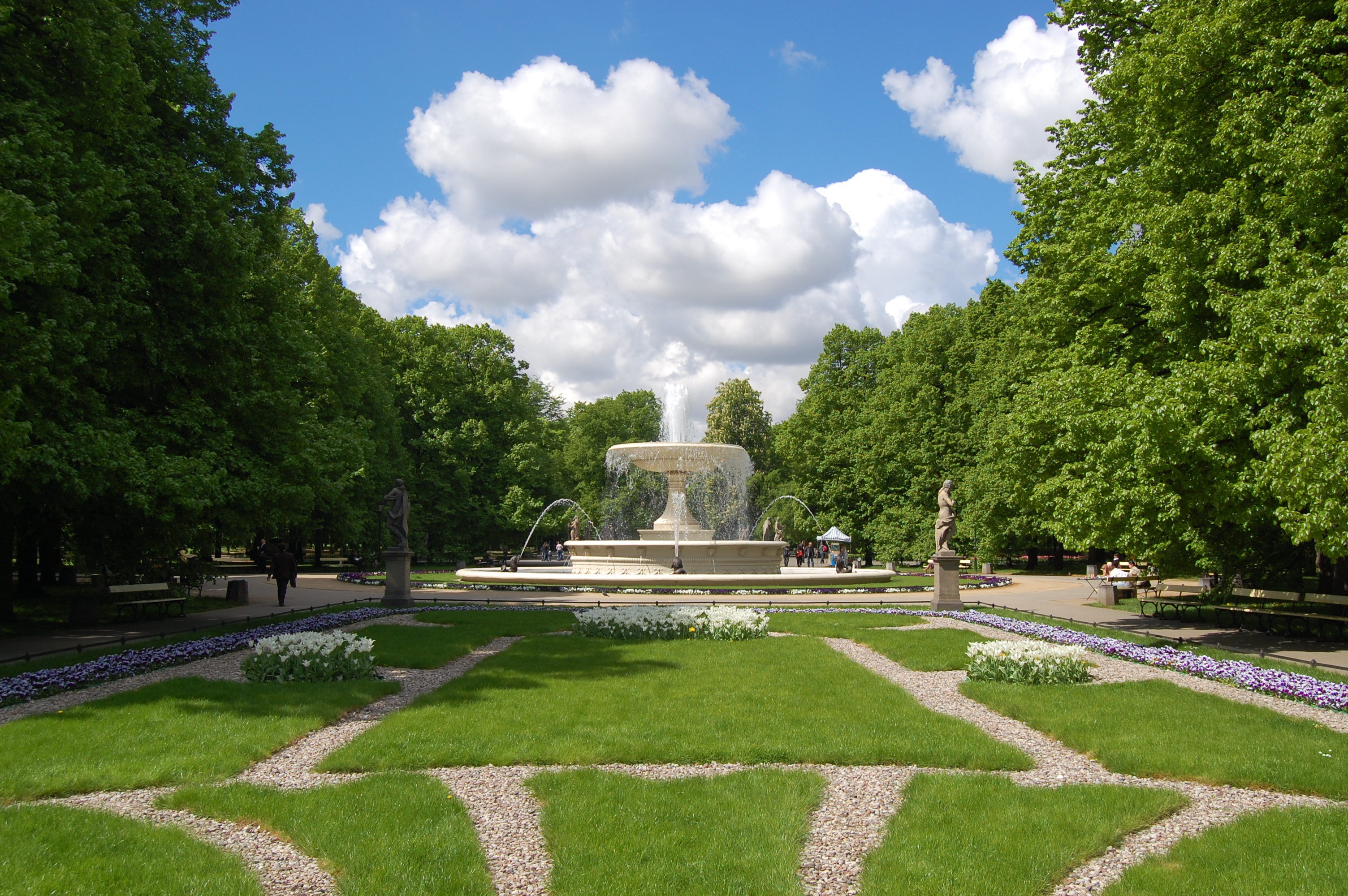
사스키(작센) 공원
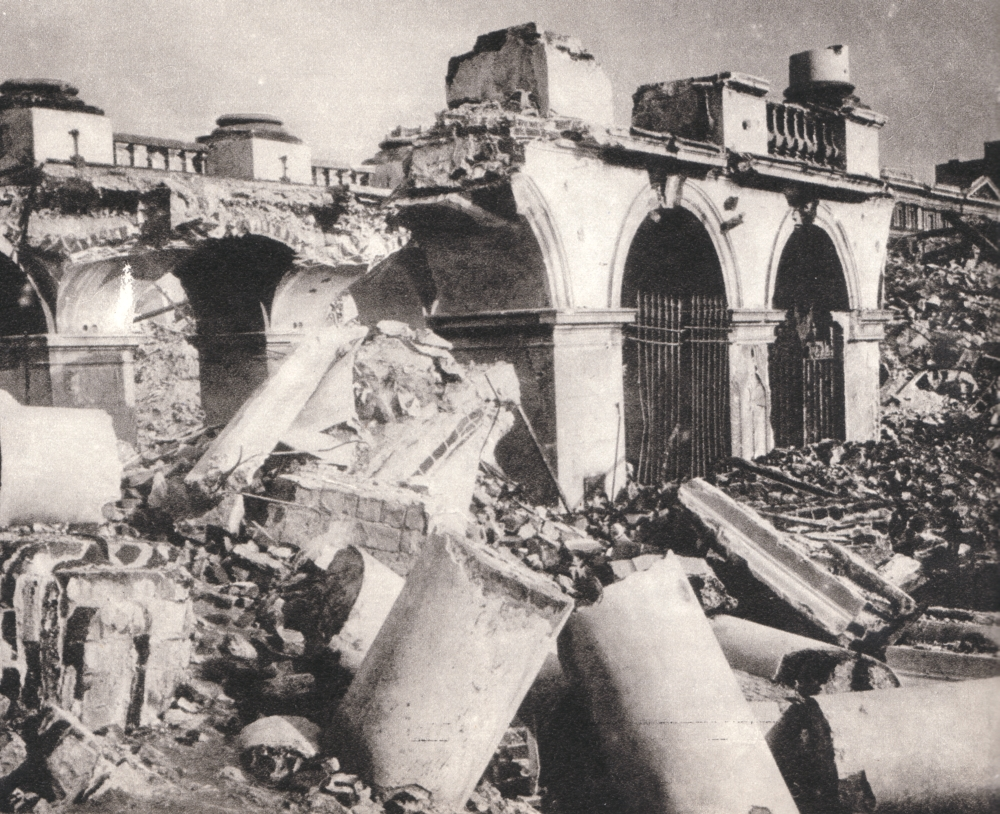
1944년 독일군에게 파괴된 사스키(작센) 궁전
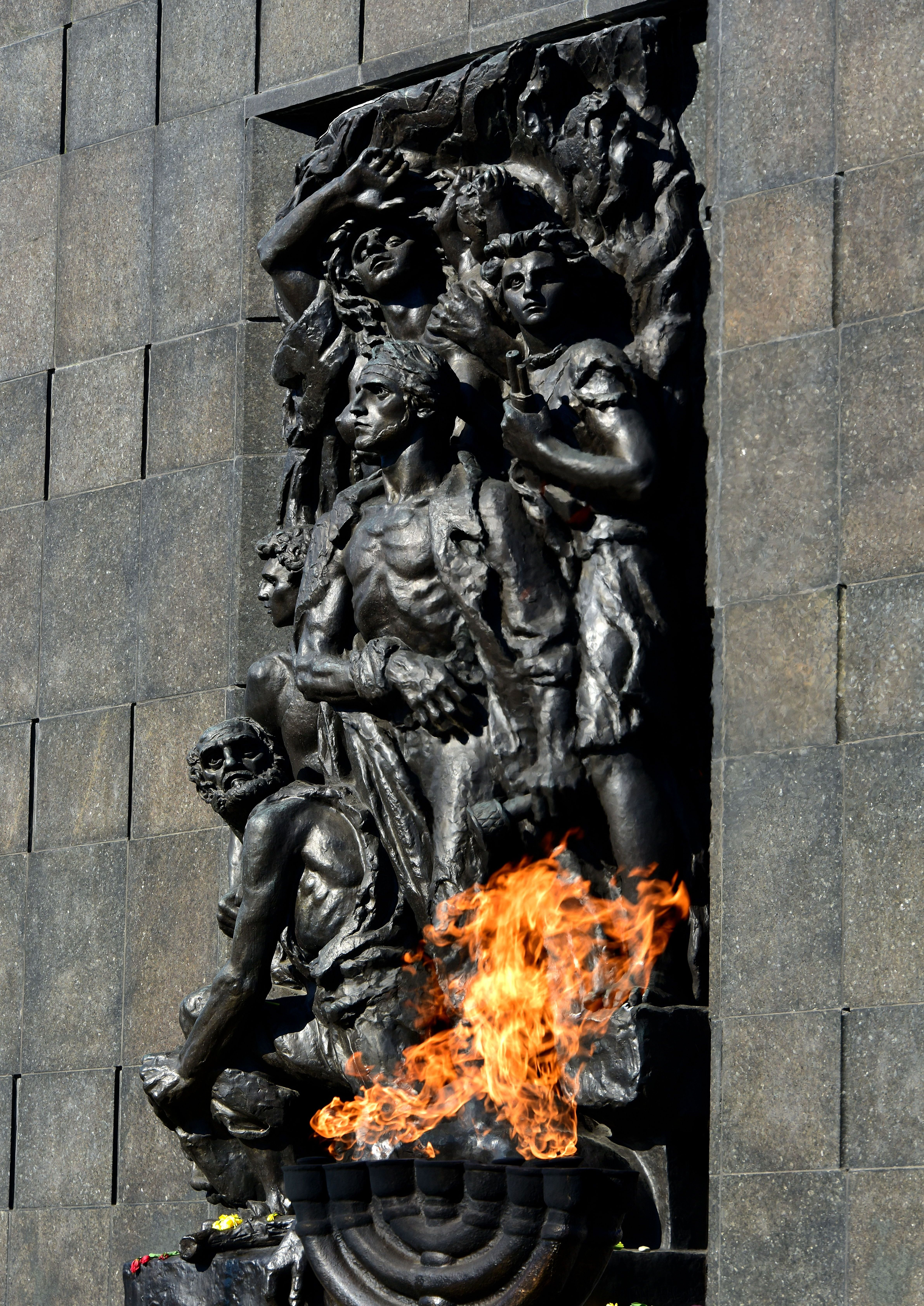
바르샤바 게토 봉기 기념비
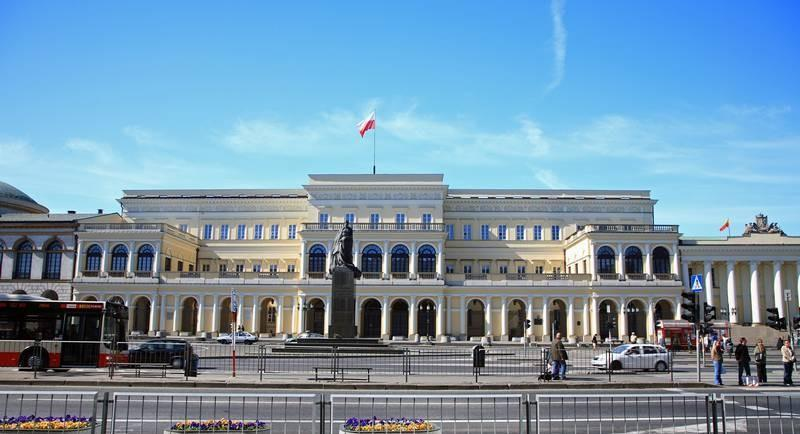
은행 광장의 금융 위원 궁전 신고전주의 양식의 대표적 건축물
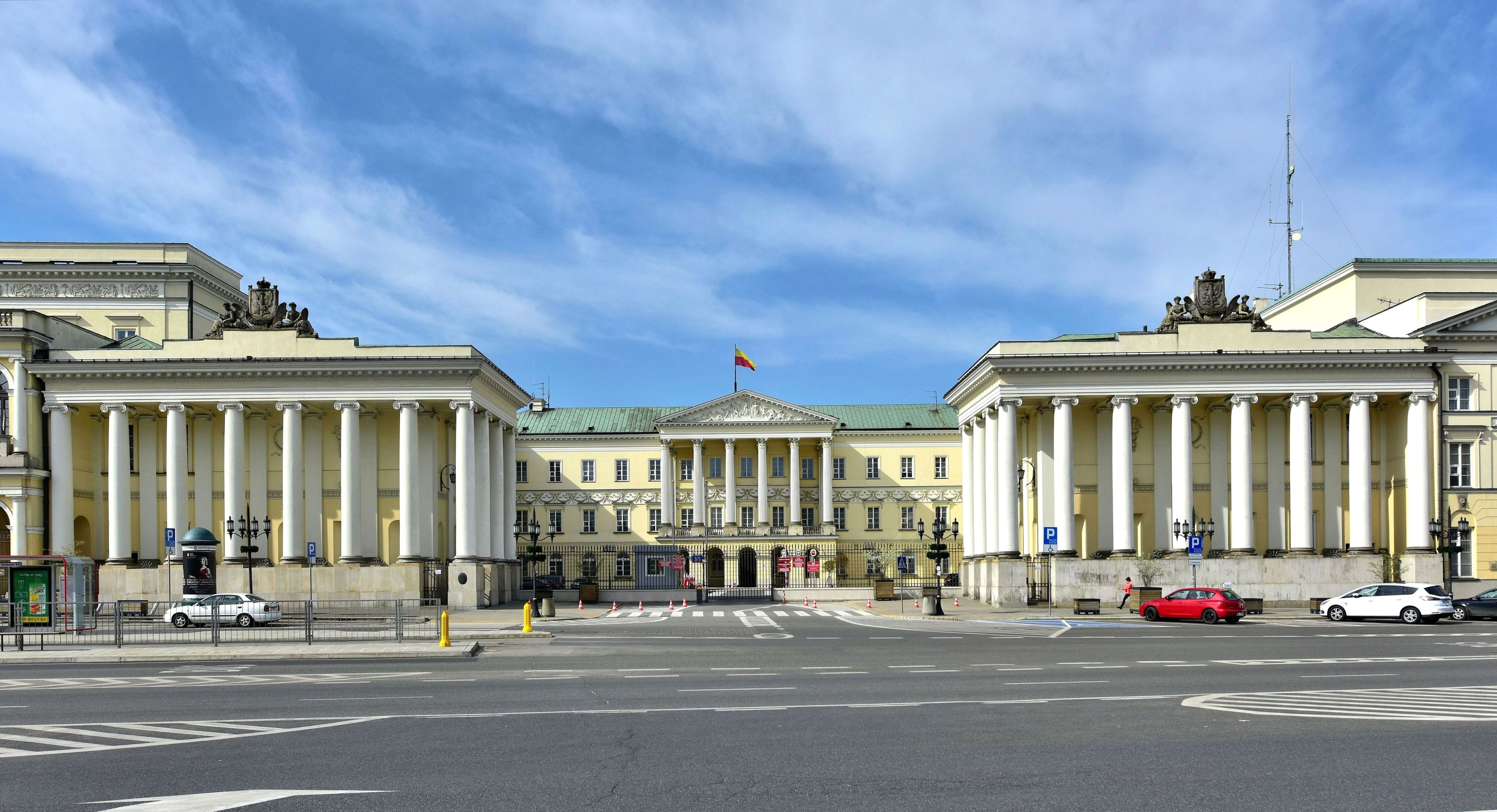
마조프셰주 청사 신고전주의 양식의 대표적 건축물
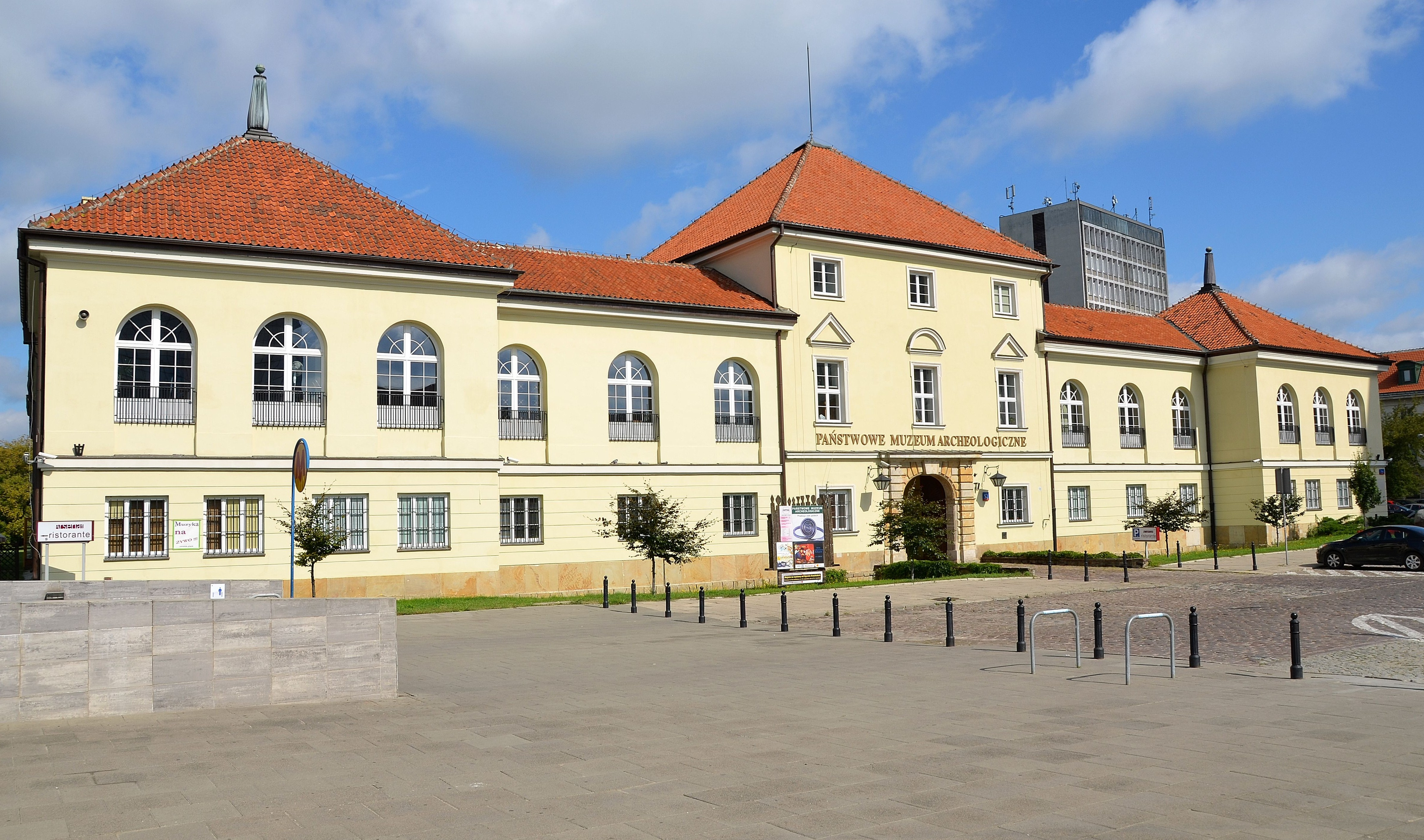
옛 병영(고고학박물관)
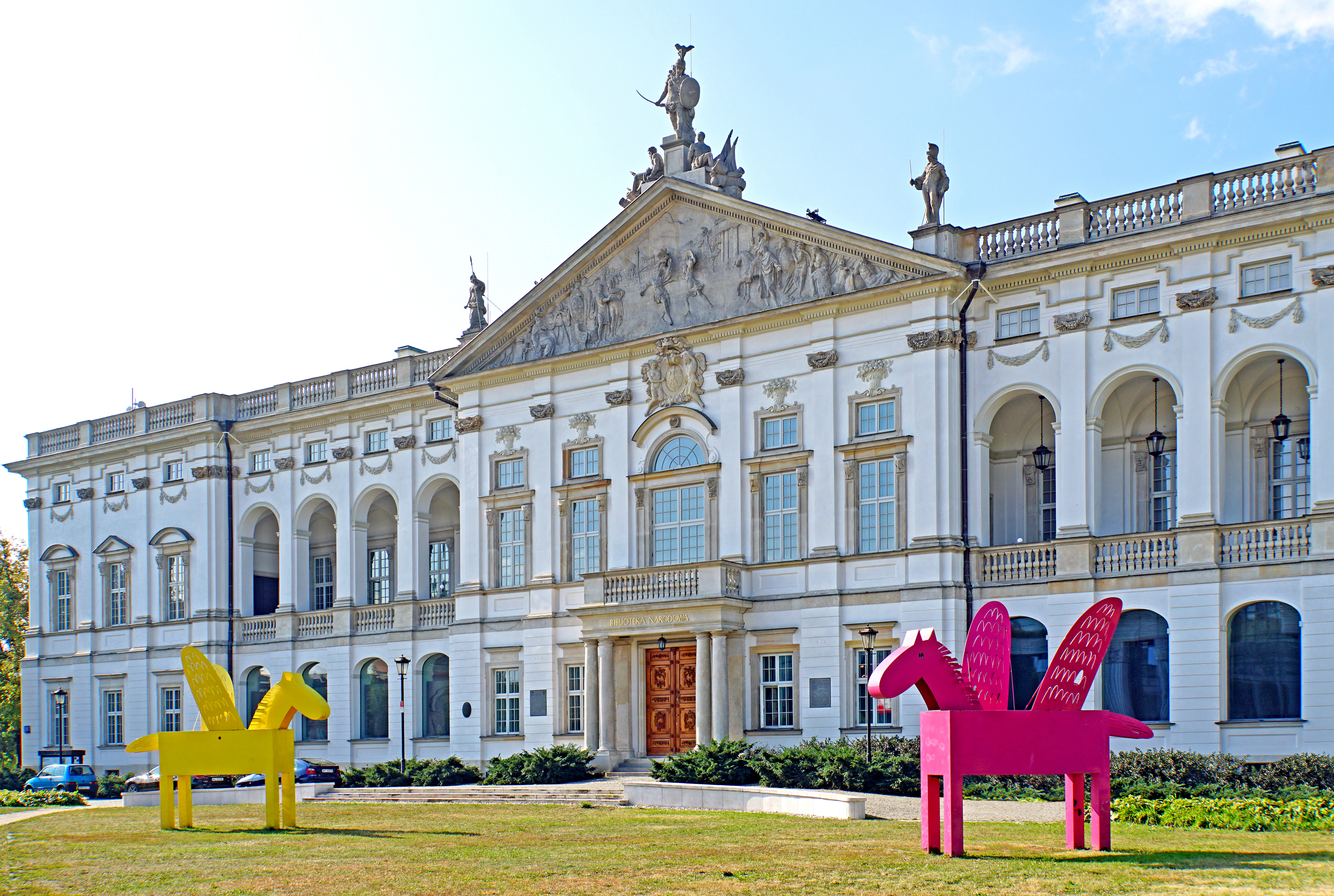
크라신스키 궁전
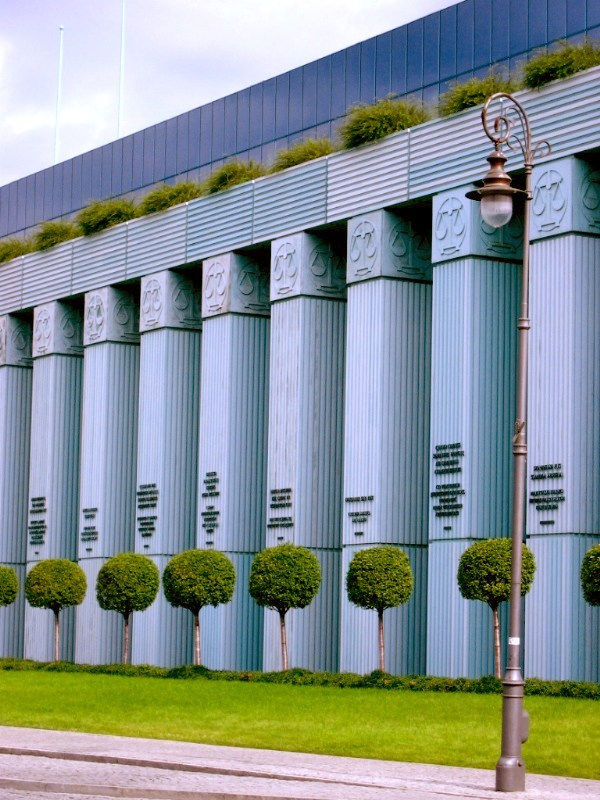
최고재판소
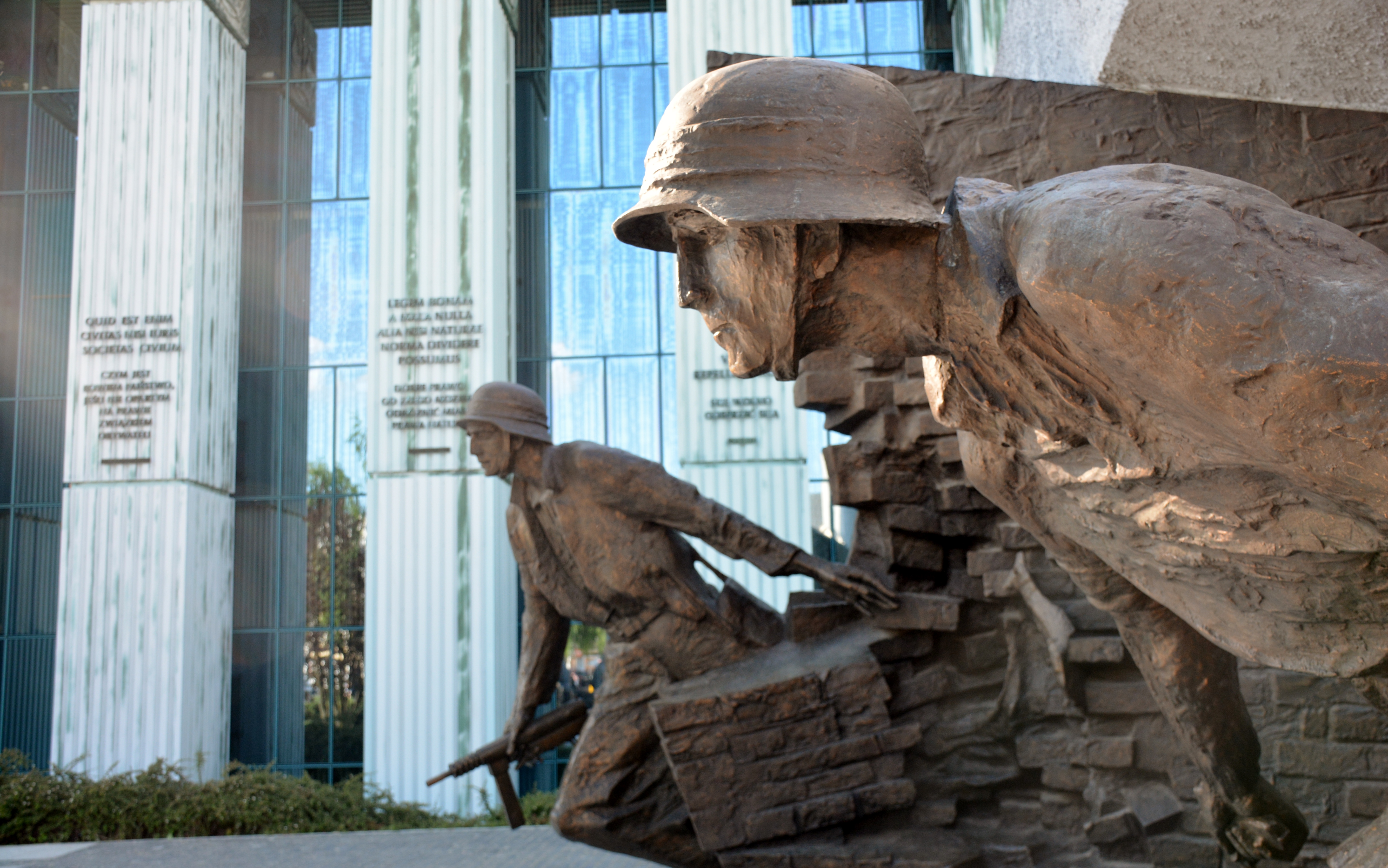
1944년 바르샤바 봉기 기념비
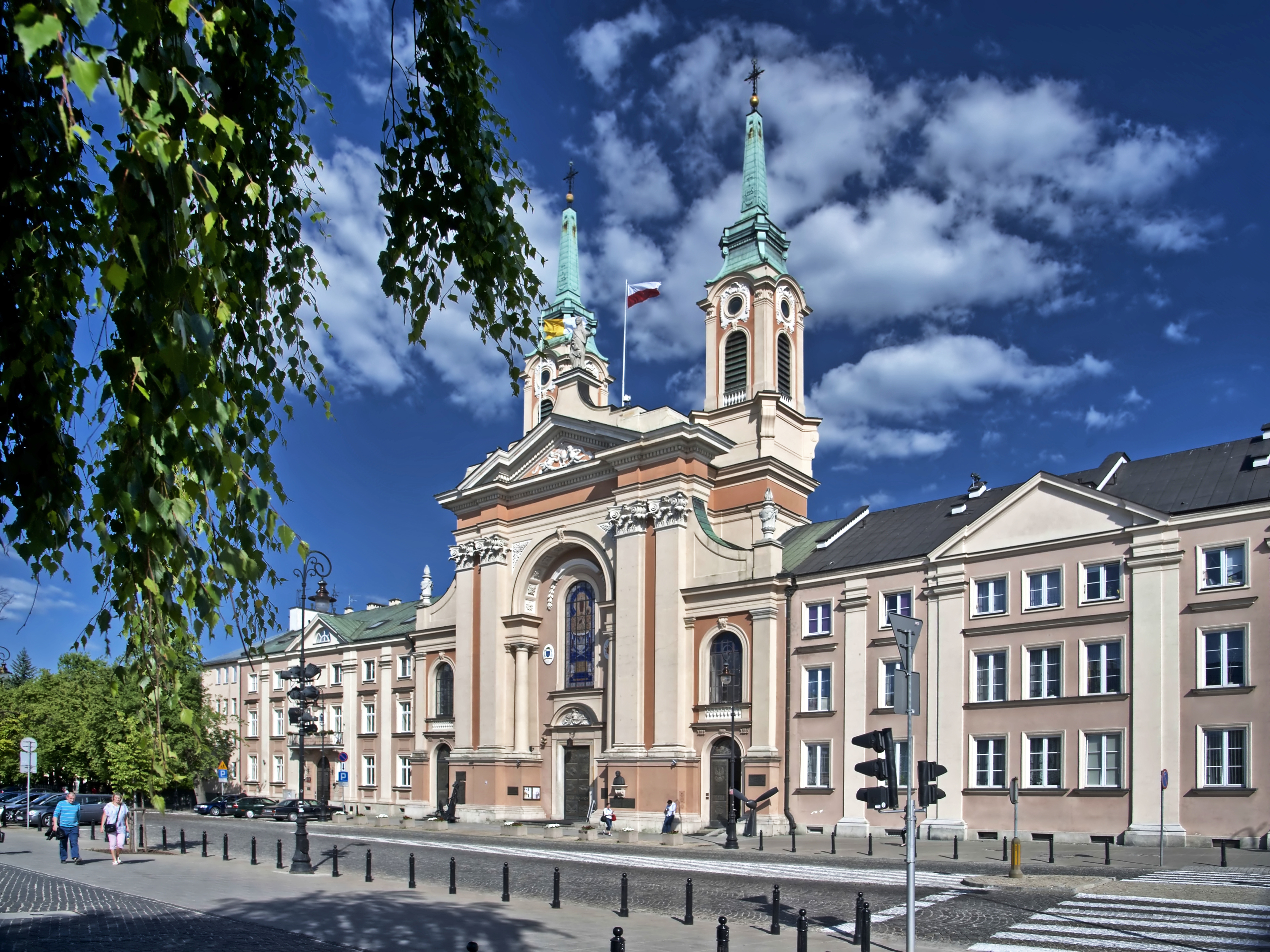
성 마리아 교회
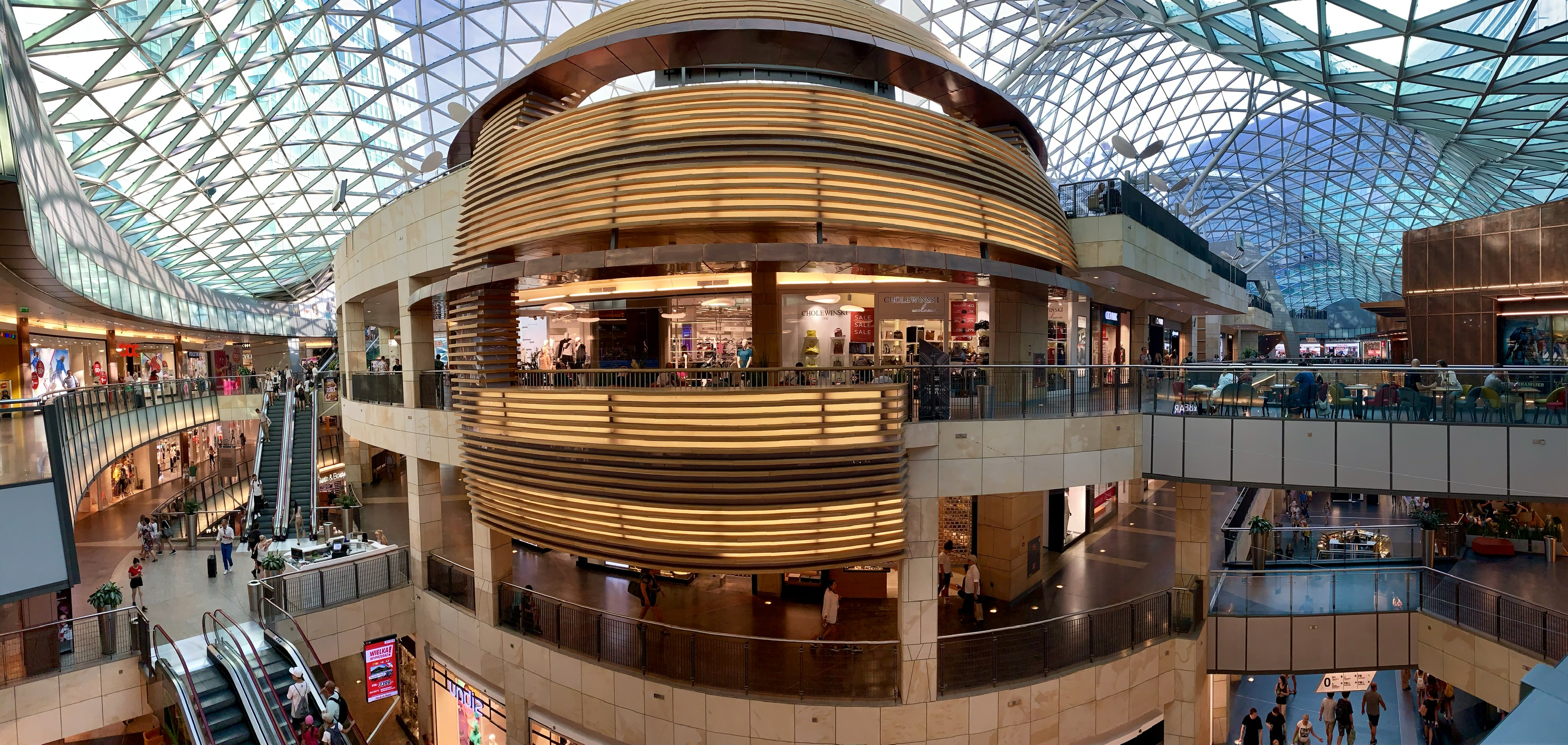
중앙역 근처 황금 거리에 있는 쇼핑센터 즈워테 타라시(골든 테라스)
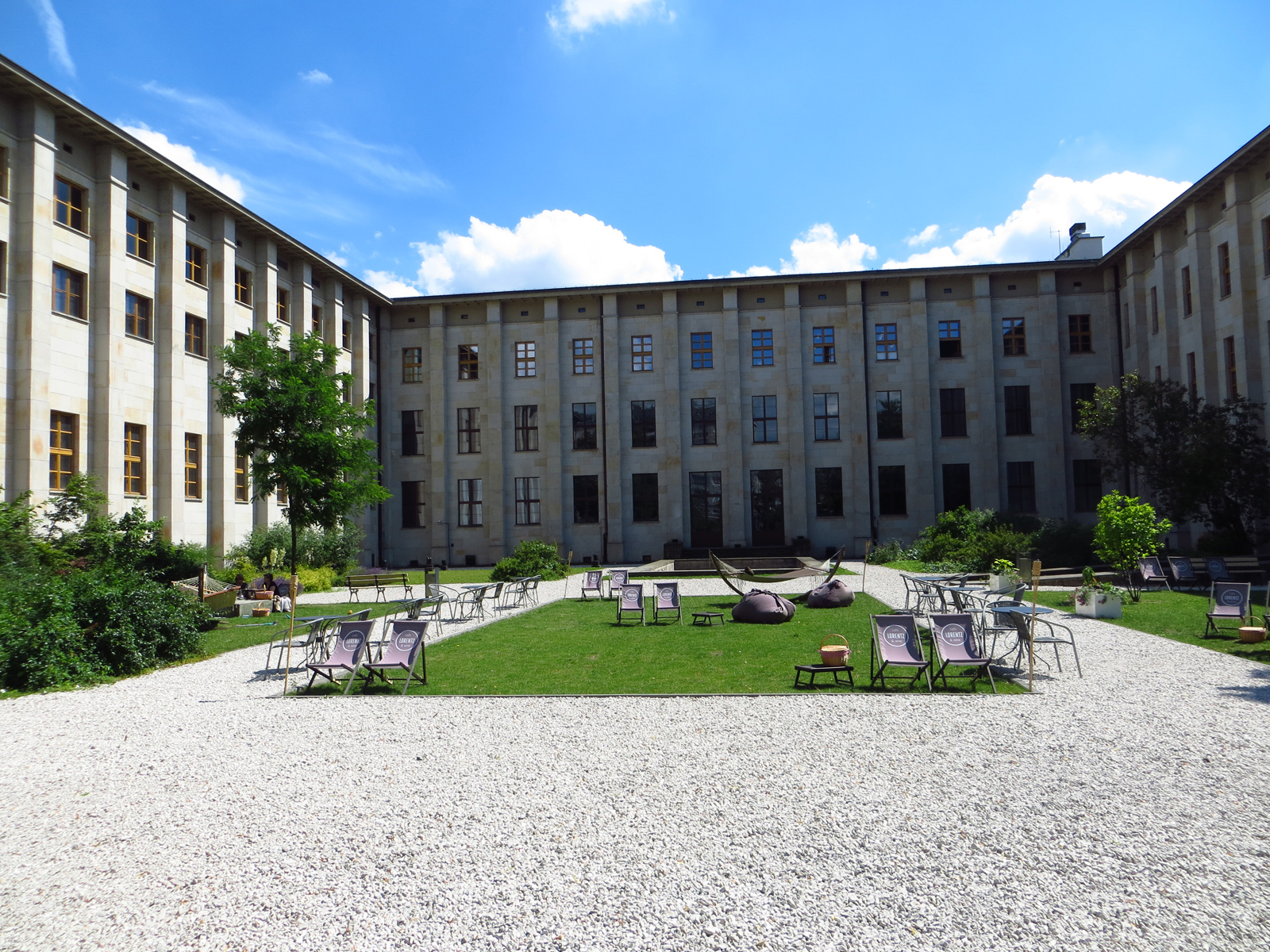
바르샤바 국립박물관
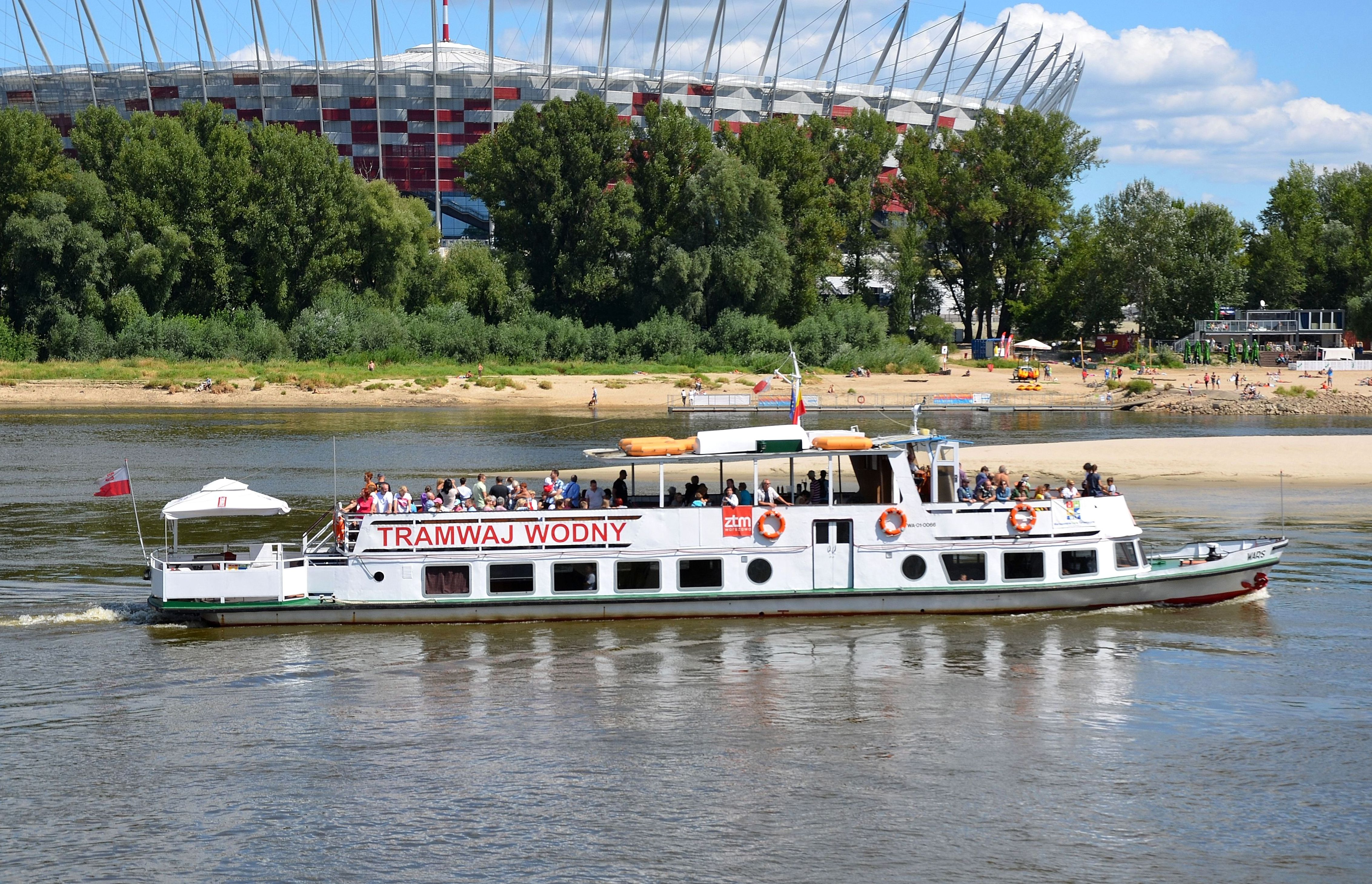
수상버스 수상트램(Tramwaj Wodny)이라고 부른다.
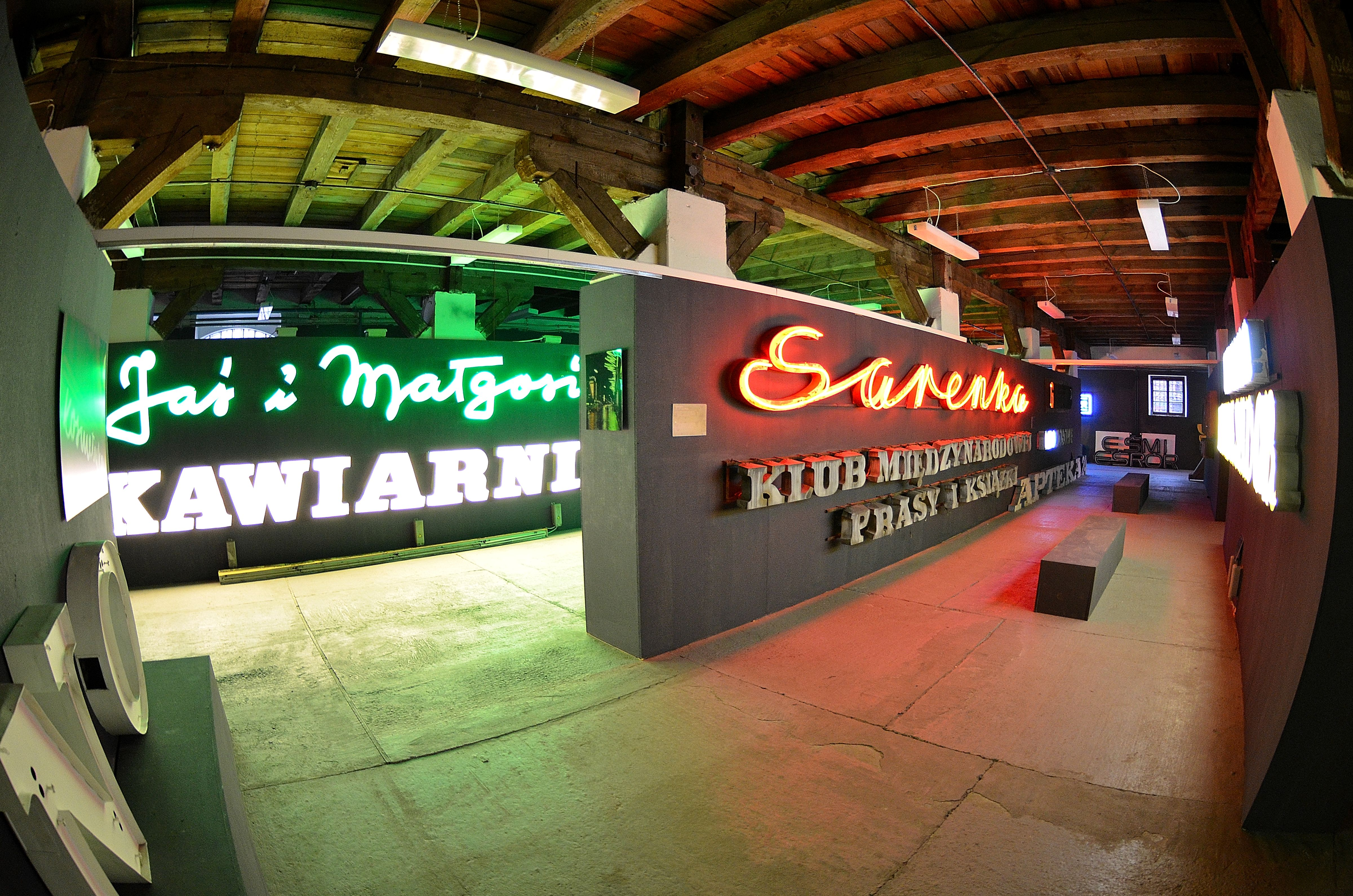
프라가의 네온박물관
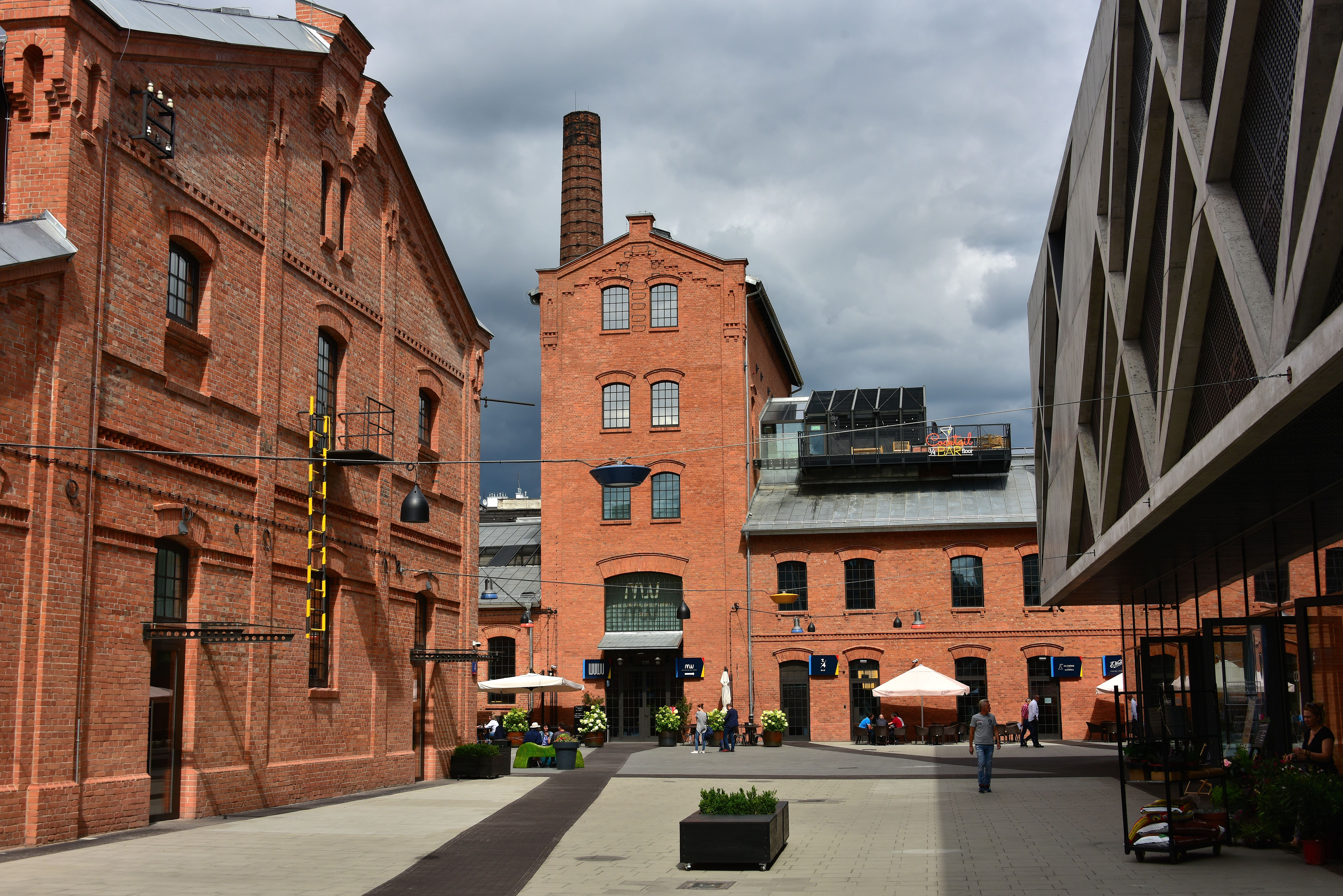
코네세르 프라가 센터
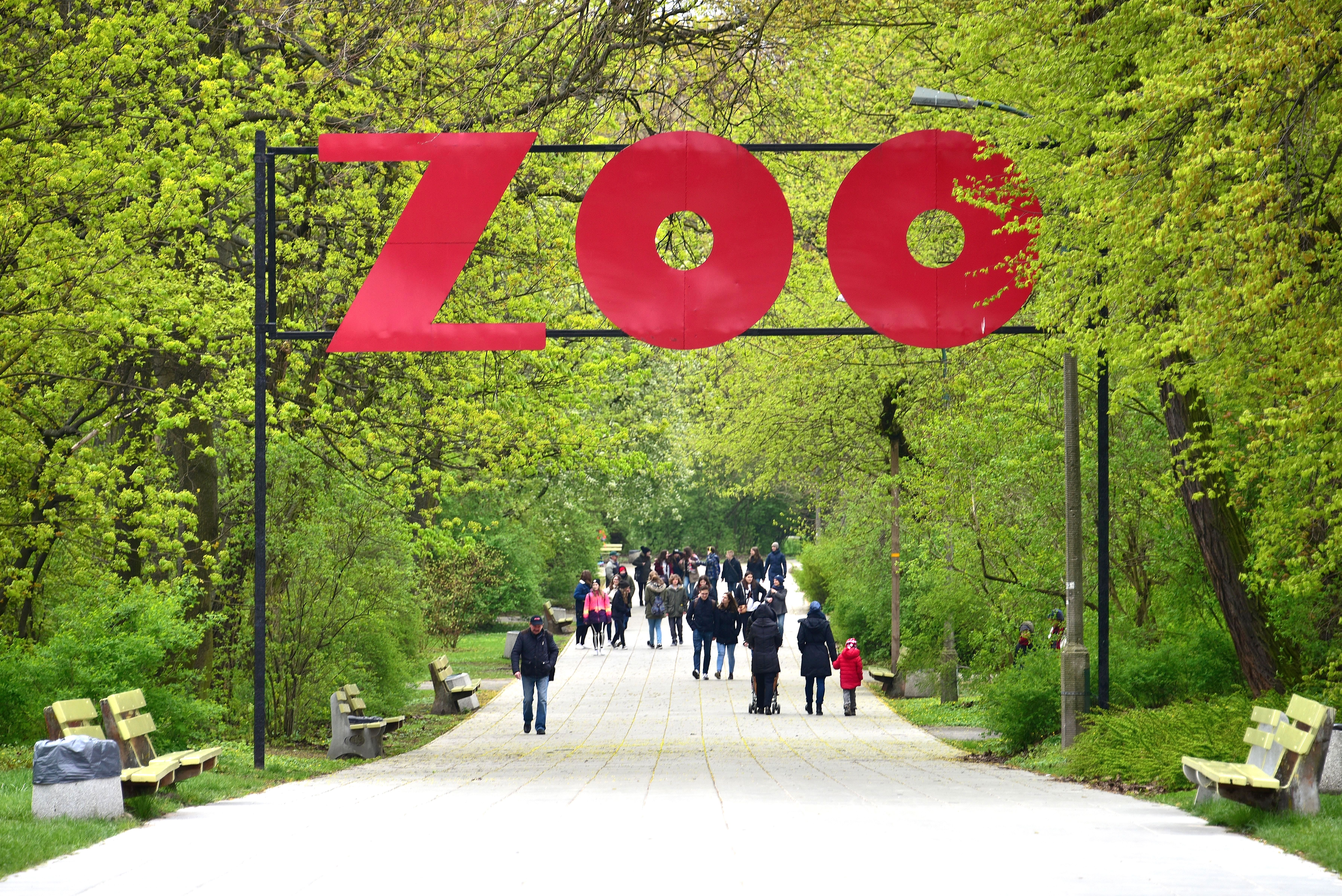
바르샤바 동물원
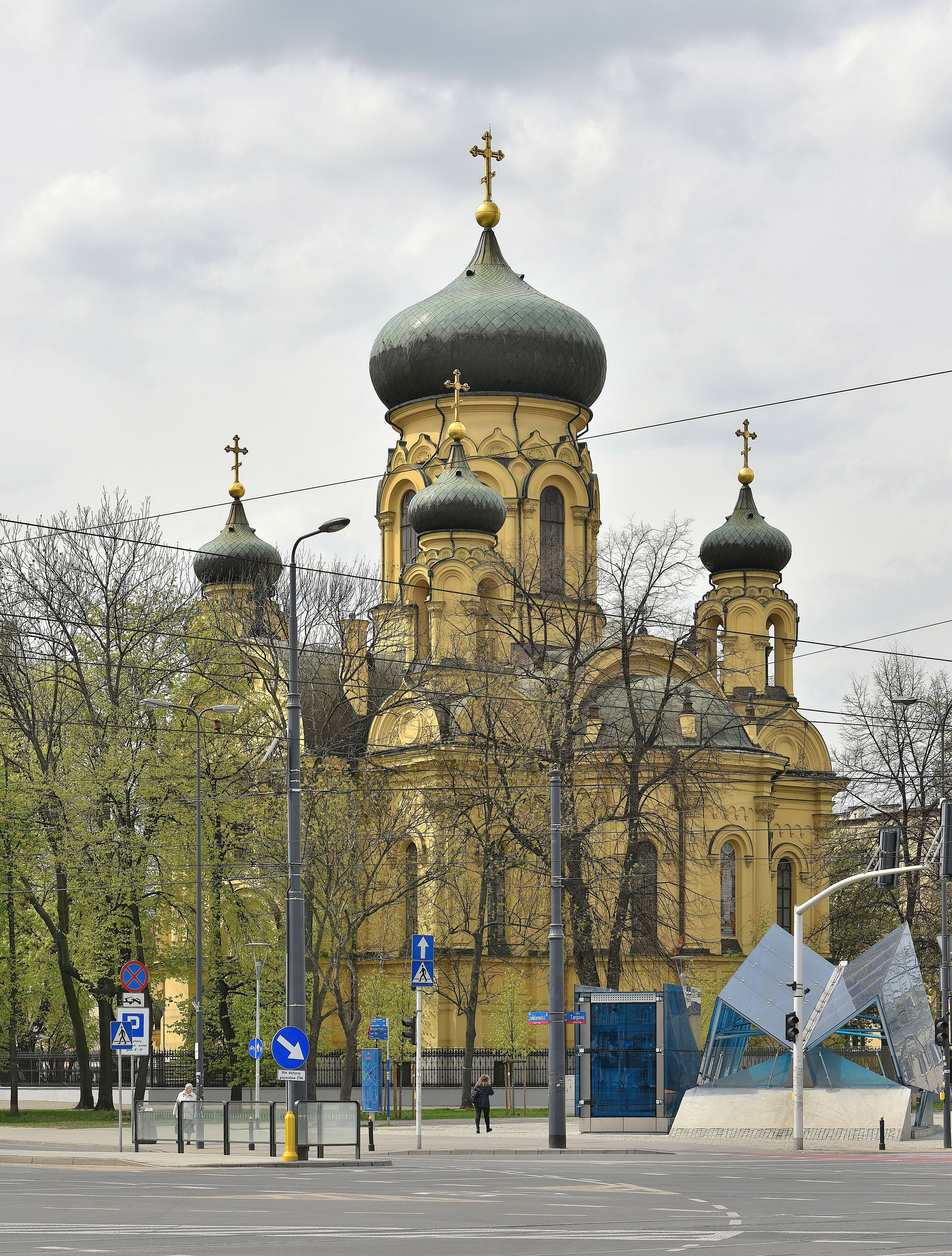
성 마리아 막달레나 대성당
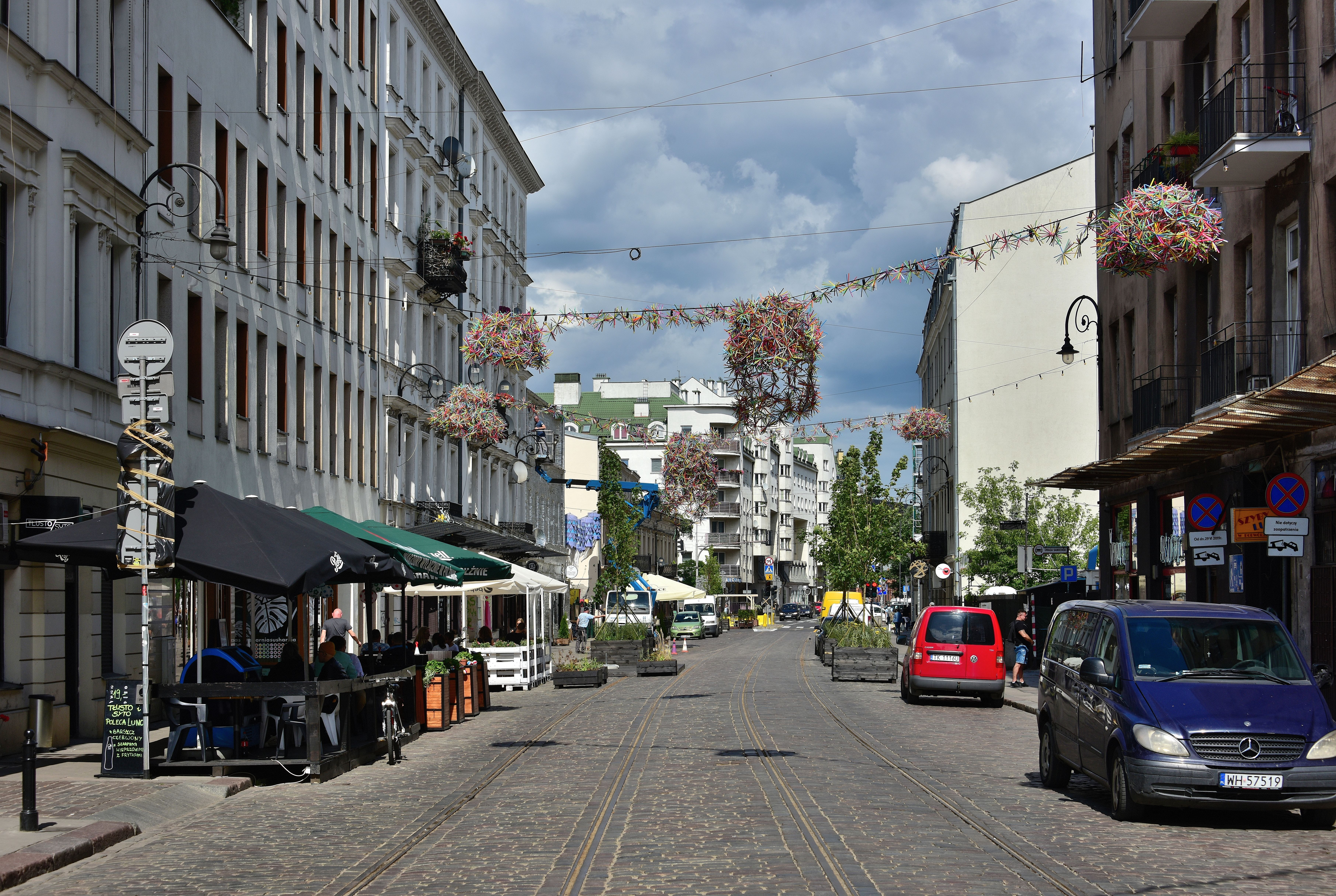
울리차 종브코프스카

### 내용주
1. ↑  입헌군주제의 다민족 연방 국가 폴란드-리투아니아 공화국
2. 1 2  Stare Miasto, 1611년 바르샤바 천도 이전에 만들어진 역사적 시가지
3. 1 2 3  Nowe Miasto, 1611년 바르샤바 천도 이후에 만들어진 역사적 시가지
4. ↑  施政權. 신탁 통치 지역에서 입법・사법・행정의 3권을 행사하는 권한.
5. ↑  35만 명을 넘어섰다.
6. ↑  Workers' Defence Committee. 반공산주의 그룹이다.
7. ↑  "와지엔키"는 "욕탕"이란 의미로 건물내에 훌륭한 욕탕이 여러 개 있어서 붙여진 이름이다. 《글로벌 세계 대백과사전》〈와이엔키 공원〉
8. ↑  서안 해양성기후는 추운 겨울과 대체적으로 따듯한 여름을 갖는다.
9. ↑  폴란드 최초의 철도는 1830년대에 개통되었다.

### 참조주
1. ↑  http://stat.gov.pl/obszary-tematyczne/ludnosc/ludnosc/powierzchnia-i-ludnosc-w-przekroju-terytorialnym-w-2017-r-,7,14.html
2. ↑  http://stat.gov.pl/obszary-tematyczne/ludnosc/ludnosc/powierzchnia-i-ludnosc-w-przekroju-terytorialnym-w-2017-r-,7,14.html
3. ↑  예를 들면 피오트르쿠프(Piotrków), 아다무프(Adamów)가 있다.
4. ↑  “Ludność w gminach. Stan w dniu 31 marca 2011 r. – wyniki spisu ludności i mieszkań 2011 r.”. Główny Urząd Statystyczny. 2011년 11월 27일에 원본 문서에서 보존된 문서. 2012년 8월 20일에 확인함.
5. ↑  “Population in Poland. Size and structure by territorial division as of December 31, 2015” (폴란드어). 2016년 9월 21일에 원본 문서에서 보존된 문서. 2016년 5월 26일에 확인함.
6. ↑  “Local Data Bank”. Statistics Poland. 2019년 6월 1일에 확인함. Data for territorial unit 1465000.
7. ↑  “Średnia dobowa temperatura powietrza”. 《Normy klimatyczne 1991-2020》 (폴란드어). 폴란드 기상수자원관리연구소. 2021년 12월 3일에 원본 문서에서 보존된 문서. 2022년 1월 20일에 확인함.
8. ↑  “Średnia minimalna temperatura powietrza”. 《Normy klimatyczne 1991-2020》 (폴란드어). 폴란드 기상수자원관리연구소. 2022년 1월 15일에 원본 문서에서 보존된 문서. 2022년 1월 20일에 확인함.
9. ↑  “Średnia maksymalna temperatura powietrza”. 《Normy klimatyczne 1991-2020》 (폴란드어). 폴란드 기상수자원관리연구소. 2022년 1월 15일에 원본 문서에서 보존된 문서. 2022년 1월 20일에 확인함.
10. ↑  “Miesięczna suma opadu”. 《Normy klimatyczne 1991-2020》 (폴란드어). 폴란드 기상수자원관리연구소. 2022년 1월 9일에 원본 문서에서 보존된 문서. 2022년 1월 20일에 확인함.
11. ↑  “Liczba dni z opadem >= 0,1 mm”. 《Normy klimatyczne 1991-2020》 (폴란드어). 폴란드 기상수자원관리연구소. 2022년 1월 15일에 원본 문서에서 보존된 문서. 2022년 1월 20일에 확인함.
12. ↑  “Średnia grubość pokrywy śnieżnej”. 《Normy klimatyczne 1991-2020》 (폴란드어). 폴란드 기상수자원관리연구소. 2022년 1월 15일에 원본 문서에서 보존된 문서. 2022년 1월 20일에 확인함.
13. ↑  “Liczba dni z pokrywą śnieżna > 0 cm”. 《Normy klimatyczne 1991-2020》 (폴란드어). 폴란드 기상수자원관리연구소. 2022년 1월 21일에 원본 문서에서 보존된 문서. 2022년 1월 20일에 확인함.
14. ↑  “Średnia suma usłonecznienia (h)”. 《Normy klimatyczne 1991-2020》 (폴란드어). 폴란드 기상수자원관리연구소. 2022년 1월 15일에 원본 문서에서 보존된 문서. 2022년 1월 20일에 확인함.
15. ↑  “WARSZAWA Absolutna temperatura maksymalna” (폴란드어). Meteomodel.pl. 2018년 4월 6일. 2022년 3월 19일에 원본 문서에서 보존된 문서. 2022년 1월 20일에 확인함.
16. ↑  “WARSZAWA Absolutna temperatura minimalna” (폴란드어). Meteomodel.pl. 2018년 4월 6일. 2022년 3월 19일에 원본 문서에서 보존된 문서. 2022년 1월 20일에 확인함.
17. ↑  “WARSZAWA Średnia wilgotność” (폴란드어). Meteomodel.pl. 2018년 4월 6일. 2022년 3월 19일에 원본 문서에서 보존된 문서. 2022년 1월 20일에 확인함.

## 같이 보기
- 바르샤바 역사 지구
- 폴란드의 관광지
- 빌라누프궁
- 문화과학궁전
- 와지엔키 공원
- 바르샤바 조약기구
- 바르샤바 봉기
- 세계유산 목록
- 게토
- 파비악 교도소
- 바르샤바 근대미술관

### 공식
- (폴란드어/영어/러시아어/우크라이나어) 바르샤바시 공식 사이트

### 대한민국 정부
- (한국어) 주폴란드 대한민국 대사관

### 관광
- (한국어) 폴란드 정부 관광국-바르샤바

### 기타
- (폴란드어/영어) 바르샤바 고층 건축-영상, 지도, 미래 프로젝트, 3D 모형
- (일본어) 바르샤바 스타일 보관됨 2017-12-27 - 웨이백 머신 JETRO, 2017
- 탄뎀 인터내셔널 바르샤바 거주

- (폴란드어/영어) 바르샤바 시 공식 웹사이트